# Прип'ять (місто)
При́п'ять — покинуте місто обласного значення, у Вишгородському районі Київської області. Засноване 4 лютого 1970 року на березі річки Прип'ять. Населення евакуйоване через катастрофу на ЧАЕС у 1986 році, унаслідок якої місто опинилося в зоні відчуження ЧАЕС.
Головним приводом для заснування міста стало будівництво однієї з найбільших в Європі атомних електростанцій — Чорнобильської атомної електростанції (ЧАЕС).
Місто розташоване на півночі Київської області, приблизно за 112 км від Києва, на березі річки Прип'ять, за 2 км від Чорнобильської АЕС. Поруч із містом на станції Янів діє пункт контролю на кордоні з Білоруссю Янів — Йолча.
Остання народжена дитина 28.04.1986р
Чисельність населення за станом на червень 2025 року — 0 осіб.

## Географія
Для будівництва селища для працівників Чорнобильської АЕС розглядалися кілька майданчиків, переважно Чорнобильський район, місцевості на північ і південь від села Копачі, район на захід від залізничної станції Янів. Зрештою для будівництва було обрано ділянку за 3,5 км на північний захід від атомної електростанції на правому березі річки Прип'ять, притоки Дніпра, після чого нове місто отримало її назву.
Прип'ять на сході межувала з селом Семиходи, річкою Прип'ять і лісовим масивом, на півдні — залізницею Овруч — Чернігів та селом Янів. На заході міста кордони обмежувалося автомобільною дорогою Чорнобиль — Полісся, на півночі — територією, покритою дрібноліссям.

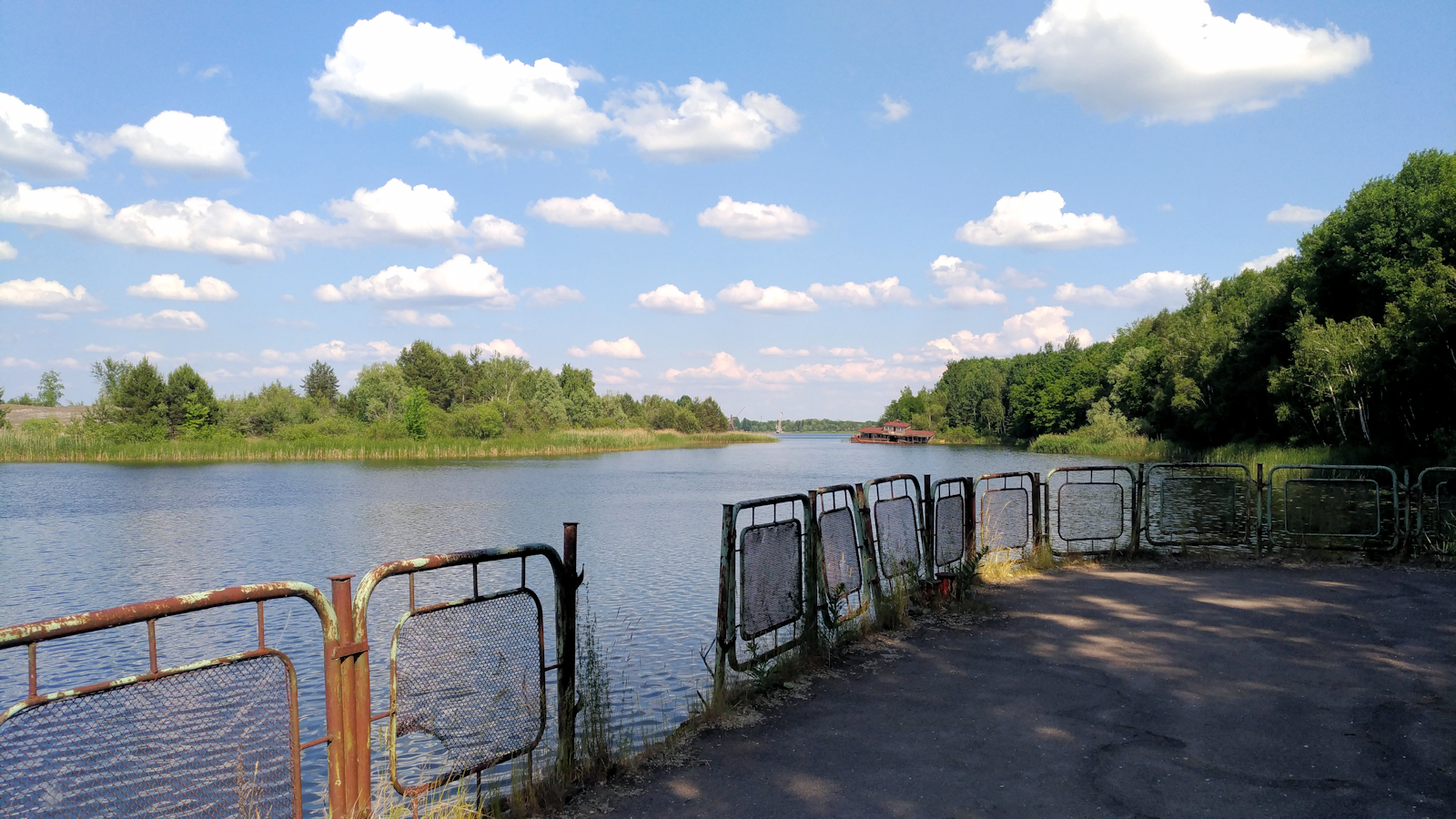
р. Прип'ять в місті біля причалу
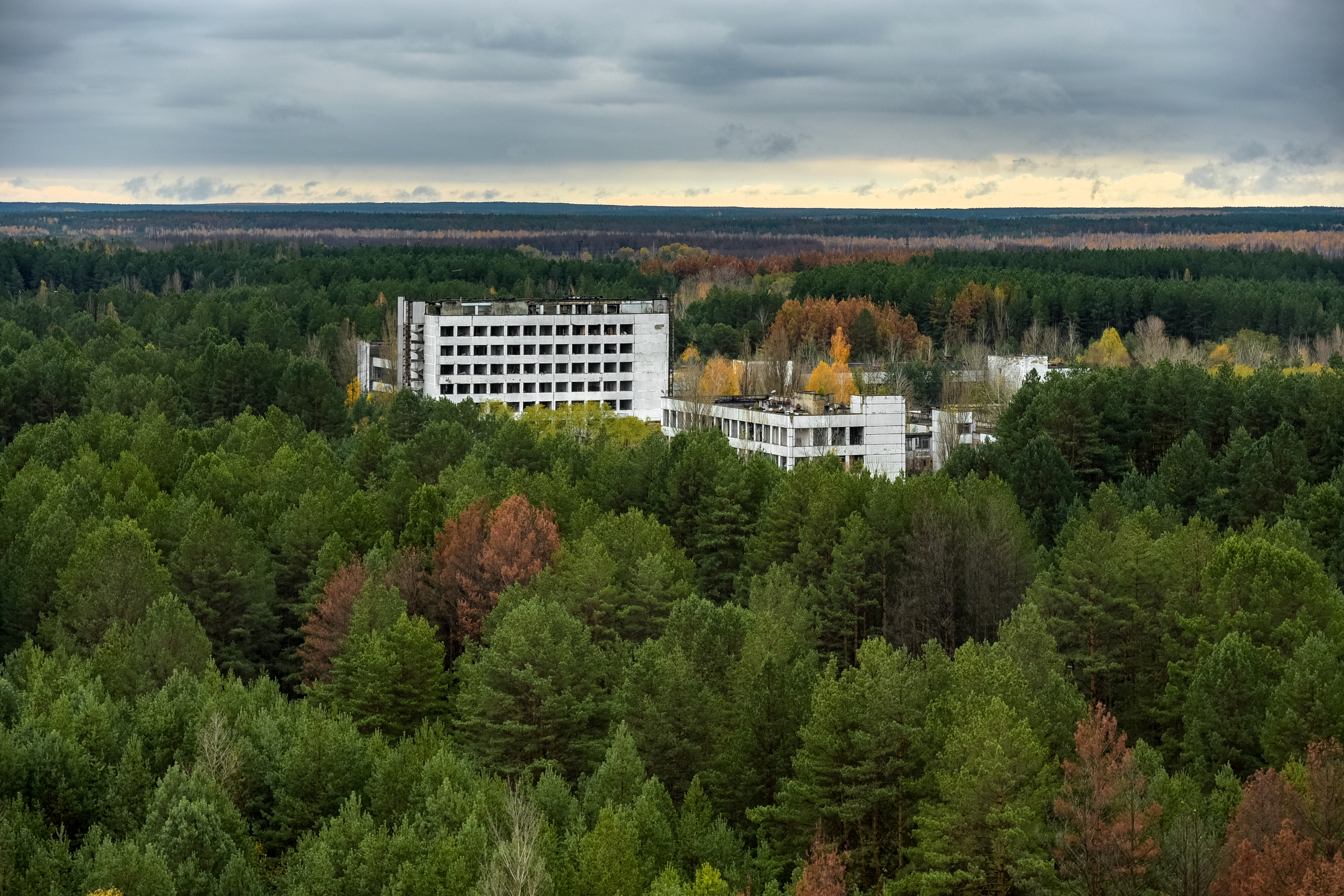
Лісиста місцевість біля міста

Це низинна, переважно лісиста і болотиста місцевість, відома як Полісся. Висота більшої частини території, на якій побудовано місто, становить 110—115 метрів, за винятком південно-східної частини, де висота становить 118—120 метрів. Місцевість рівнинна з невеликим нахилом у бік річки та її приток.

## Історія

### Будівництво
Генеральний план населеного пункту почав розроблятися у 1968—1970 роках інститутом «Уралтеплоелектропроєкт», однак з початку 1970-х проєктування здійснювалося архітектурно-планувальним відділом НДІ «Гідропроєкт».
Датою заснування Прип'яті є 4 лютого 1970 року. Її будівництво почалося одночасно з будівництвом Чорнобильської АЕС, розташованої за 2 км від міста. Проєктом передбачалося, що населення становитиме 75-78 тисяч осіб.
14 квітня 1972 року новозбудованому населеному пункту Чорнобильського району присвоєне найменування (взято на облік адміністративно-територіального поділу) — селище Прип'ять.
24 квітня 1972 року селищу надано статус смт, а 20 жовтня 1980 року віднесено до категорії міст обласного підпорядкування.

### Чорнобильська катастрофа та евакуація
Рішення про евакуацію населення було прийнято лише за понад добу після аварії на ЧАЕС, вранці 27 квітня 1986 року. На той момент рівень радіації в місті за повідомленням УКДБ УРСР становив 4 14 мкР/сек.
О 13:10 по радіо було оголошено про збір всіх жителів біля своїх під'їздів протягом години:
|  | Увага! Увага! Шановні товариші! Міська рада народних депутатів повідомляє, що у зв'язку з аварією на Чорнобильській атомній електростанції в місті Прип'яті складається несприятлива радіаційна обстановка. Партійними і радянськими органами, військовими частинами вживаються необхідні заходи. Однак, з метою забезпечення повної безпеки людей, і в першу чергу, дітей, виникає необхідність провести тимчасову евакуацію жителів міста на евакуаційні пункти в Київській області. Для цього до кожного житлового будинку сьогодні, 27 квітня, починаючи з 14:00 години, будуть подані автобуси у супроводі працівників міліції та представників міськвиконкому. Рекомендується з собою взяти документи, вкрай необхідні речі, а також, на перший випадок, продукти харчування. Керівниками підприємств та установ визначено коло працівників, які залишаються на місці для забезпечення нормального функціонування міста. Всі житлові будинки на період евакуації будуть охоронятися працівниками міліції. Товариші! Тимчасово залишаючи своє житло, не забудьте, будь ласка, закрити вікна, вимкнути електричні та газові прилади, перекрити водопровідні крани. Просимо дотримуватися спокою, організованості і порядку при проведенні тимчасової евакуації! Оригінальний текст (рос.) Внимание! Внимание! Уважаемые товарищи! Городской совет народных депутатов сообщает, что в связи с аварией на Чернобыльской атомной электростанции, в городе Припяти складывается неблагоприятная радиационная обстановка. Партийными и советскими органами, воинскими частями принимаются необходимые меры. Однако, с целью обеспечения полной безопасности людей, и, в первую очередь, детей, возникает необходимость провести временную эвакуацию жителей города в ближайшие населённые пункты Киевской области. Для этого к каждому жилому дому сегодня, двадцать седьмого апреля, начиная с четырнадцати ноль-ноль часов будут поданы автобусы в сопровождении работников милиции и представителей горисполкома. Рекомендуется с собой взять документы, крайне необходимые вещи, а также, на первый случай, продукты питания. Руководителями предприятий и учреждений определён круг работников, которые остаются на месте для обеспечения нормального функционирования предприятий города. Все жилые дома на период эвакуации будут охраняться работниками милиции. Товарищи, временно оставляя своё жильё, не забудьте, пожалуйста, закрыть окна, выключить электрические и газовые приборы, перекрыть водопроводные краны. Просим соблюдать спокойствие, организованность и порядок при проведении временной эвакуации! |

У Прип'ять прибуло понад 1200 автобусів з інших міст України. На залізничну станцію Янів було подано два дизельних потяги на 1500 місць. Евакуація була оголошена жителям як тимчасовий захід, із собою дозволяли брати тільки речі першої необхідності.
Населення міста, що станом на 1986 рік становило понад 45 тис. осіб, було евакуйоване в Поліський і Іванківський райони та власне до Києва, до 1 тис. осіб виїхало в Чернігівську та інші області. У місті залишилося більше 5 тис. осіб для проведення невідкладних робіт.

### Дезактивація і мародерство
Одразу після евакуації були розгорнуті заходи з дезактивації радіаційного забруднення міста. Їх проводили спеціальні загони, які на пожежних та поливальних машинах відмивали громадські об'єкти від радіоактивного пилу, зрізали заражений ґрунт і вивозили речі містян в спеціальні могильники. Однак, незважаючи на проведені роботи, місто залишалось забрудненим. Тому вже 1987 року за 40 кілометрів від ЧАЕС для евакуйованих жителів почали будівництво міста Славутича. Частина жителів отримали квартири в Києві та інших містах України.
Попри тотальний контроль з боку правоохоронних органів, місто почали атакувати мародери, які вивозили метал, побутову техніку, меблі тощо. Наразі унаслідок мародерства та робіт, проведених ліквідаторами аварії, житловий фонд у Прип'яті розтрощений, у квартирах залишилася здебільшого крупногабаритна техніка, яку було незручно виносити з приміщень.
У 1990-х роках в місті вахтовим методом проживало кілька тисяч чоловік, близько 600 міліціонерів охороняли його територію.

### Сучасність
До початку 2000-х років у Прип'ять продовжували подавати електрику і газ, водопостачання забезпечували десятки артезіанських свердловин. Тут знаходилось Управління дозиметричного контролю, у будинках облаштували гуртожитки для ліквідаторів, працювали міліція, пожежна частина, медпункт та басейн. Однак, після зупинки енергоблоку наприкінці 2000 року усі підприємства були закриті.
На сьогодні, у місті функціюють три об'єкти: спецпральня «Комплекс», гаражі «Чорнобильсервіс» та насосна станція, що качає артезіанську воду і подає її на ЧАЕС.
У серпні 2019 року Національна гвардія України підтвердила, що періодично проводить у Прип'яті військові навчання «бій у місті».
24 лютого 2022 року в ході російського вторгнення в Україну Чорнобильську АЕС захопили російські війська. 31 березня російські війська покинули місто. З 24 лютого до 31 березня 2022 року місто було окуповане російськими військами.

## Населення
За переписом 1979 року населення Прип'яті становило 21 711 осіб: 11 379 чоловіків та 10 332 жінки. У листопаді 1985 року кількість мешканців зросла до 47,5 тис. осіб.
На момент аварії у місті проживало 49,4 тис., у тому числі 15 406 дітей (з них 7176 шкільного віку), а середній вік прип'ятчан становив усього 26 років. За переписами 1989 та 2001 років у місті Прип'яті офіційно не проживало жодної особи.

## Інфраструктура

### Поділ міста

Схема міста Прип'ять
— Мікрорайон I
— Мікрорайон II
— Мікрорайон III
— Мікрорайон IV
— Мікрорайон IVa
— Мікрорайон V
— Центр міста
— Комплекс лікарень
— Комунальні будинки
— Громадські та навчальні будівлі

У Прип'яті встигли побудувати 5 мікрорайонів. Майже у всіх районів різне планування, оскільки вони будувалися поетапно. Фактично, з уведенням одного реактора на Чорнобильській АЕС здавався в експлуатацію один мікрорайон.
У двох перших мікрорайонах переважають п'ятиповерхові забудови, що розташовані під різними кутами, щоб не викликати одноманітності. Мікрорайон III був забудований здебільшого 9- та 16-поверховими будинками. Його центром став сосновий бір. У IV та V мікрорайонах житлові будинки сконцентровані навколо дитячих садків і шкіл, при чому для останніх мікрорайонів характерна 16-ти і 24-поверхова забудова. Загальна площа житлового фонду становила 658 тисяч 700 квадратних метрів, 160 будинків, 13 414 квартир, 18 гуртожитків для холостяків на 7621 місце, 8 сімейних гуртожитків і будинків готельного типу на 1206 кімнат.
Місце, розчищене під будівництво VI та VII мікрорайонів нині є могильником «Піщане плато», де ховали знятий з вулиць ґрунт і особисті речі жителів.
У місті було 2 проспекти — Леніна і Будівельників та 9 вулиць — Курчатова, Спортивна, Гідропроєктівська, Дружби Народів, Лесі Українки, Сержанта Лазарева, Набережна, Огнєва та Заводська.
Вздовж вулиці Курчатова був створений головний громадський центр. Тут розташовуються центральна площа, готель «Полісся», Палац культури «Енергетик», кінотеатр Прометей та інші відомі об'єкти громадської інфраструктури. На перехресті з проспектом Леніна розташований так званий «Білий дім», де проживало начальство міста і станції, на першому поверсі магазин «Веселка», у якому продавалися радіотовари, канцтовари, автозапчастини, господарські товари тощо.

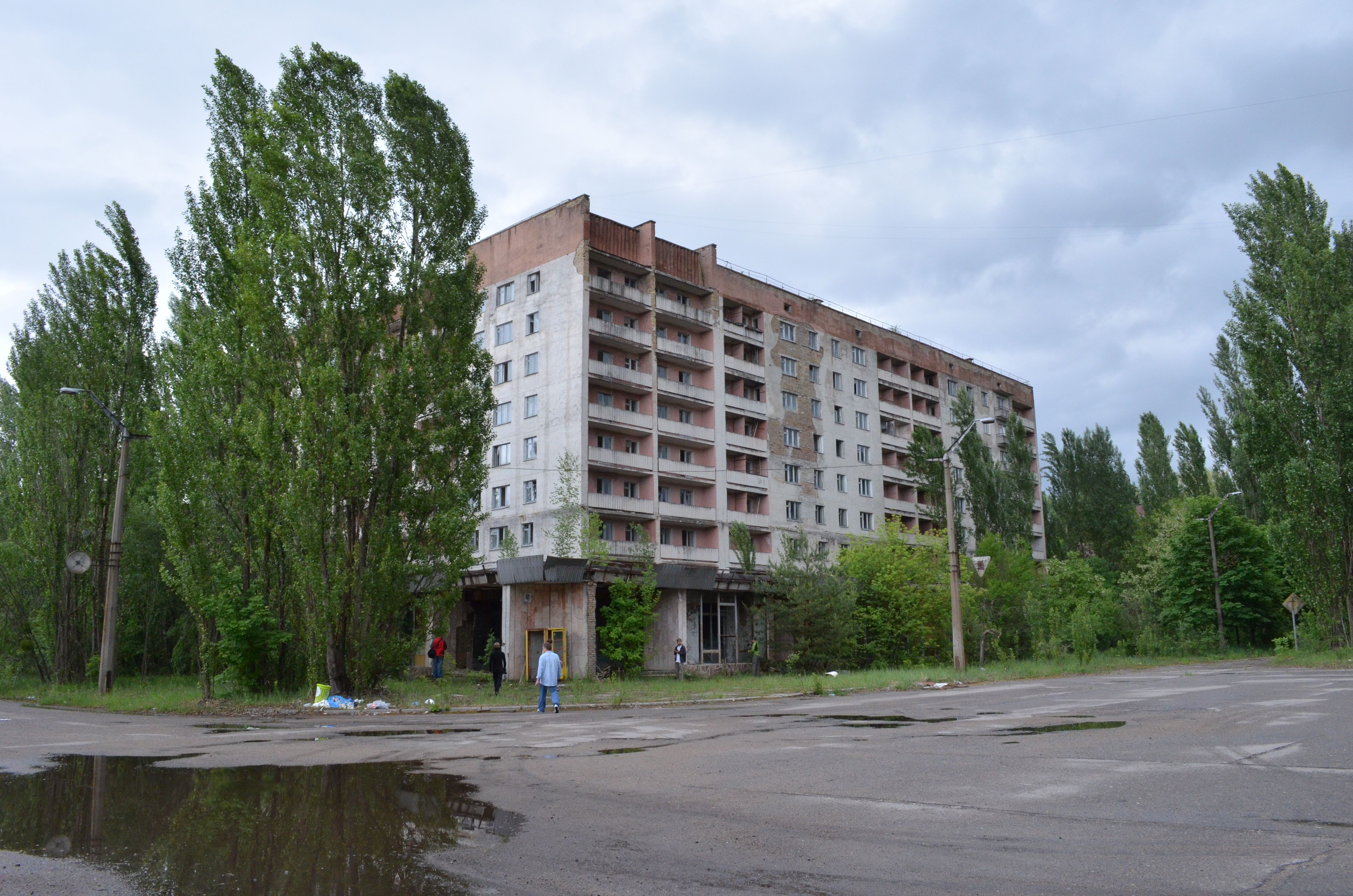
«Білий дім» просп. Леніна, 13/34
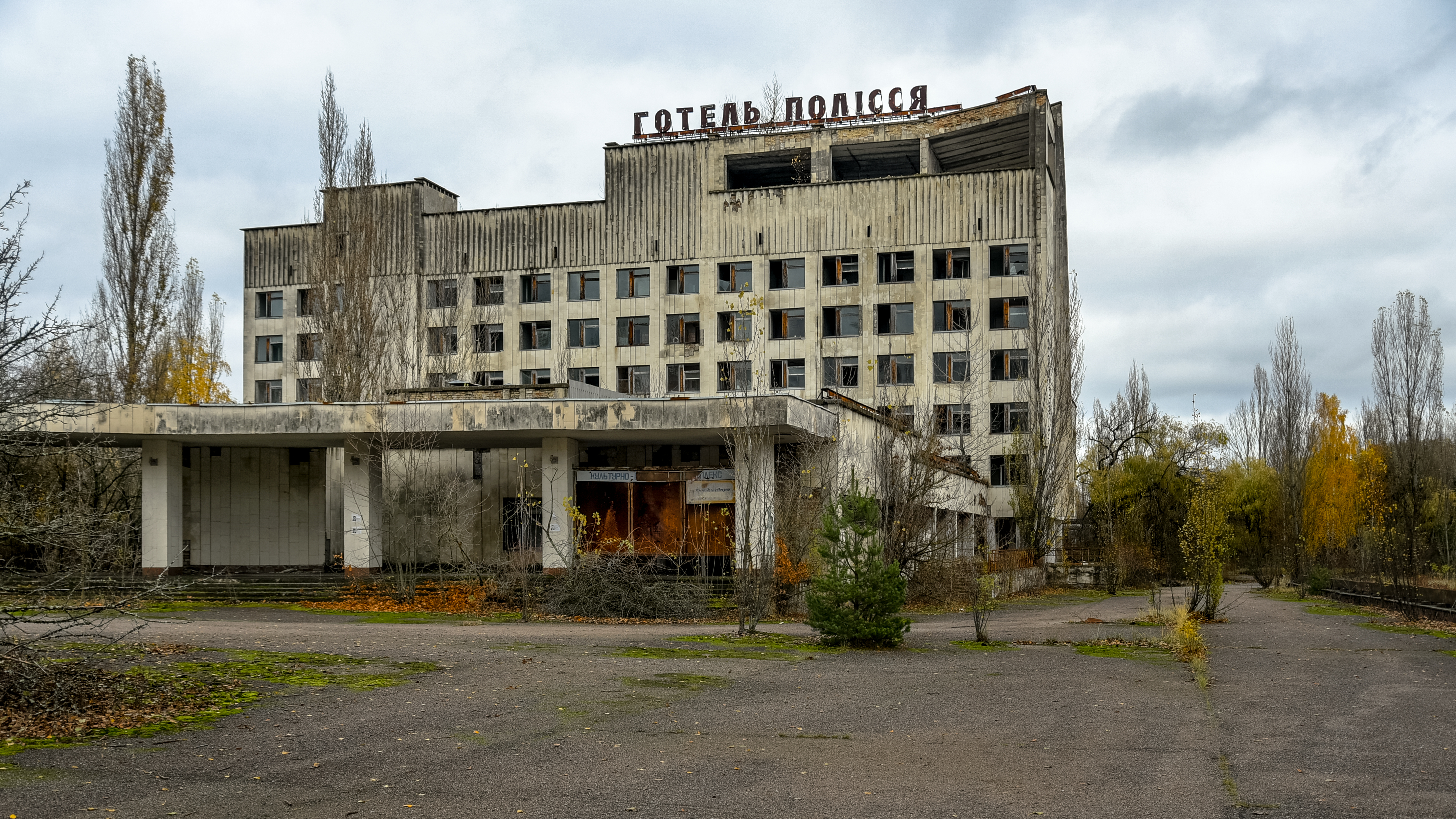
Готель Полісся вул. Курчатова, 8
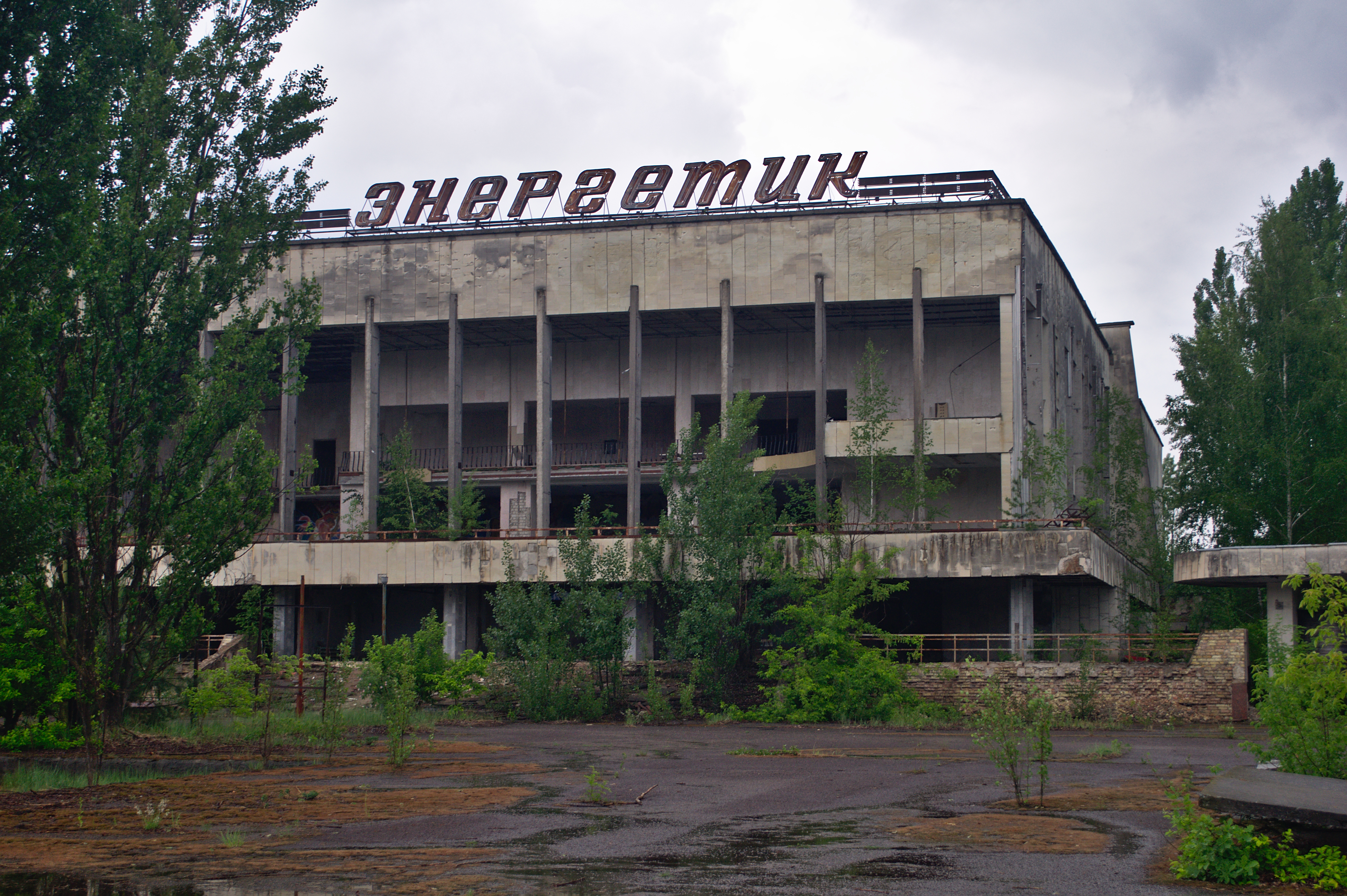
ПК «Енергетик» вул. Курчатова, 10

### Освіта
У місті діяло 15 дошкільних закладів на 4980 місць, 5 середніх загальноосвітніх шкіл на 6786 місць, 1 СПТУ на 600 місць.

### Спорт
10 спортивних зал, 3 басейни, 10 стрілецьких тирів, 2 стадіони (головний — «Авангард»).

### Культура
Палац культури, кінотеатр на 1220 місць, школа мистецтв на вісім кімнат для гурткової праці загальною місткістю 312 учнів.

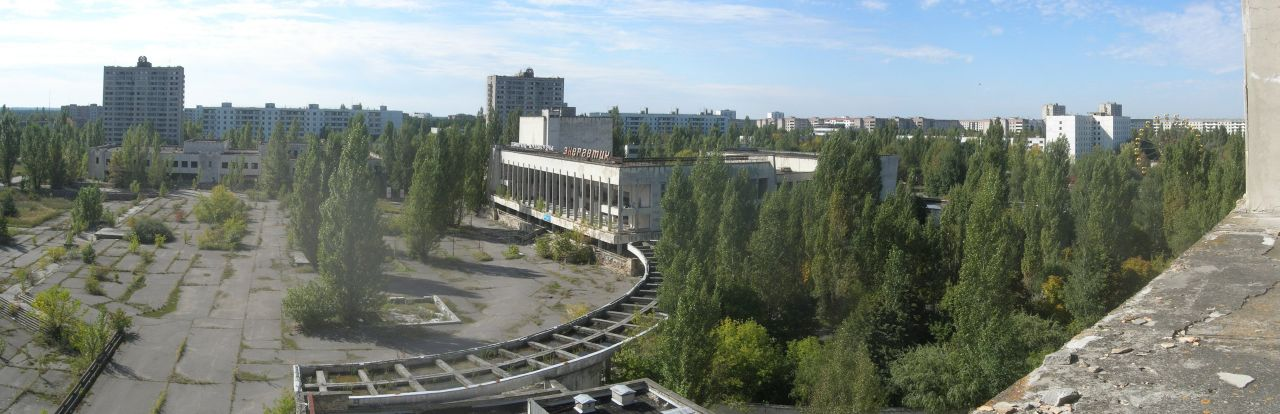
Прип'ять у 2007 році

«Життя в Місті для більшості прип'ятчан, тим чи іншим чином, було тісно пов'язане з місцевим Палацом Культури [Архівовано 13 вересня 2011 у Wayback Machine.]. Для когось він був місцем роботи, хтось пам'ятає дискотеки, новорічні святкові дійства, інші згадають улюблені фільми, концерти, спектаклі чи засідання клубу веселих зустрічей… А ще сюди часом приїжджав цирк. Палац теж пам'ятає… Пам'ятає творчі вечора Олени Камбурової та Юрія Ряшенцева, експозиції клубу „Червона гвоздика“, пам'ятає бешкетників, що намагаються відколупати мозаїку з-під сходів…
Він здобув неймовірну популярність після втечі своїх творців, ставши, поруч із Прометеєм — символом загиблого Міста. Та чи загиблого?.. Кадри кінохронік і знімки з Ним облетіли увесь світ. Він бачив і президентів, і конгресменів, поетів і акторів… Бачив і мародерів, що розорили бібліотеку, повибивали вікна й обідрали мармур з його стін… Кого тільки не бачив Він під своїм дахом… Він пам'ятає всіх, не поділяючи на До та Після… Він пам'ятає все… І завжди, коли на його розкришений поріг ступає нога людини, Він ледь відчутно здригається, і — прокидається…»
(Олександр Сирота)
Воно, мабуть, ночами оживає
містечко наше — в світу на виду…
Там наші сни, мов хмари ті, бредуть
і місяцевим сяйвом вікна мають…
(з триптиха «Прип'яті» [Архівовано 16 березня 2011 у Wayback Machine.], переклад Віктора Грабовського)
Автор вірша Любов Сирота — керівник літературного об'єднання «Прометей» [Архівовано 26 березня 2012 у Wayback Machine.] прип'ятського палацу культури «Енергетик» [Архівовано 10 березня 2012 у Wayback Machine.].
За весь час роботи в літоб'єднанні змінилося три керівники. Першим був Іван Речи, наступною була відома нині журналістка Любов Ковалевська[недоступне посилання з липня 2019] (у Прип'яті — Любов Тутарова), а з 1983 року і до аварії на ЧАЕС (і навіть після — у Києві, поки існувала організація Палац Культури «Енергетик») його очолила Любов Сирота. В об'єднанні було не менш як 20 постійних членів. Там працювала творча майстерня, де усі учасники могли підняти свій творчий рівень; відбувалися зустрічі з відомими літераторами й представниками інших творчих професій. Члени об'єднання організовували поетичні вечори та зустрічі в школах, гуртожитках та на підприємствах міста.
До 1986 року в республіканських та всесоюзних виданнях публікувалися лише твори Л. Сироти та Л. Ковалевської. Чорнобильська катастрофа стала поштовхом для проявлення творчих талантів інших членів об'єднання (поета Володимира Шовкошитного, поета й автора унікальних фільмів про Прип'ять Михайла Назаренка, Лариси Коваленко, Любові Василевської, Стаса Константинова та ін.)
У 1984 році літературне об'єднання разом з дискотекою «Едісон-2» створили експериментальний диско-театр, перша дійство якого — поетична вистава Л.Сироти «Ми не могли б не знайти одне одного» [Архівовано 26 травня 2012 у Wayback Machine.], мала чималий успіх у місті, а також стала лауреатом республіканського конкурсу дискотек.
Остання робота об'єднання — вистава про життя й творчість Марини Цвєтаєвої «Моя спеціальність — життя» [Архівовано 2 червня 2012 у Wayback Machine.] (у двох діях — протягом більш двох годин) була поставлена у 1985 році. В той час малодоступний матеріал для вистави збирався її автором Л. Сиротою по крихтах у бібліотеках Києва та Дніпропетровська. Прем'єра вистави була визначною подією у місті, після якої заввідділу культури А. Рубан та директор палац культури В. Ідельсон прийняли рішення внести його у постійний репертуар палацу культури. Наступний показ вистави був запланований на 4 травня 1986 року, та, по відомим причинам, не відбувся.
Шефом прип'ятського літературного об'єднання була Спілка письменників України та газета «Літературна Україна», завдяки чому й могла з'явитися стаття Любові Ковалевської про зловживання та негаразди при будівництві ЧАЕС, що прогриміла на весь світ вже після Чорнобильської катастрофи…
Майже одразу після аварії на ЧАЕС та евакуації з Прип'яті, керівниками літоб'єднання «Прометей» (Любов Сирота), дискотеки «Едісон-2» (Олександр Демидов) і кіностудії «Прип'ять-фільм» (Михайло Назаренко[недоступне посилання з липня 2019]) була створена творча група (у складі якої були також інженери ЧАЕС — поет і бард Володимир Шовкошитний та бард і композитор-аматор Василик Розумний), котра віршем і піснею, слайдами й фільмами несла правду про несправедливо забуте місто енергетиків Прип'ять та його мешканців, виступаючи в різних організаціях та підприємствах Києва (включаючи Спілку письменників, к/с ім. О.Довженка та ін.) Ця діяльність творчої групи згодом була відзначена обласною премією ім. Олександра Бойченка (грошевий еквівалент якої вони перерахували у фонд відкриття пам'ятного меморіалу першим героям і жертвам аварії на ЧАЕС на Мітінському цвинтарі в Москві); вона ж лягла у канву художньо-публіцистичного фільму відомого кінодокументаліста Роллана Сергієнка «Поріг» [Архівовано 18 березня 2013 у Wayback Machine.], створеного на Київській кіностудії ім. О.Довженка, разом з ЦСДФ (Москва) у 1988 році, який пробив стіну секретності та замовчування реальних наслідків Чорнобильської трагедії.

### Громадянська організація чорнобильців «Земляки»

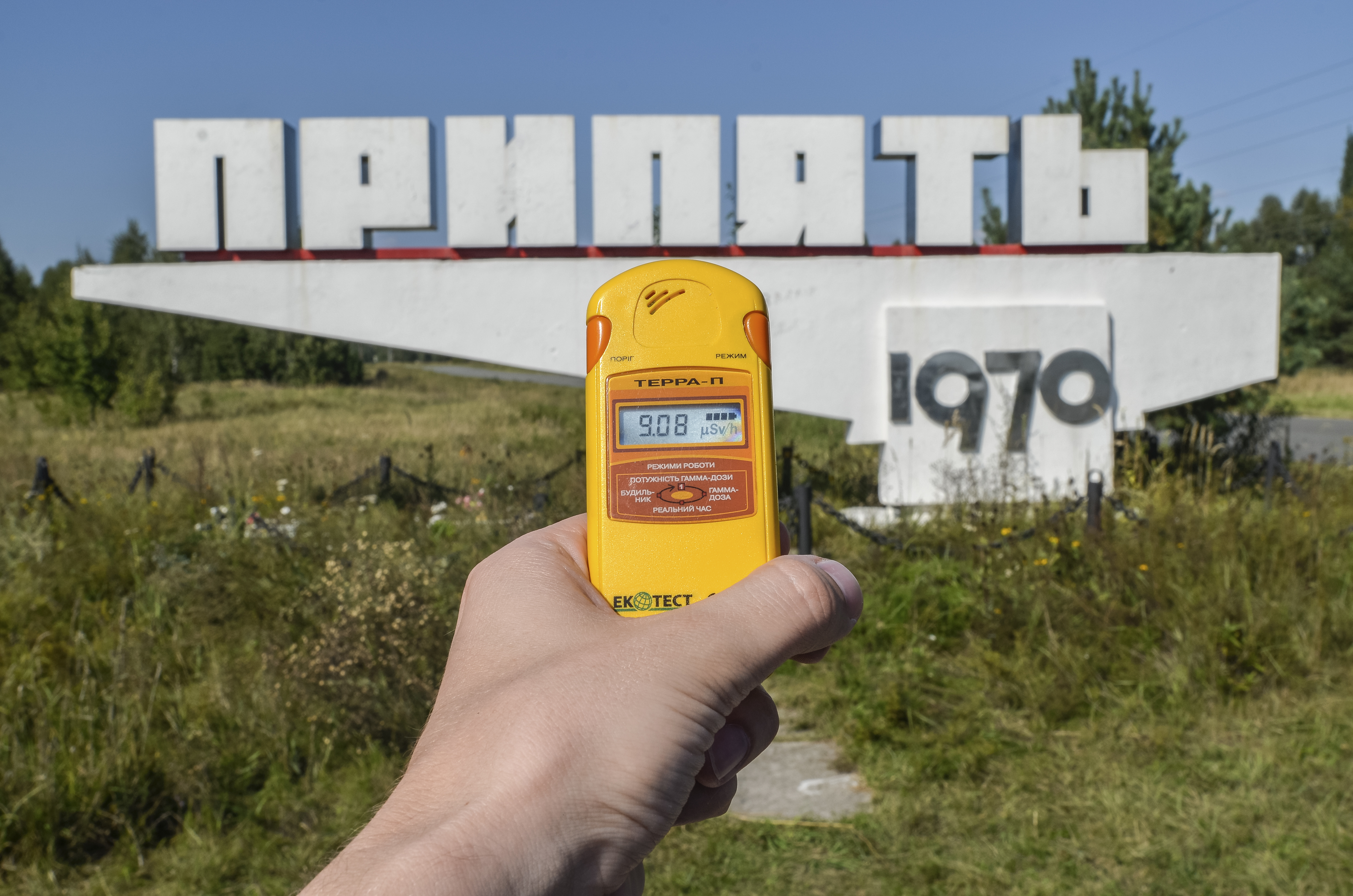
Радіоактивне зараження в місті Прип'ять. Радіометр показує потужність радіації, що в 30 разів перевищує норму.

У 1987 році в Деснянському районі м. Києва, де мешкають понад 70 тисяч переселенців з Чорнобильської зони, колишня зав. культмасовим сектором прип'ятського палацу культури Тамара Красицька (Боханченко) разом з колегами ініціювала й очолила спочатку клуб колишніх прип'ятчан, а потім — благочинну громадську організацію чорнобильців «Земляки», яка всебічно допомога евакуйованому населенню, ліквідаторам наслідків аварії, інвалідам, вдовам, дітям-сиротам та багатодітним сім'ям. Одним з пріоритетних напрямків діяльності цієї організації є просвітня й виховна робота з дітьми. Зокрема, у рамках Міжнародної щорічної акції «Спасенна планета» [Архівовано 18 серпня 2011 у Wayback Machine.], яка вже з першого кроку — 26 квітня 1998 року знайшла чимало прихильників в усьому світі, проводяться конкурси дитячих творів та малюнків «Майбутнє планети — наша турбота».

### Міжнародна громадська організація «Центр ПРИП'ЯТЬ.ком»
У 2006 році у Києві з ініціативи команди сайту pripyat.com була створена міжнародна громадська організація «Центр ПРИП'ЯТЬ.ком»[недоступне посилання з липня 2019], головним завданням якої стало донесення інформації про Чорнобильську трагедію та її наслідків якомога ширшому колу громадськості (крім багатьох інших проектів, виключно з цією метою організує та проводить ознайомчі екскурсії у Чорнобильську зону та м. Прип'ять [Архівовано 2 травня 2010 у Wayback Machine.]).
Як в інтерв'ю кореспонденту РИА Новости Івану Щеглову сказав Віце-президент цієї організації Олександр Сирота: «Дуже хочеться вірити — людина, що відвідала це місце, вже ніколи не зможе жити так, аби після неї лишалися мертві міста».
У тому ж році разом із газетою «Літературна Україна» вони ініціювали Звернення до світової спільноти[недоступне посилання з липня 2019] щодо підтримки ідеї створення екологічної пам'ятки м. Прип'ять та заповідної 15-км Чорнобильської зони, як меморіалу найбільшої техногенної катастрофи XX сторіччя, який має бути взятий під охорону міжнародної спільноти. «Олександр активно виступає за надання Прип'яті статусу Міста-Музею. Тому що, покинуте місто беззахисне перед мародерами, любителями екстремального туризму і природної стихії. Каже, що людина, яка відвідала це місце, вже не зможе жити так, щоб після неї залишалися мертві міста».
«Зрештою, якщо мертве місто й не стане музеєм, загине від снігу та вітру, зникне під заростями, вже є ще одна Прип'ять. Віртуальна [Архівовано 30 січня 2010 у Wayback Machine.]. В ній живуть люди. Знайшов в Мережі на мапі міста [Архівовано 25 січня 2010 у Wayback Machine.] свою колишню вулицю, будинок, квартиру — заселюйся [Архівовано 24 лютого 2009 у Wayback Machine.], залишай фотографії членів своєї родини, спогади й — обов'язково — нову адресу: тепер тебе зможуть знайти [Архівовано 18 січня 2010 у Wayback Machine.] колишні однокашники й колеги. Тільки обов'язково зазирни у сусідські „вікна“. Поки що заселилися 300 осіб з 50 тис. мешканців, але це тільки початок..»
Крім того, команда сайту pripyat.com, в рамках проекту «Фото твоего дома» [Архівовано 14 квітня 2010 у Wayback Machine.], виконує заявки тих мешканців Прип'яті, хто не в змозі відвідати покинуте місто, фотографує їх район, будинок, квартиру.

## Транспорт

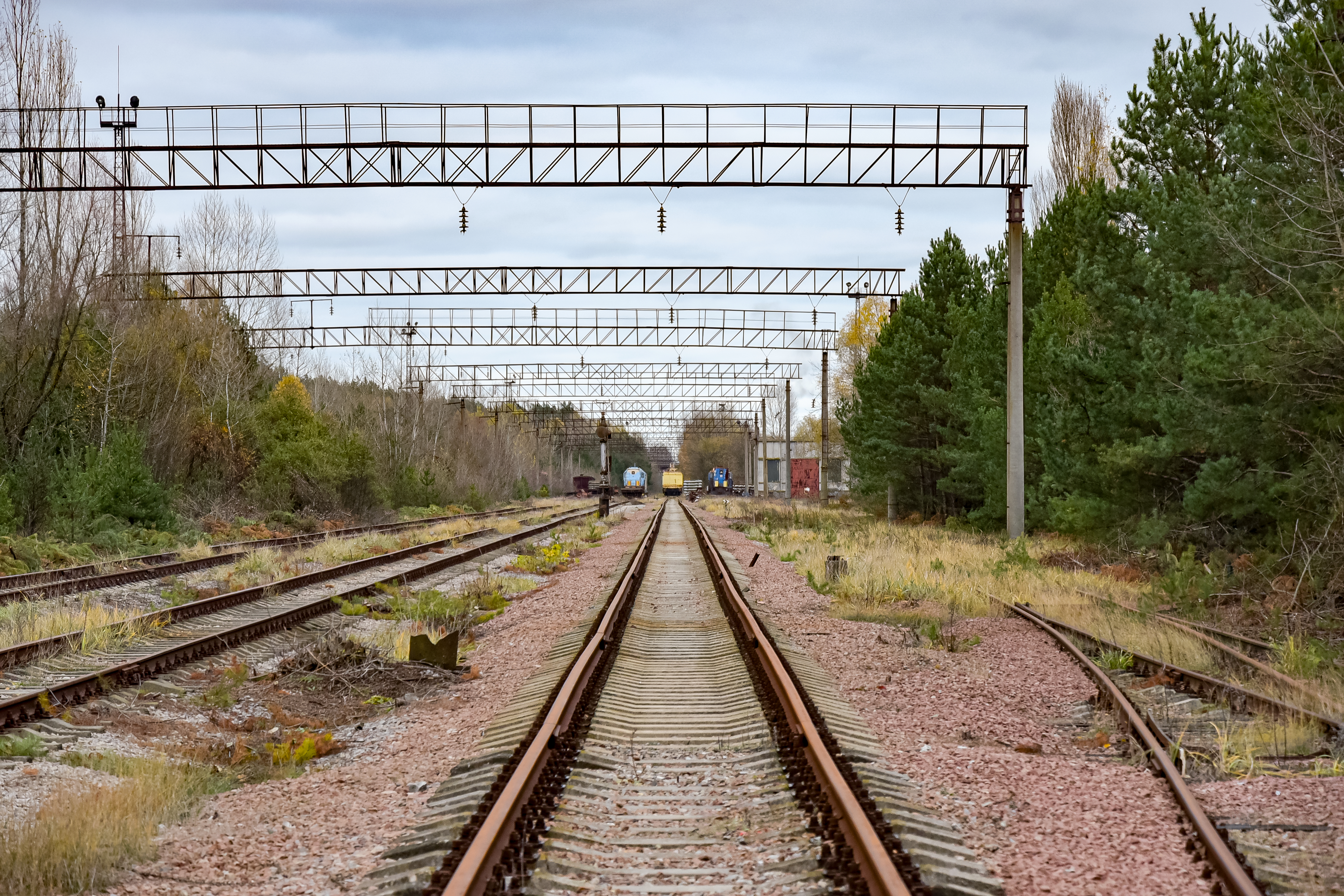
Залізнична станція «Янів»

На сьогодні час перевезення працівників ЧАЕС між станціями «Славутич» і «Семиходи» забезпечує 5 пар електропотягів № 901—910.

## Туризм
Усі покинуті споруди міста є об'єктами індустріального туризму екстремалів України та інших країн.

## Місто у масовій культурі

### Фільми
- Документальний фільм «Білий кінь» (2008) був знятий у Прип'яті[29].
- Прип'ять представлена у документальному фільмі «Життя після людей» (2008) на телеканалі History.
- Деякі сюжетні лінії фільму «Земля забуття» (2011) знімали в місті та околицях.
- Серіал HBO Чорнобиль [Архівовано 3 червня 2019 у Wayback Machine.] (2019) про аварію на ЧАЕС
- Фільм «Трансформери: Темний бік Місяця» (2011) демонструє коротку місію до Прип'яті, де автоботи атакуються Шоквейвом.
- Фільм жахів «Щоденники Чорнобиля» (2012) був натхненний Чорнобильською катастрофою, дії фільму відбуваються в Прип'яті[30].
- Сюжет фільму «Міцний горішок. Гарний день, аби померти» (2013) частково розгортається у Прип'яті.
- Як міський краєвид Лондону, були використані кадри, зняті дроном у Прип'яті та сусідньому Чорнобилі у британському постапокаліптичному фільмі жахів «Нова ера Z» (2016)[31].

У квітні 2014 року в Прип'яті проходили зйомки кліпу на пісню Marooned відомого рок-гурту Pink Floyd.
Квебецький драматург Філіпп Ландрі присвятив місту свою драму «Повернення до Прип'яті», яка отримала високу оцінку канадських театралів.
У Прип'яті та Чорнобильській зоні розгортаються дії серії комп'ютерних ігор «S.T.A.L.K.E.R.», української компанії GSC Game World.

## Відомі люди
- Ковалевська Любов — журналістка, висвітлювала проблеми Чорнобильської атомної електростанції.
- Любов Сирота — українська поетеса, публіцист, прозаїк, перекладач, драматург, керувала міським літоб'єднанням «Прометей» у палаці культури «Енергетик»
- Микитась Максим Вікторович, народний депутат України VIII скликання, керівник корпорації «Укрбуд» (2010—2016).
- Олександр Сирота — журналіст, фотограф, кінематографіст. Президент Міжнародної організації Міжнародної громадської організації «Центр ПРИПЯТЬ.ком». З 2016 року є членом Громадської ради при Державному агентстві з управління зоною відчуження, а у 2020[34] та 2021[35] роках обраний головою Громадської ради при ДАЗВ України.
- Анастасія Сверкунова — співачка, вокалістка гурту Delia.
- Володимир Шовкошитний — український поет, прозаїк, публіцист, народний депутат України І скликання, президент Міжнародної організації «Союз Чорнобиль» (1990—2003).
- Шовкошитний Георгій Володимирович (1983—2024) — молодший лейтенант збройних сил України, учасник російсько-української війни.

## Галерея

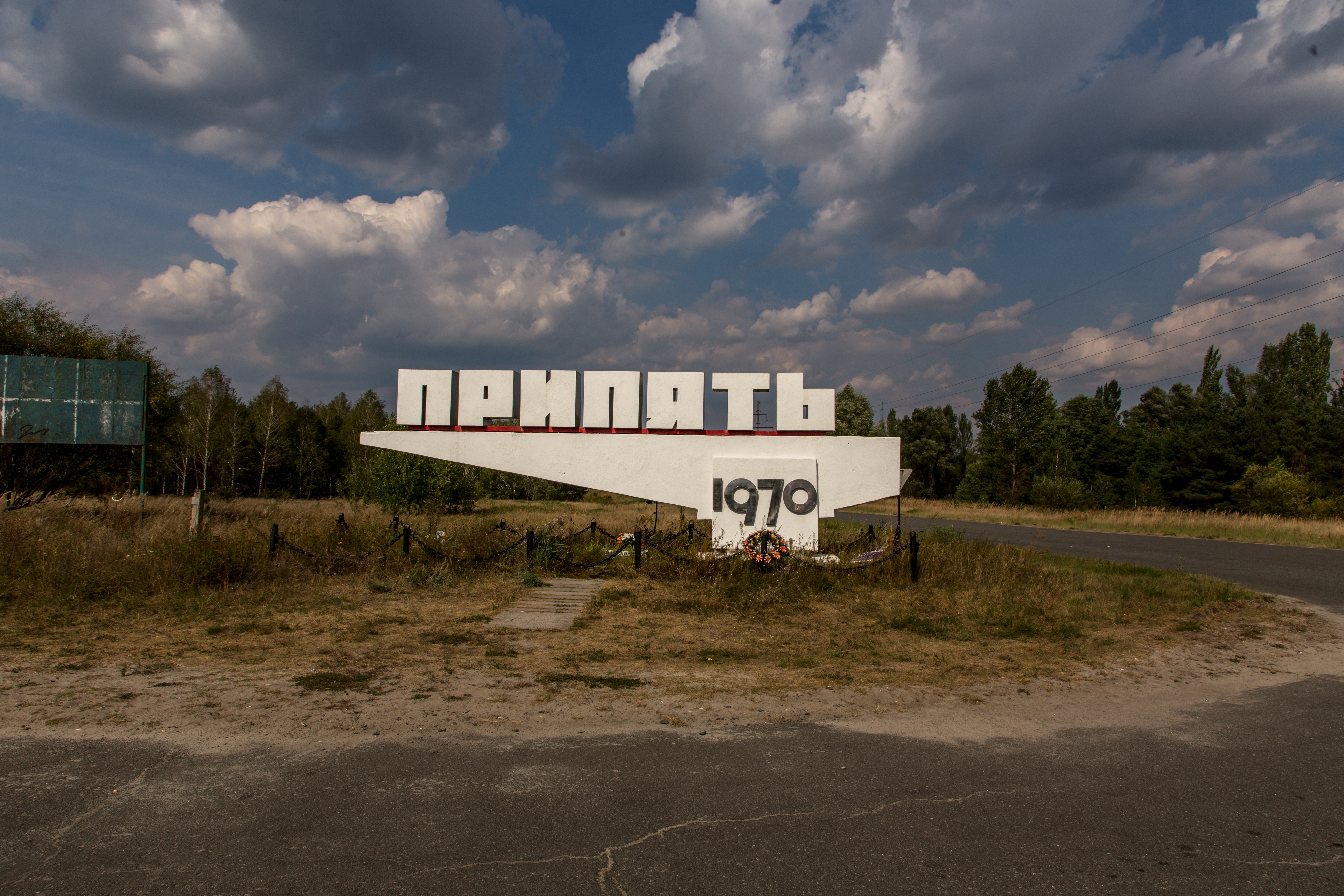
Стела при в'їзді до міста
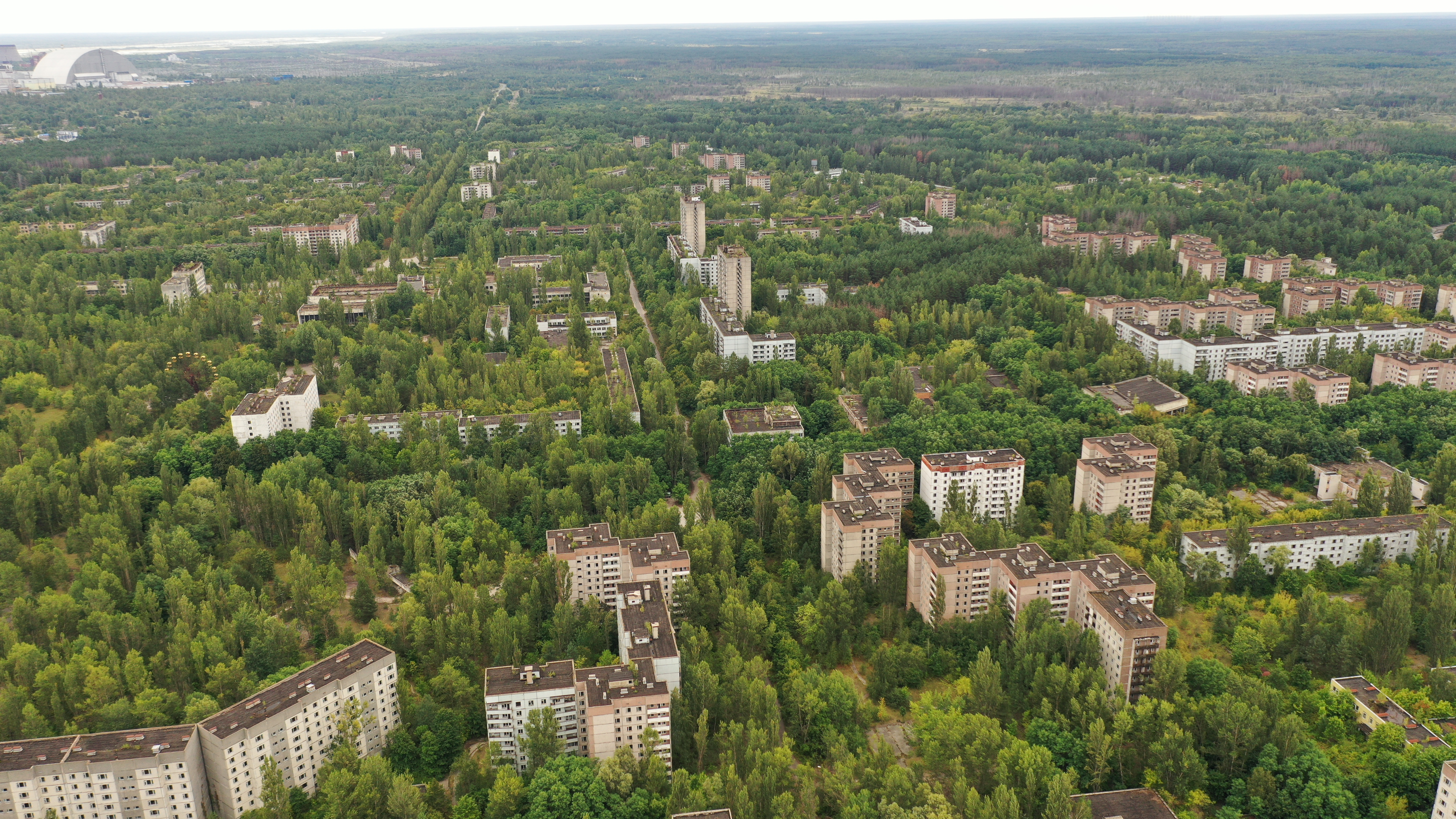
Прип'ять з висоти
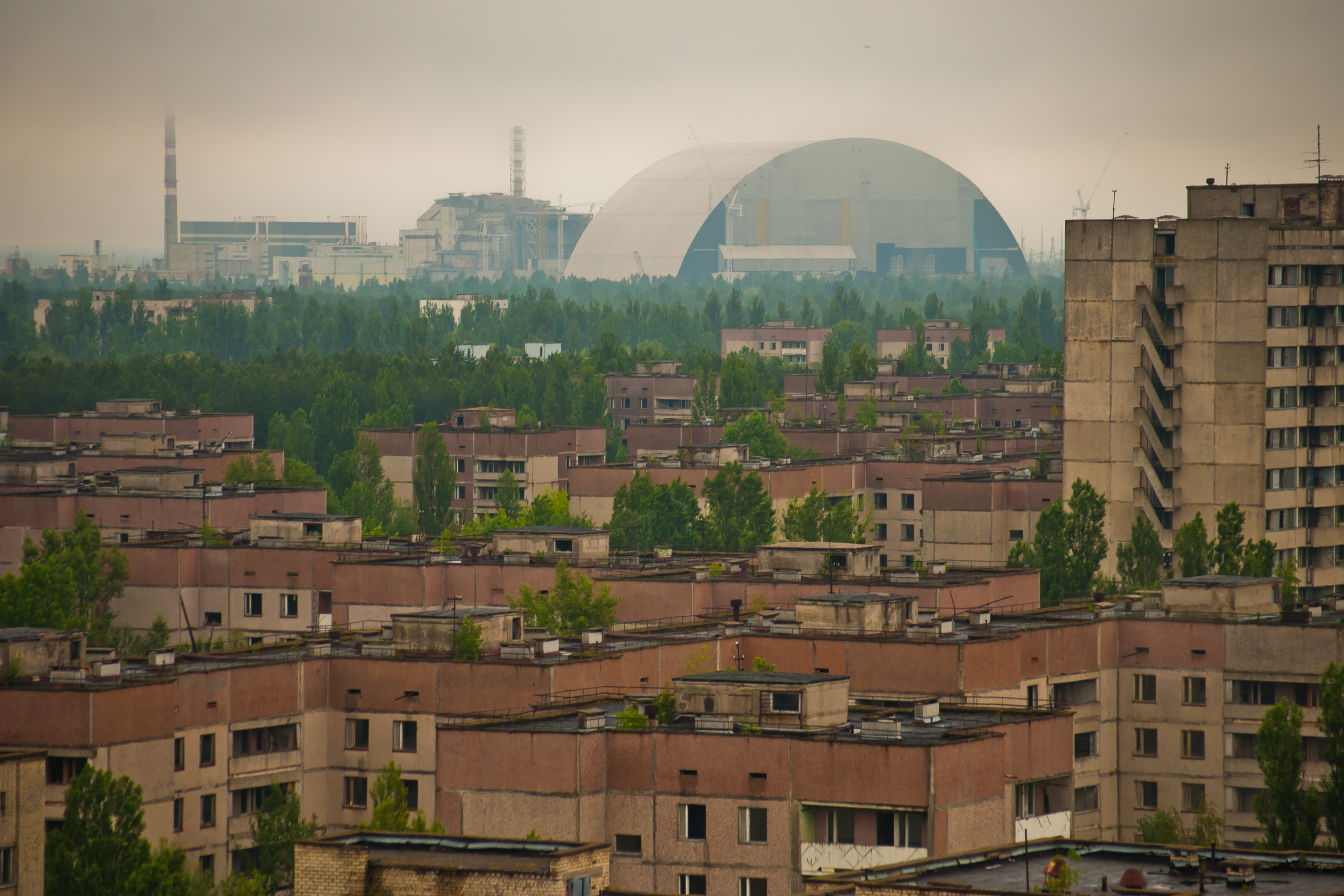
Вид на місто та побудову нового укриття
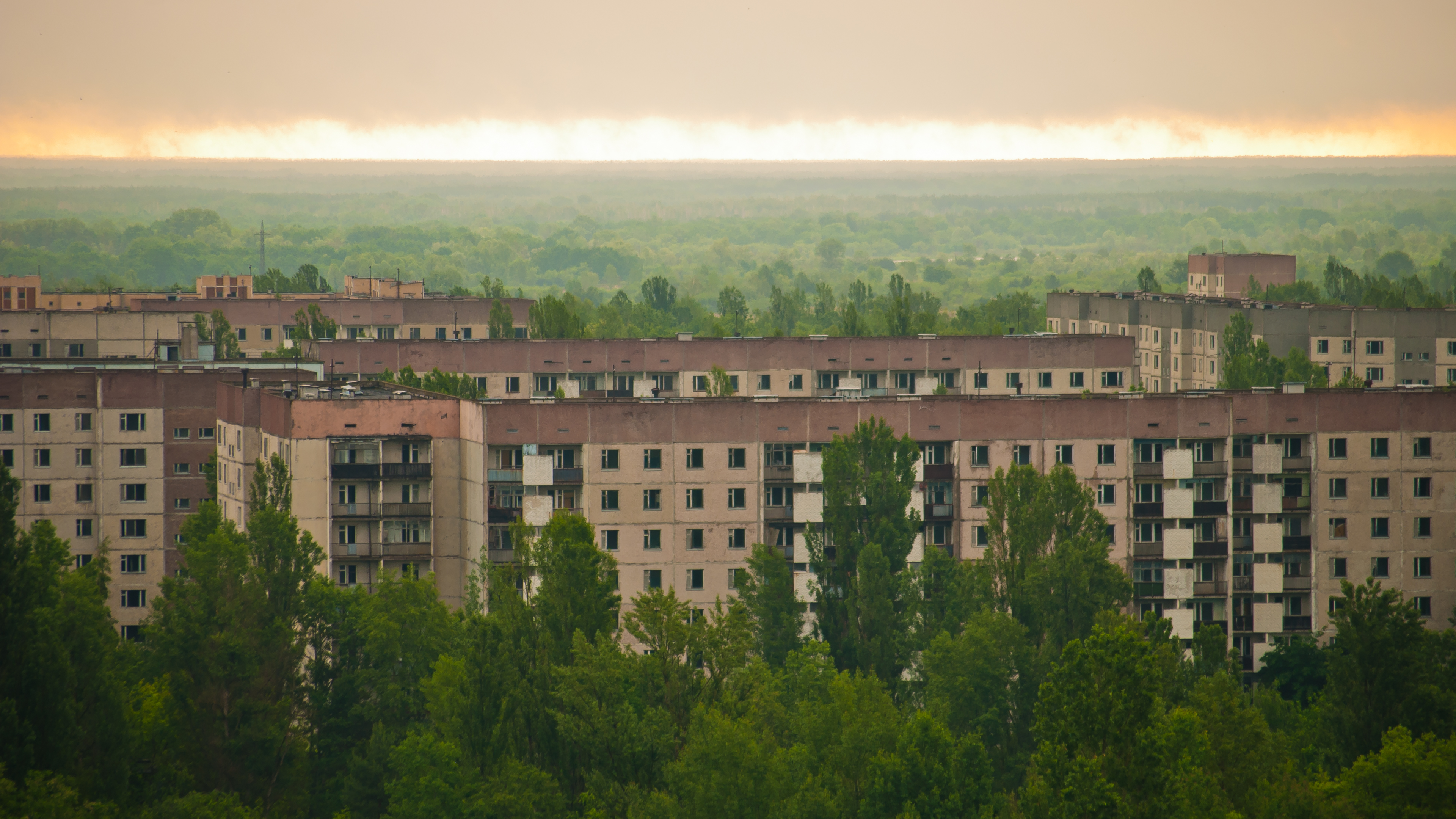
Захід Прип'яті із центру міста
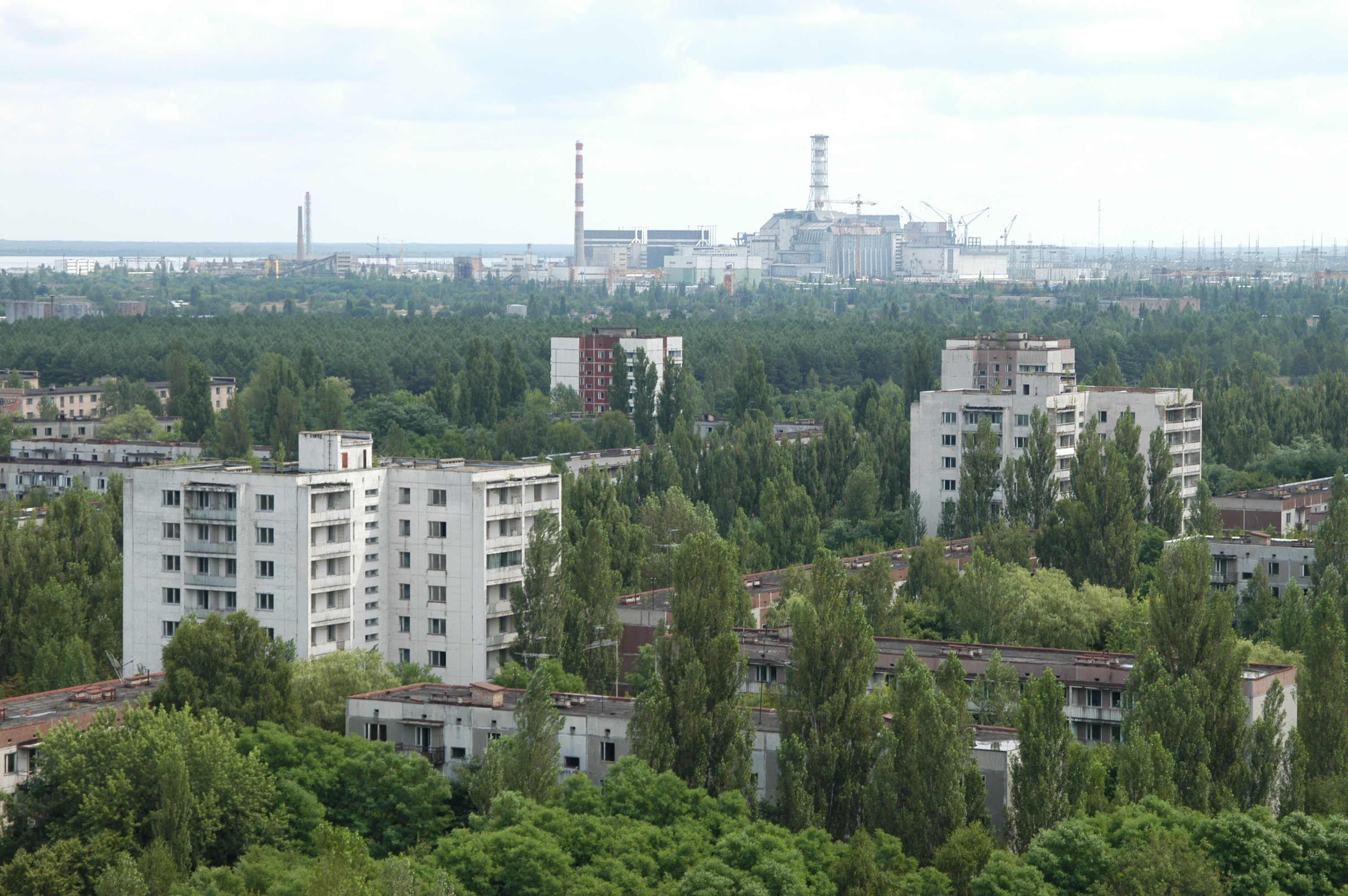
Вид на місто з висоти пташиного польоту
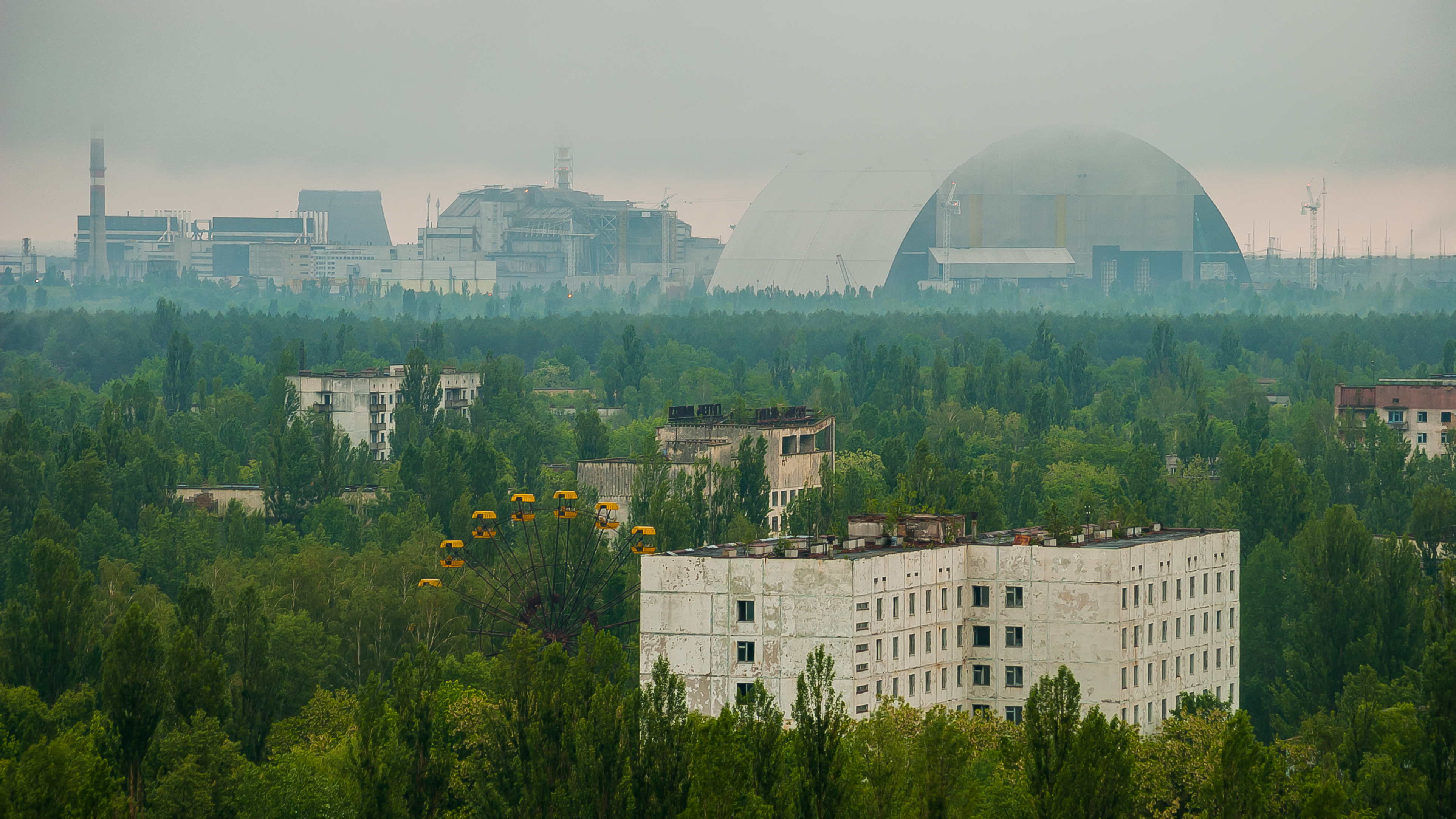
Центр міста Прип'ять на тлі побудови нового укриття
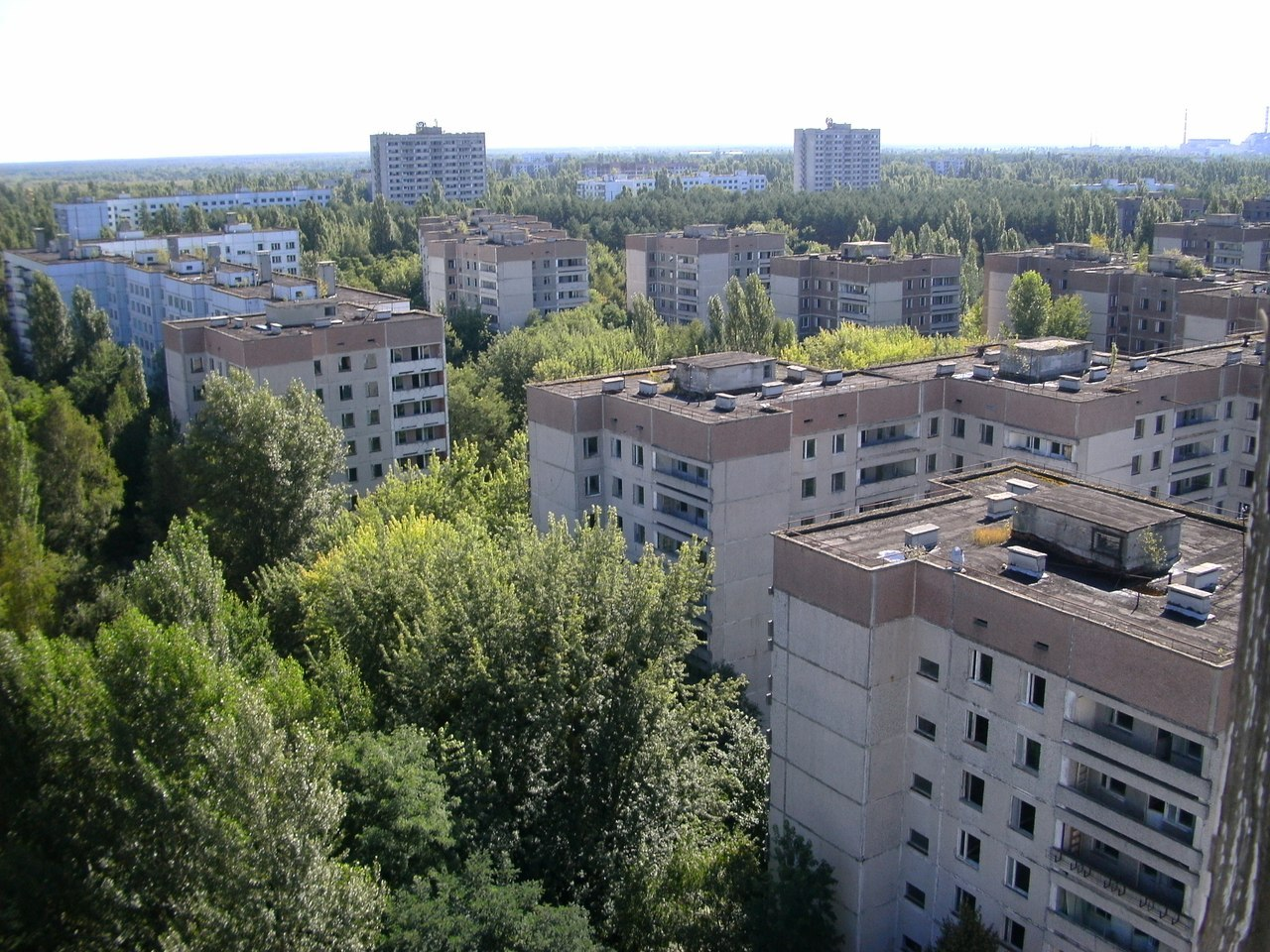
Вид на місто з висоти
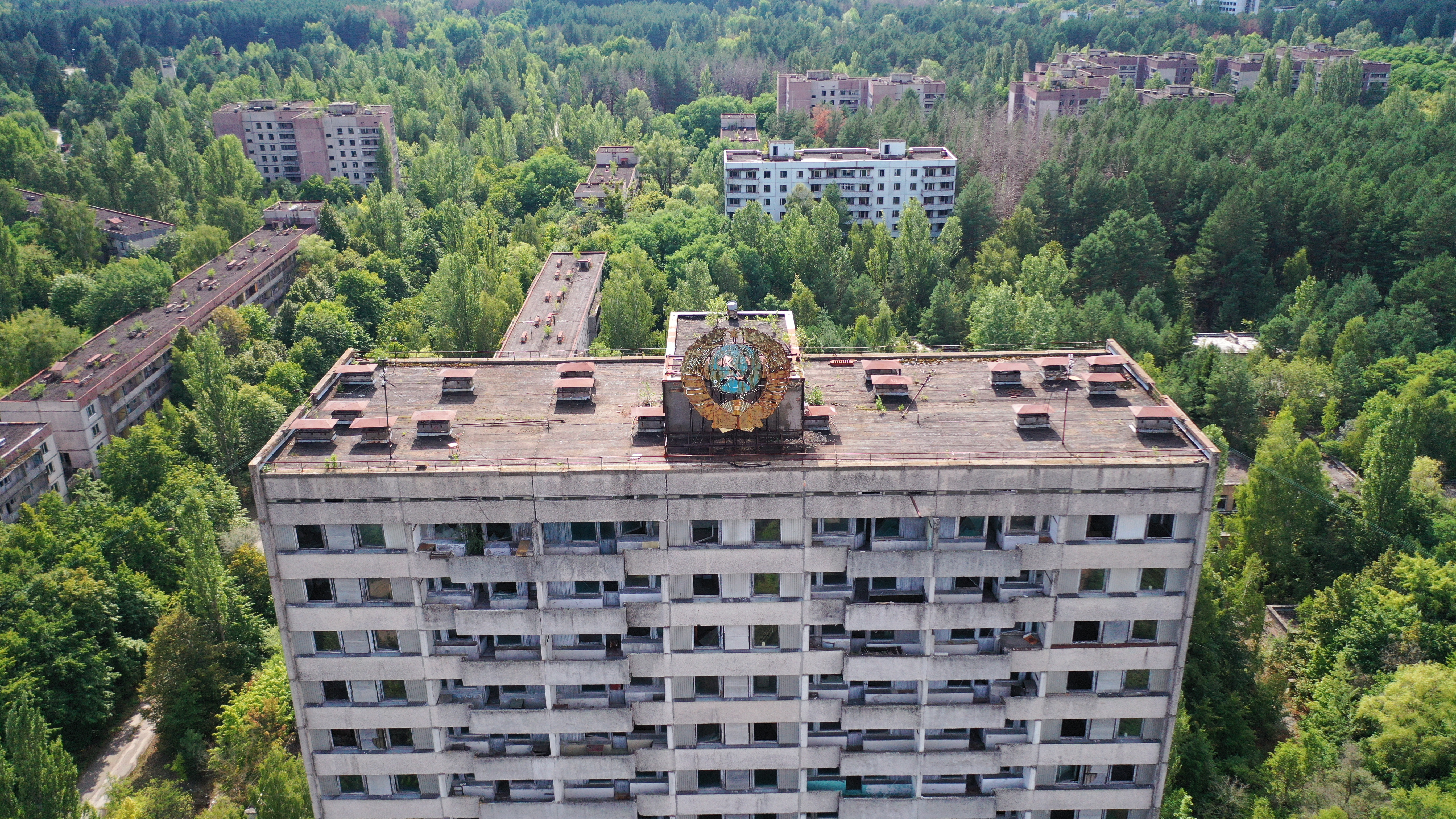
Багатоповерхівка з гербом СРСР
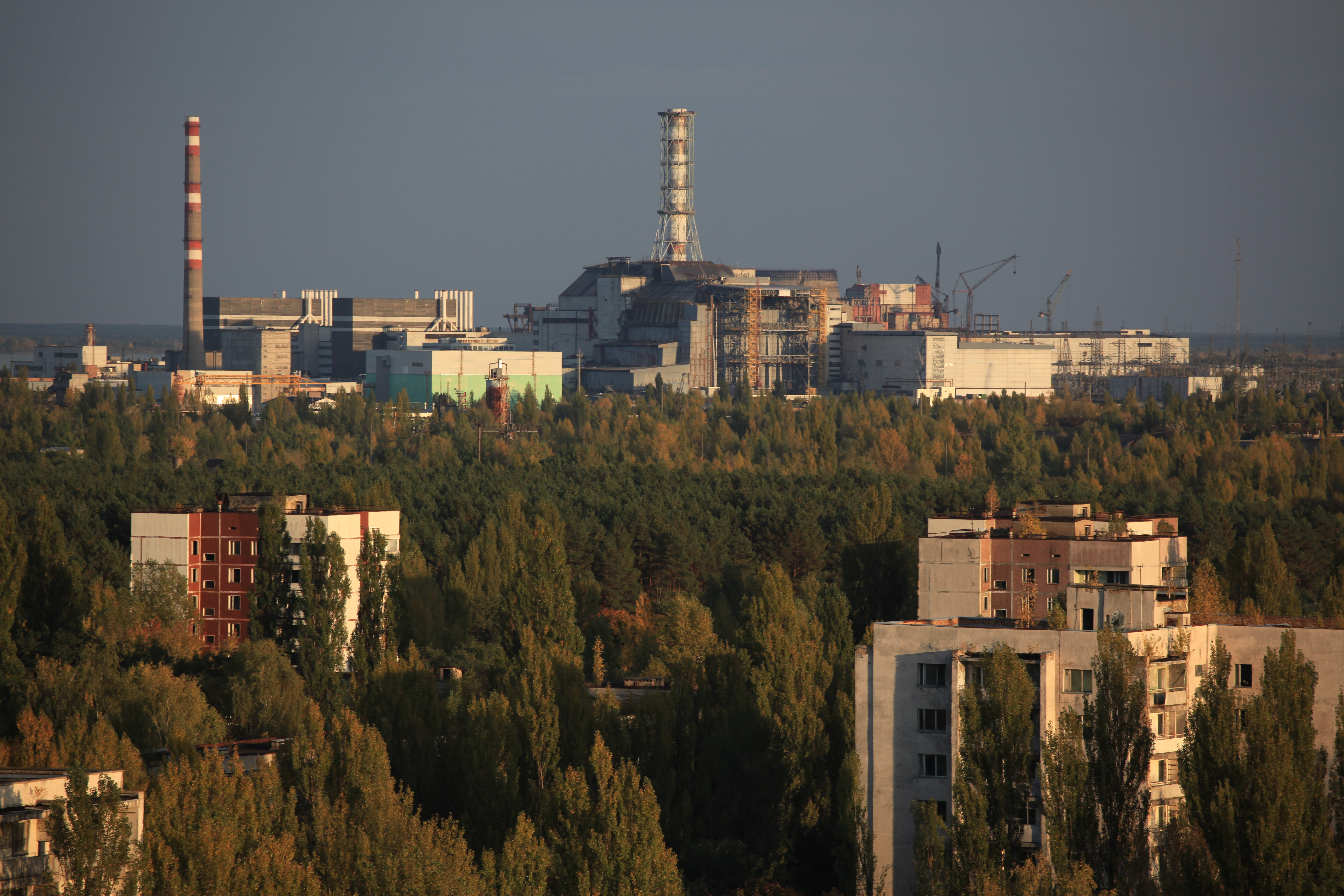
Місто на тлі побудови нового укриття
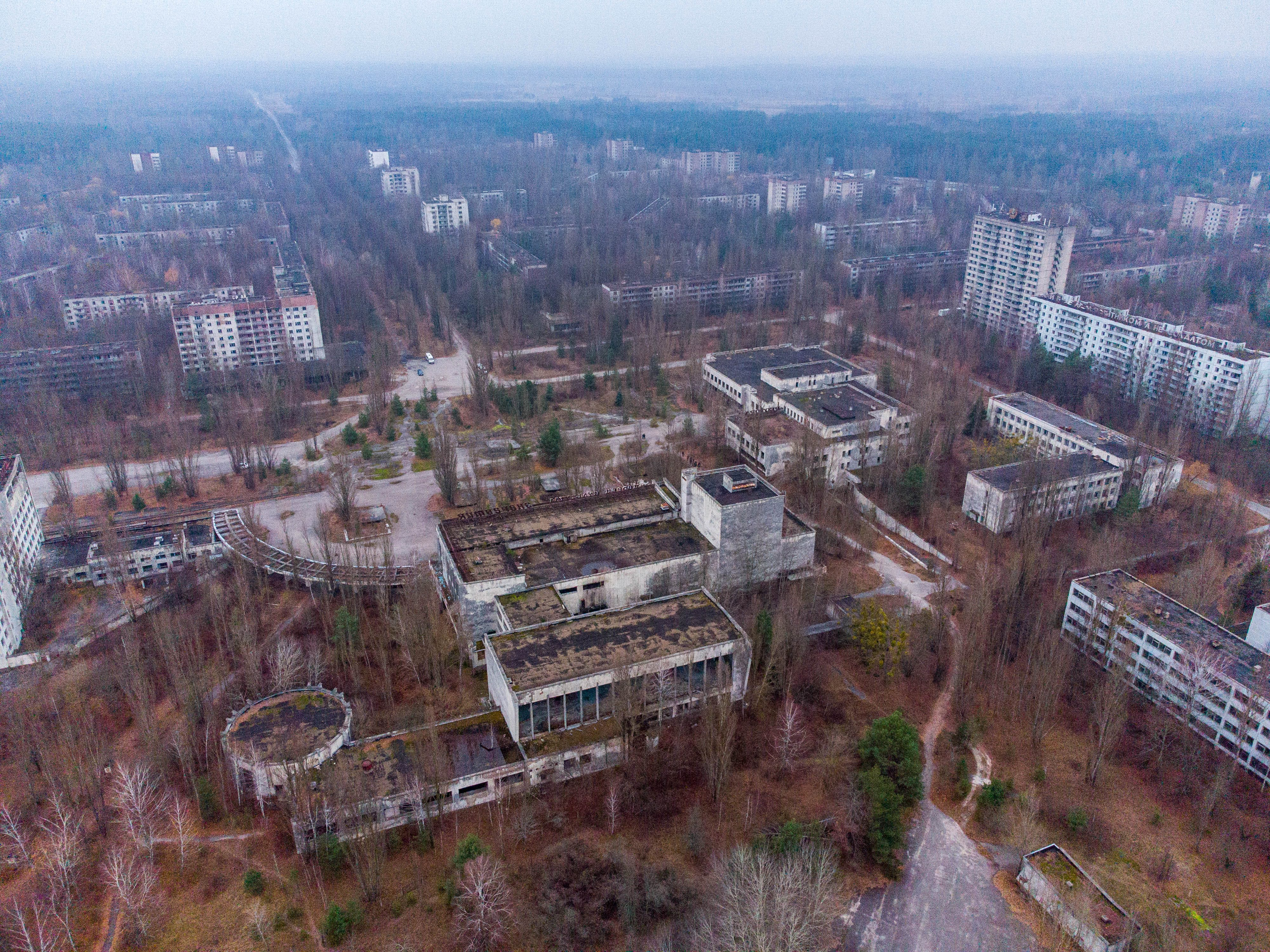
Місто з висоти
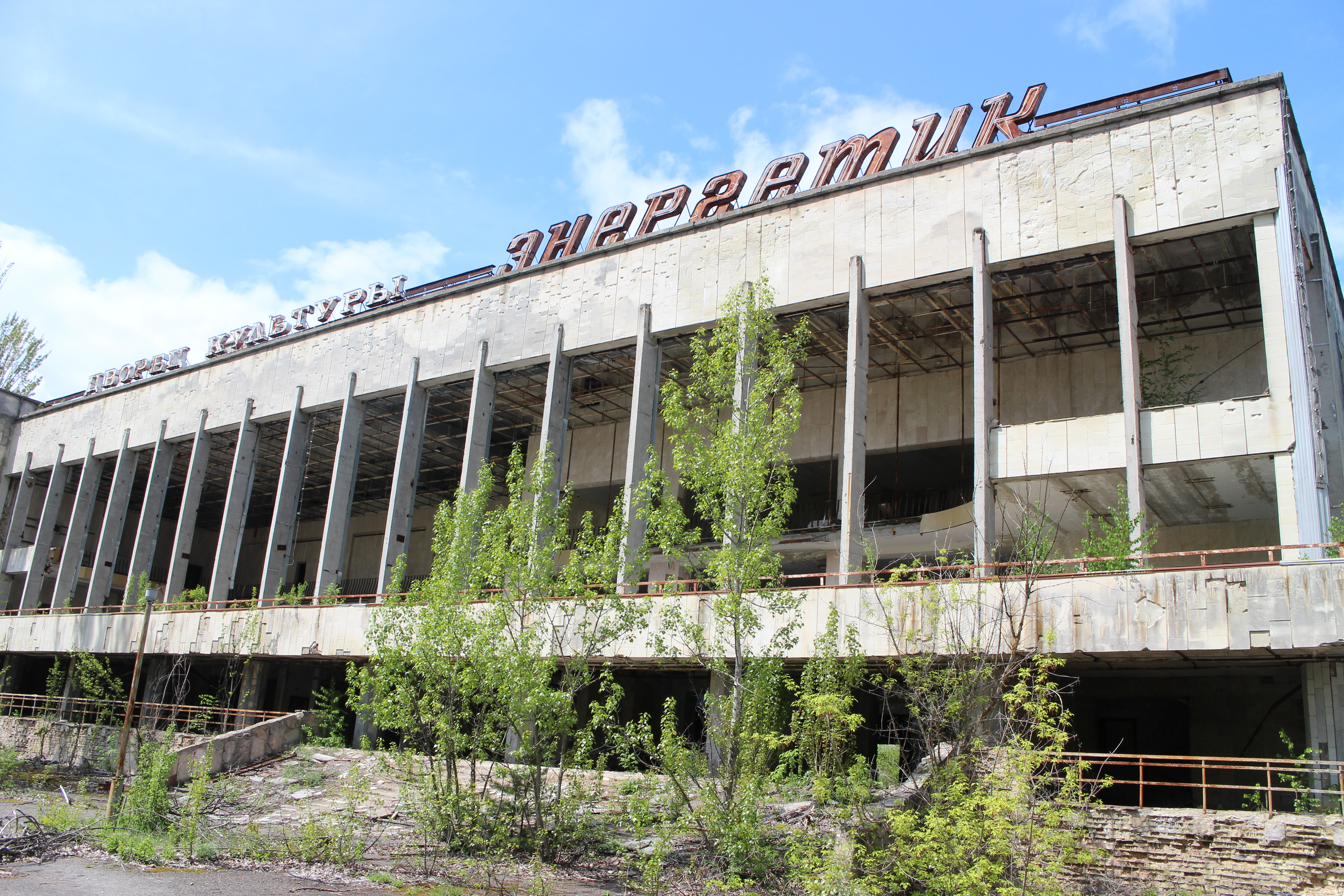
Палац культури «Енергетик»
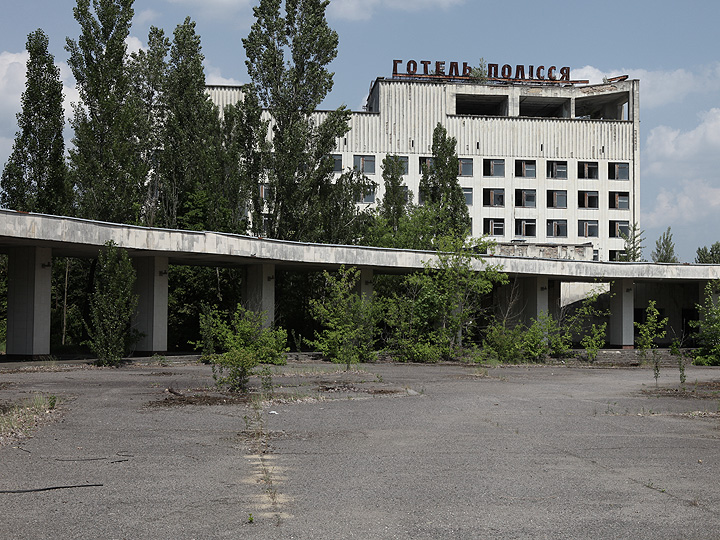
Готель «Полісся»
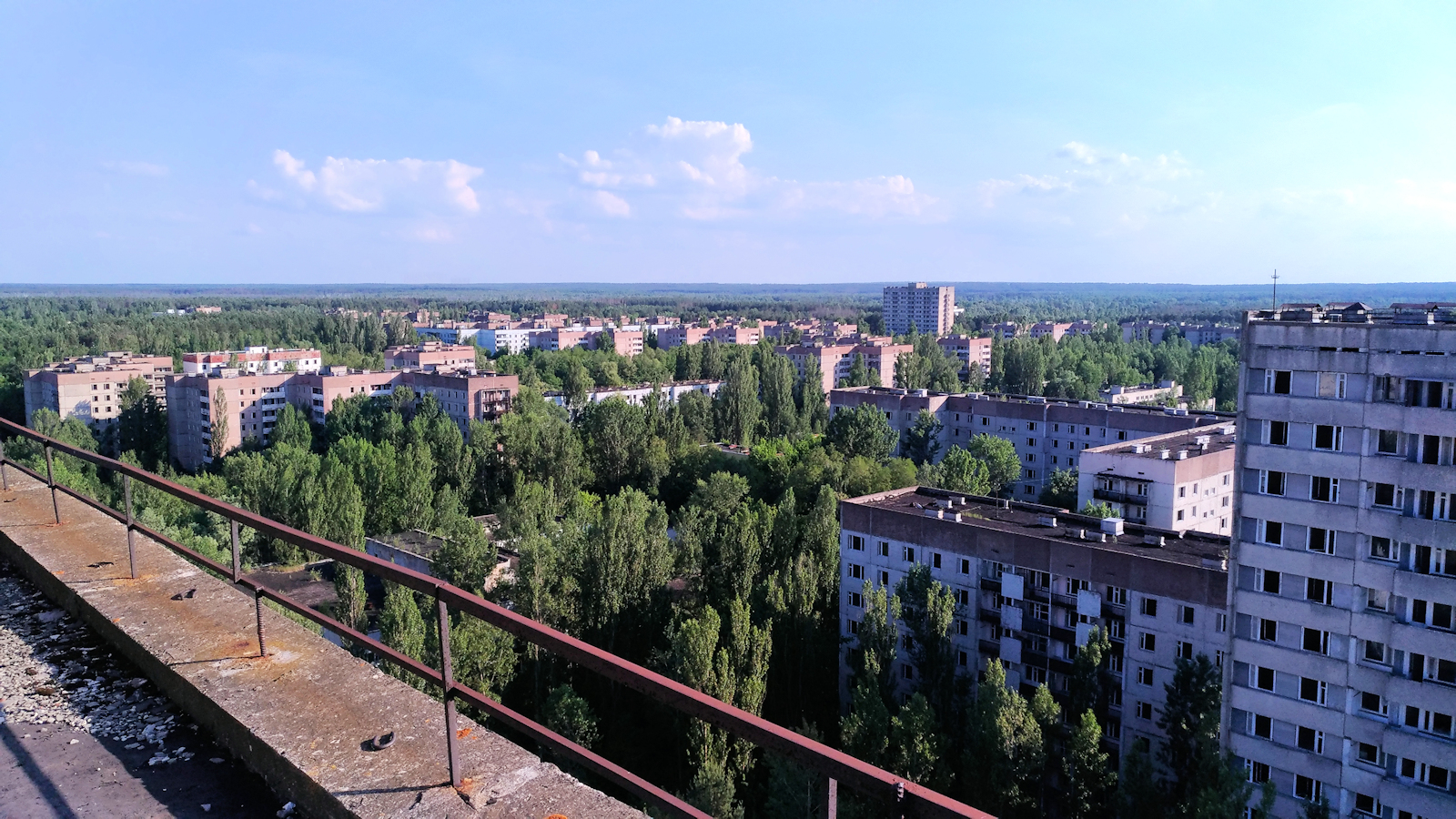
Вид на місто (2019 рік)
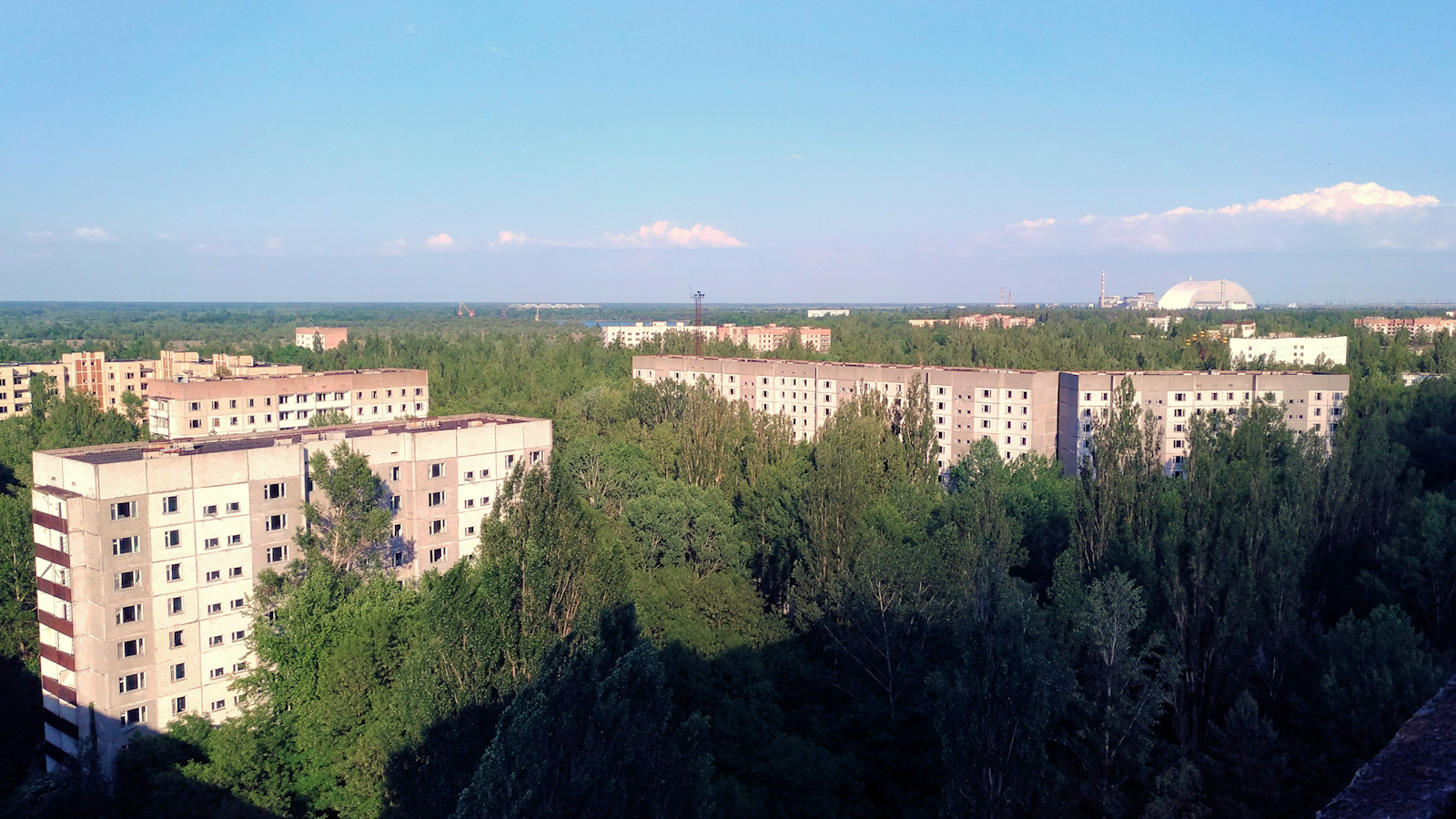
Вид на місто (2019 рік)
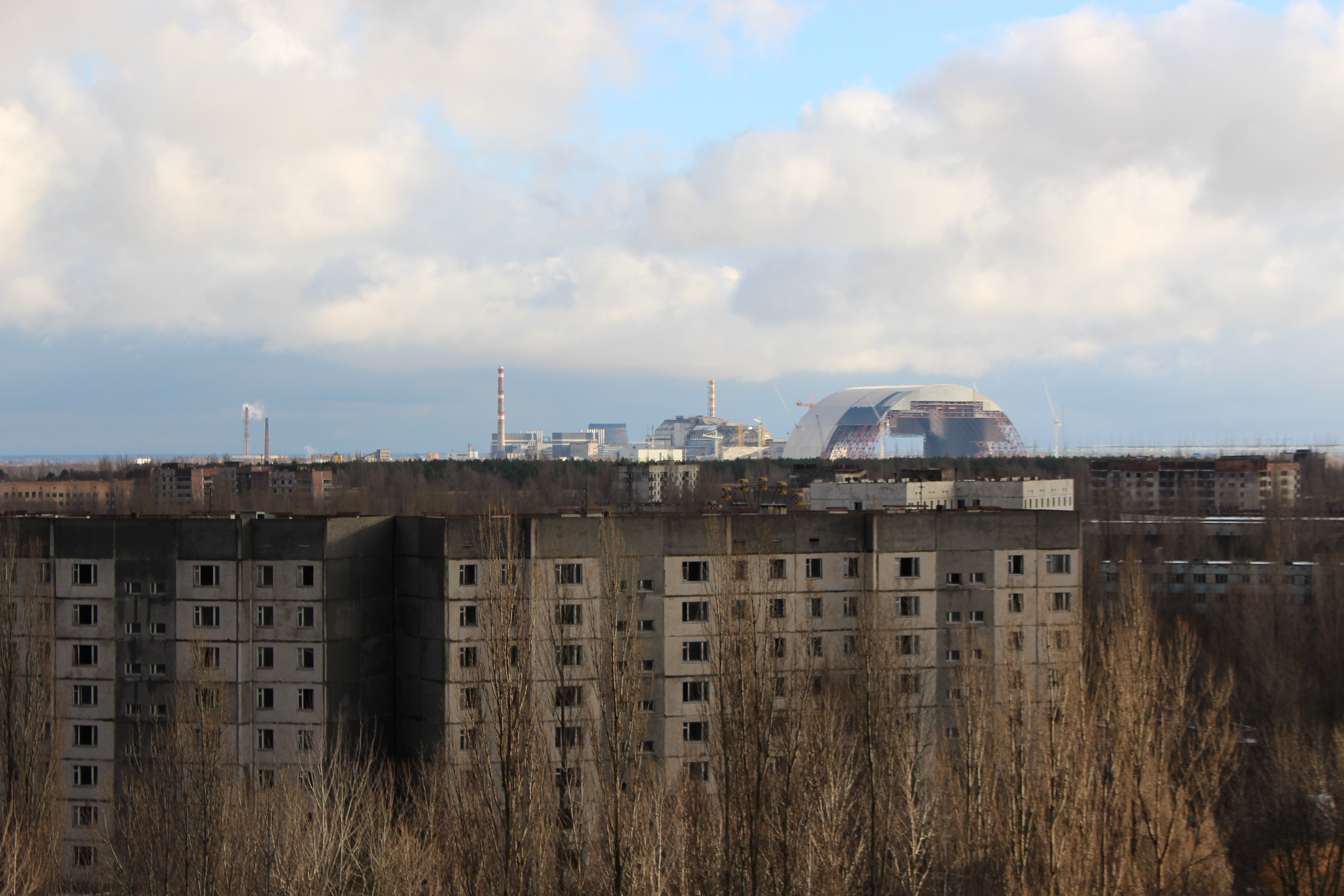
Вид на побудову нового укриття (2015 рік)
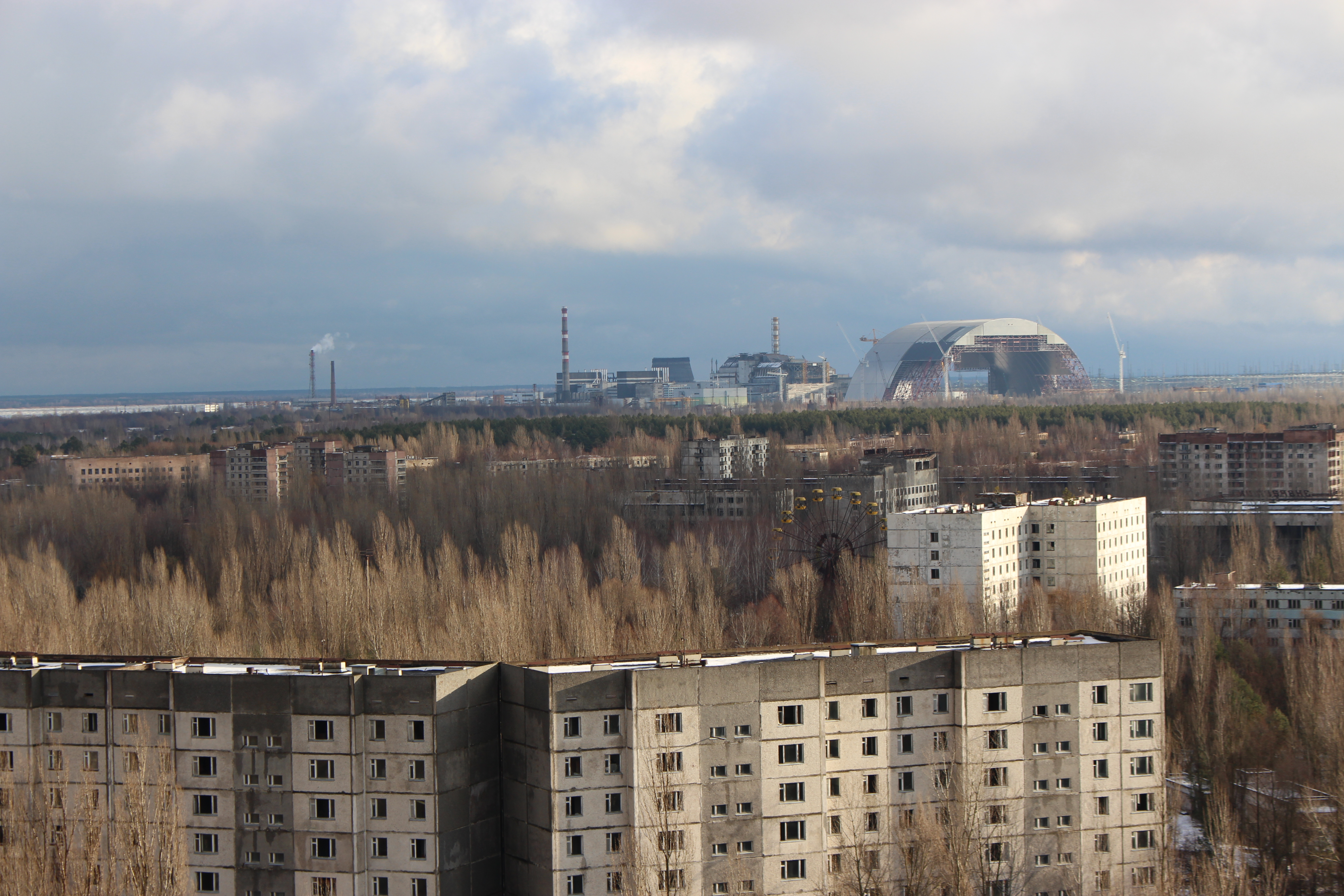
Вид на побудову нового укриття (2015 рік)
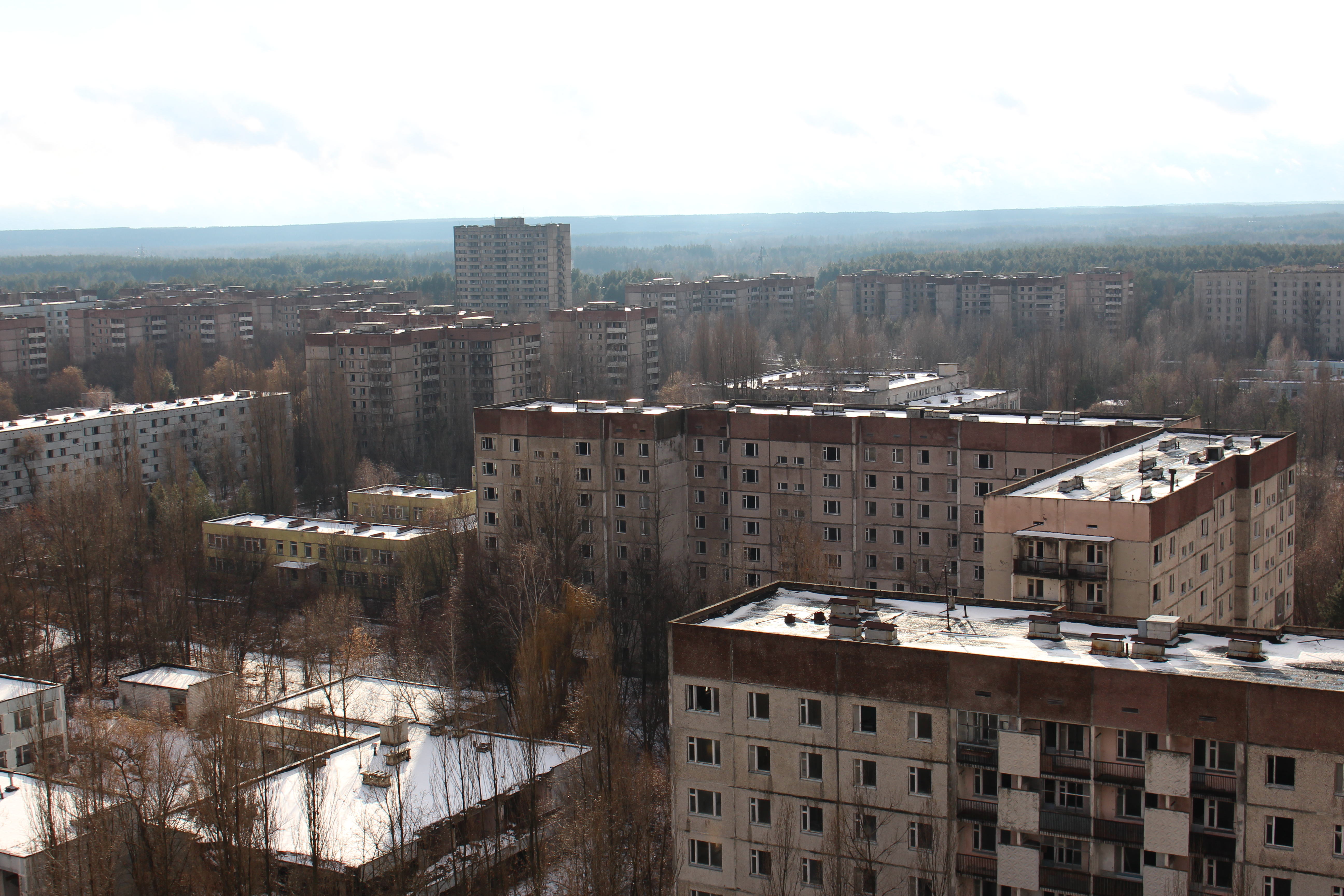
Вид на місто взимку (2015 рік)
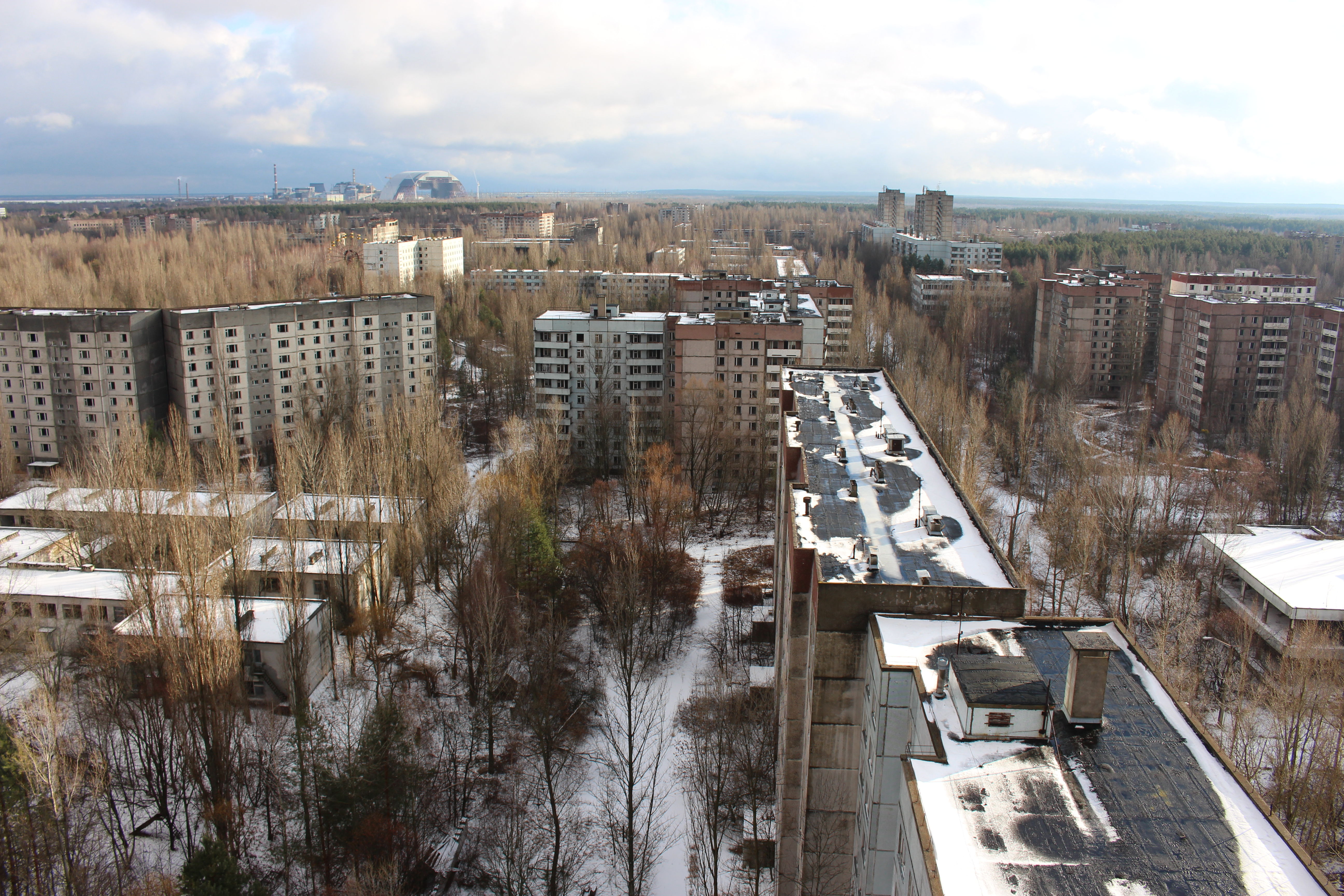
Вид на місто взимку (2015 рік)
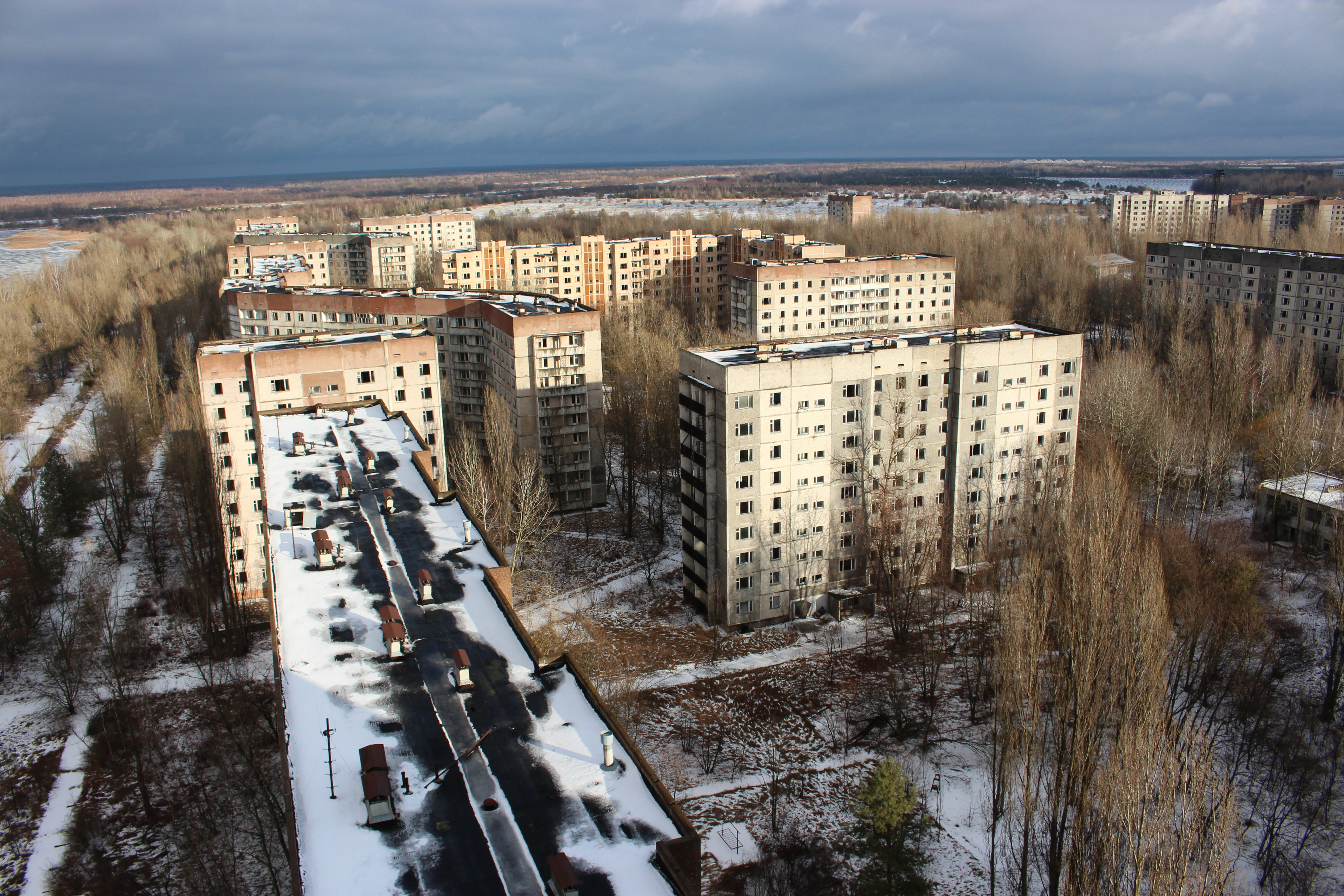
Вид на місто взимку (2015 рік)
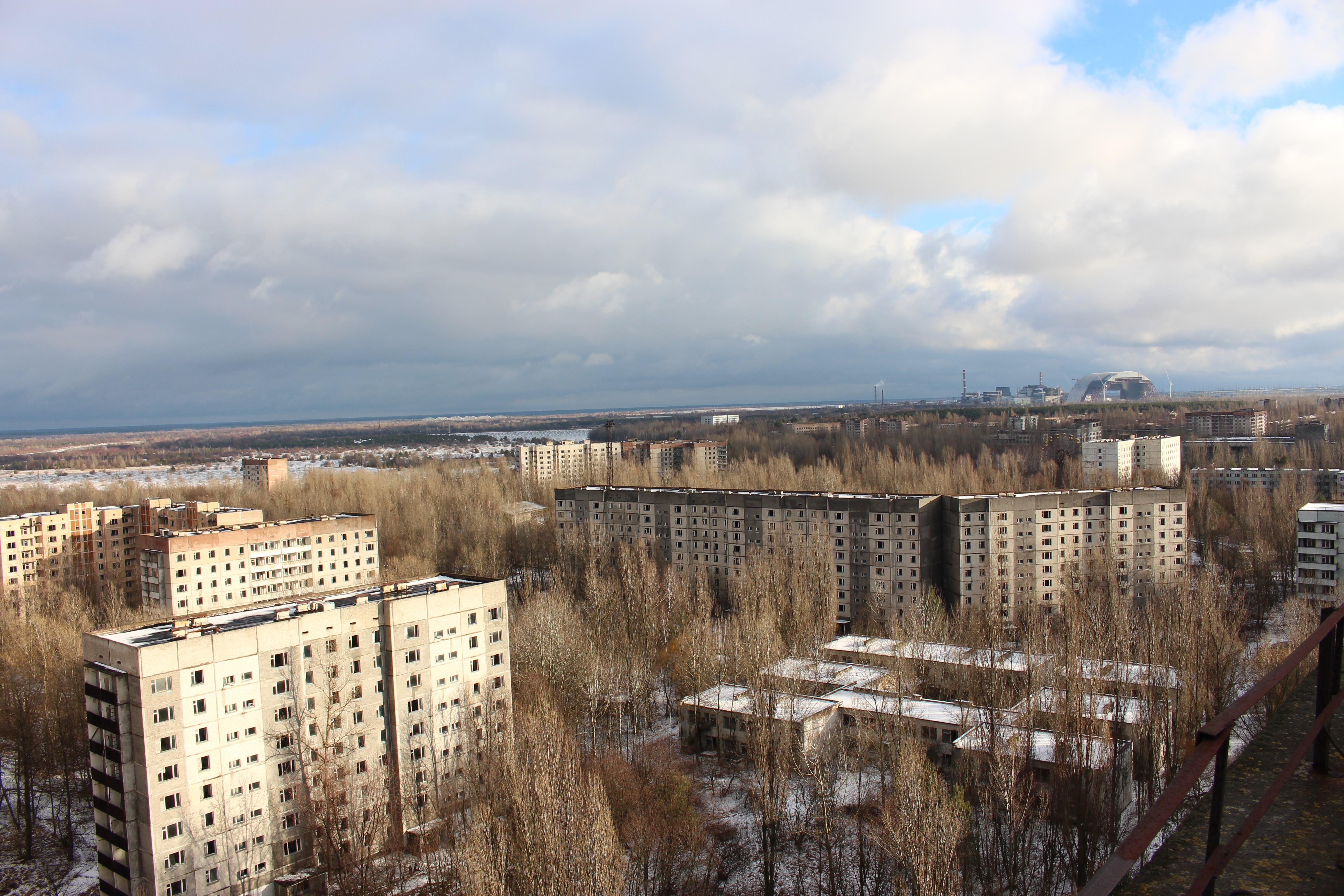
Вид на місто взимку (2015 рік)
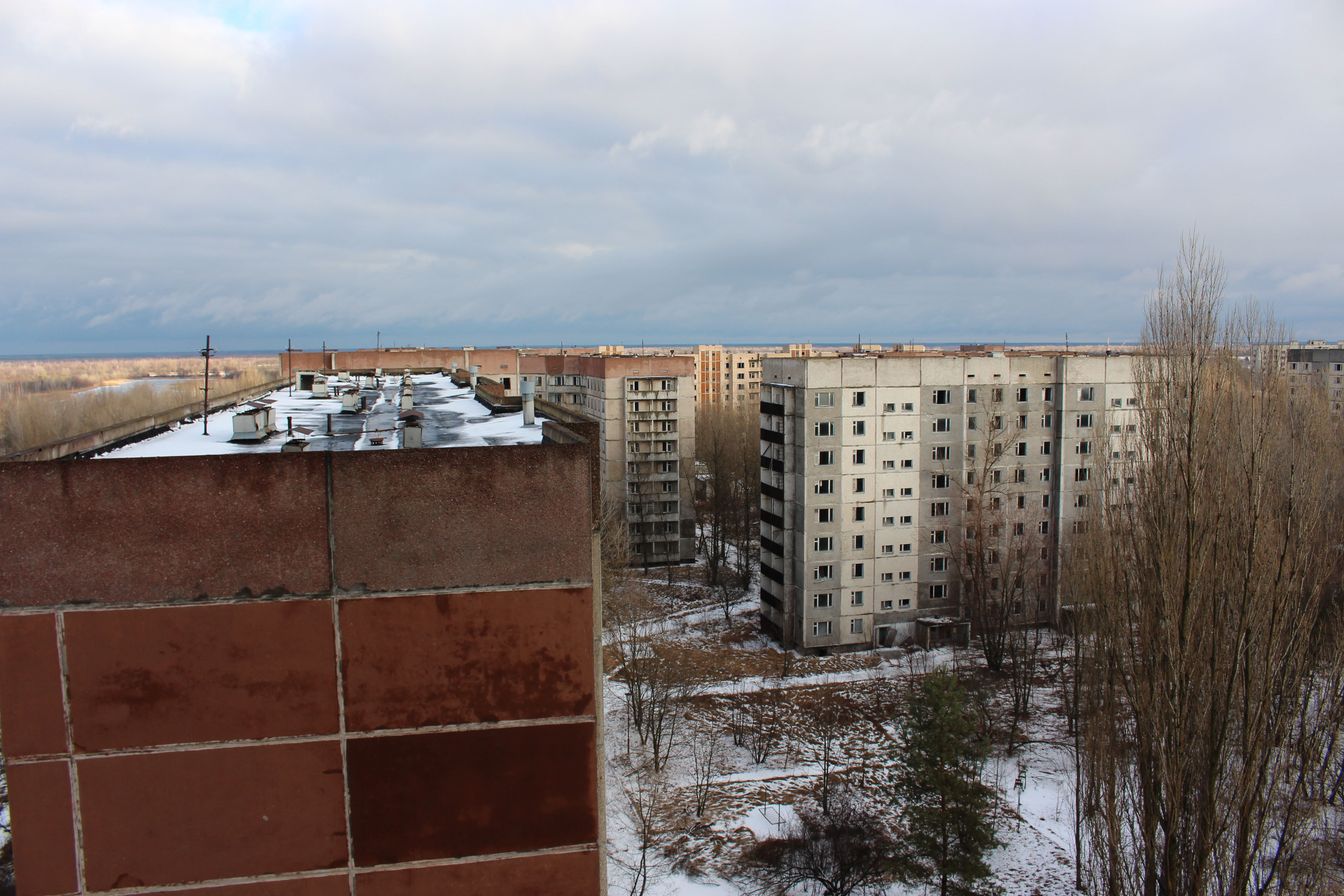
Вид на місто взимку (2015 рік)
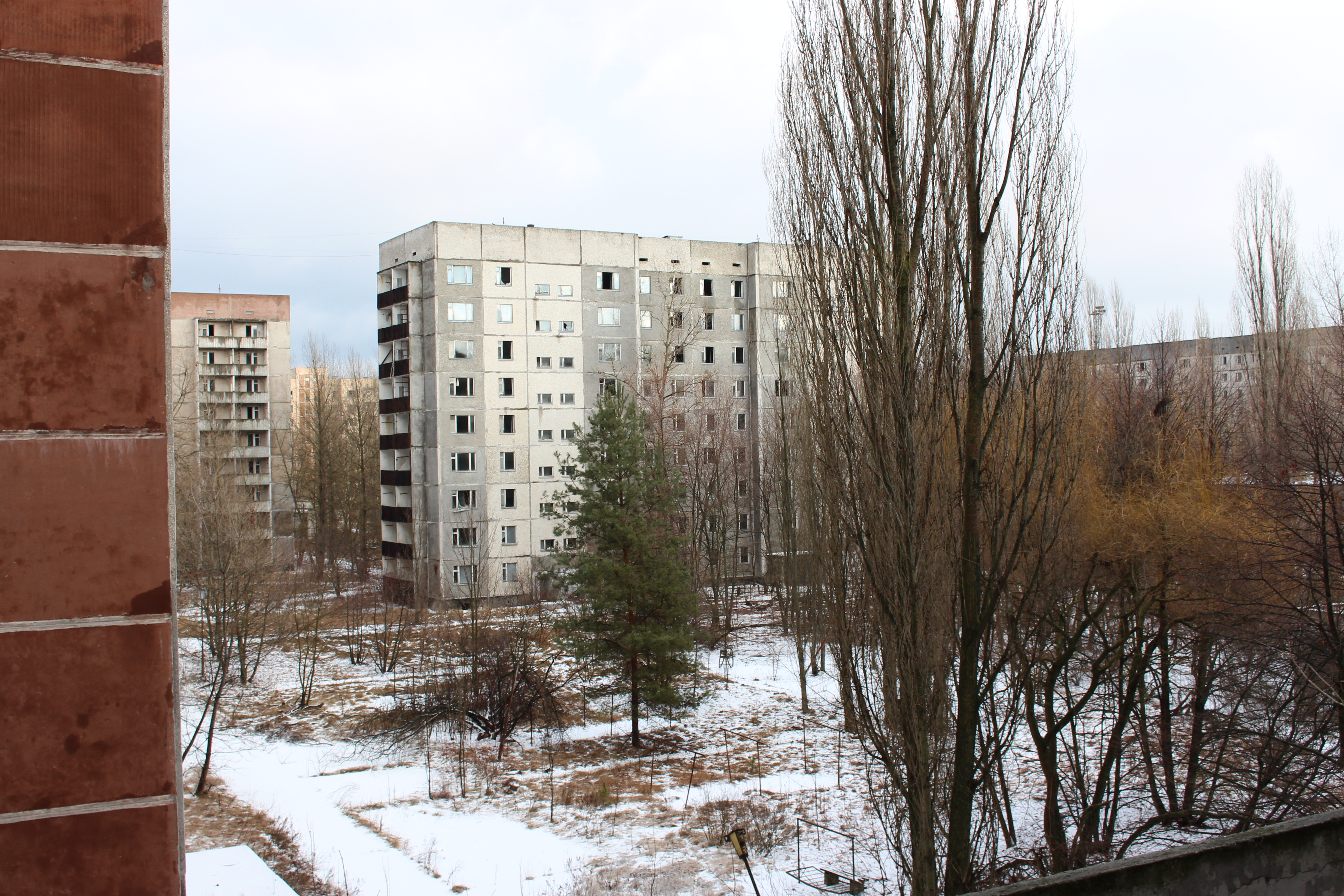
Вид на місто взимку (2015 рік)
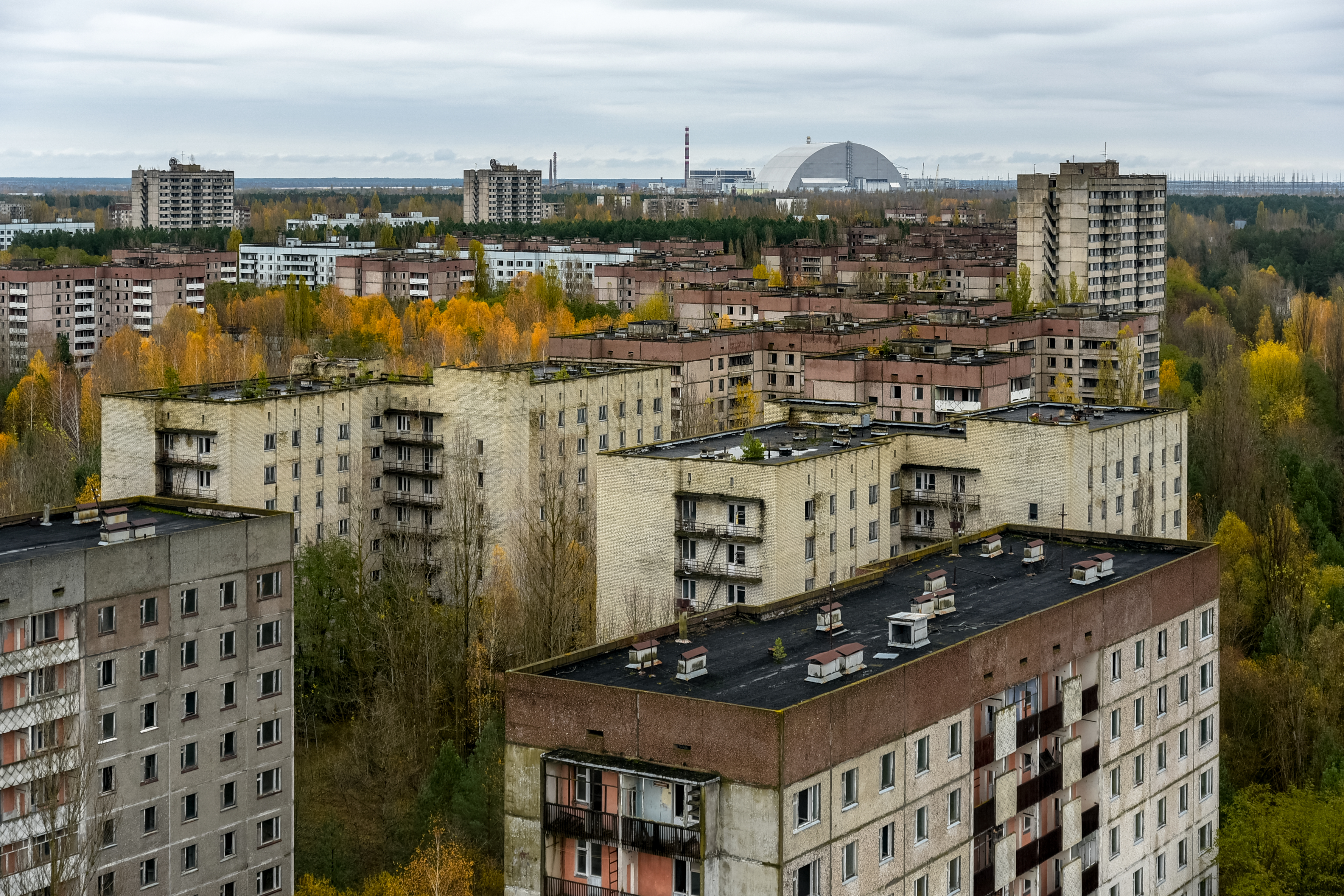
Вид на місто та нове укриття
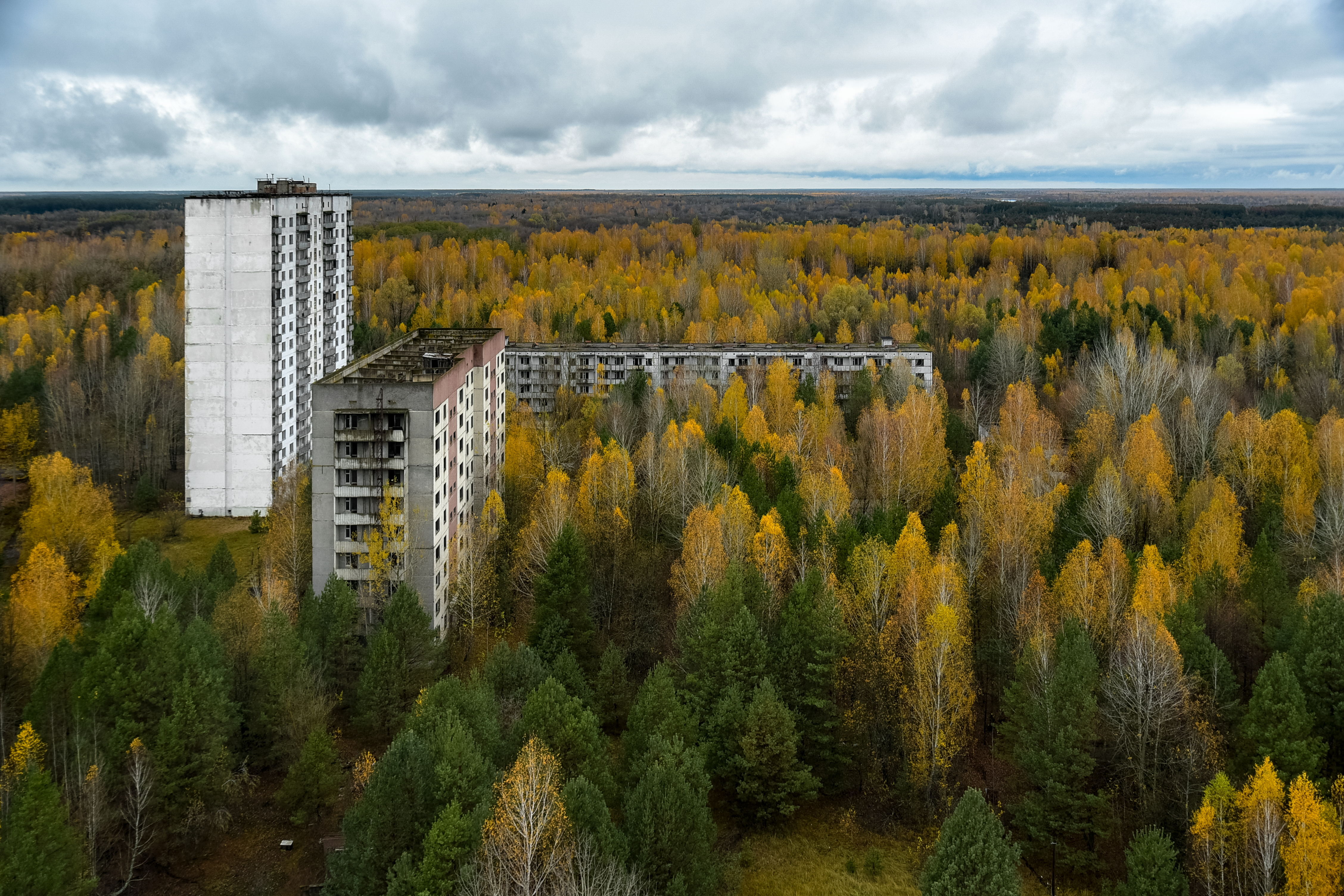
Вид на місто та рудий ліс
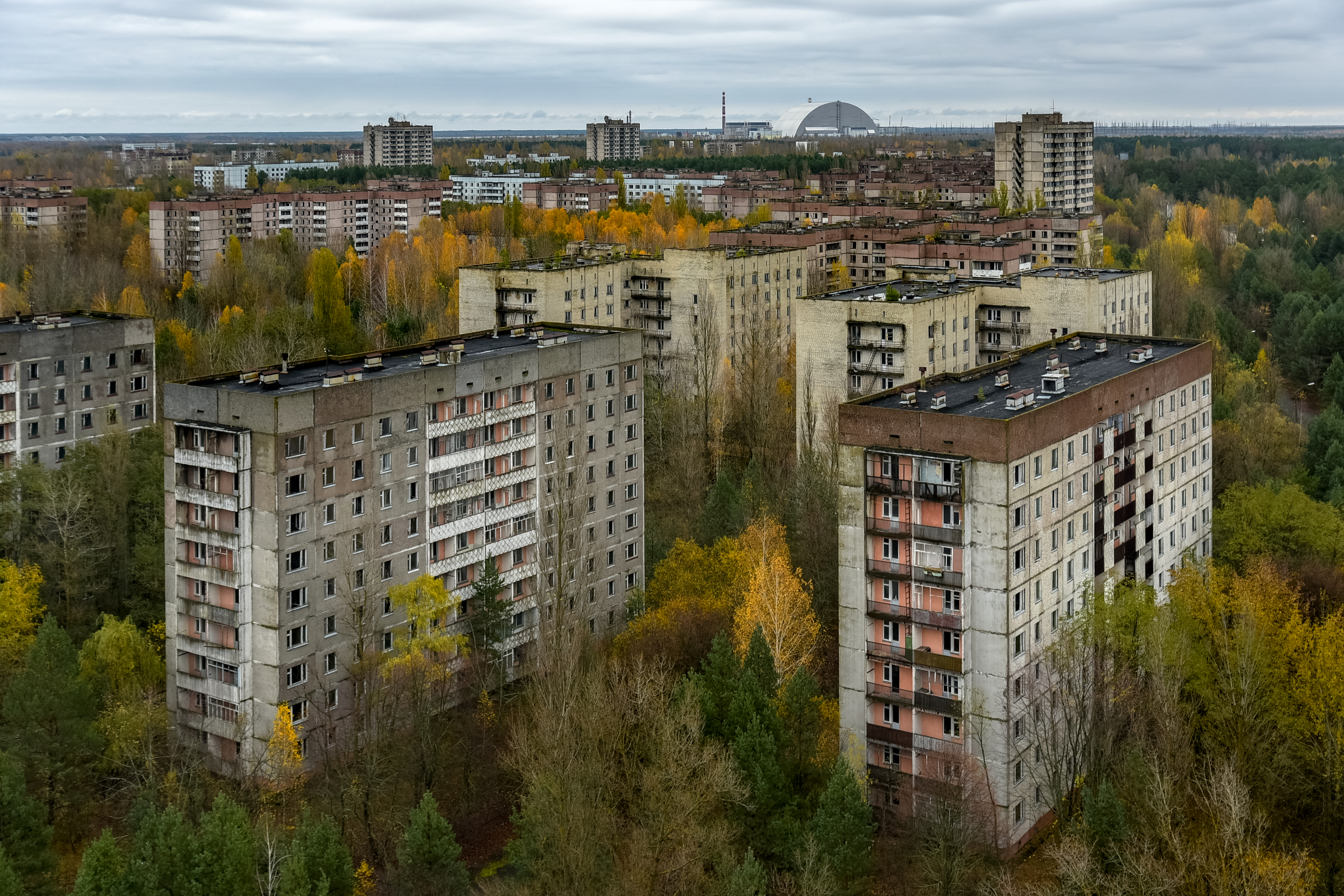
Вид на місто та новий саркофаг
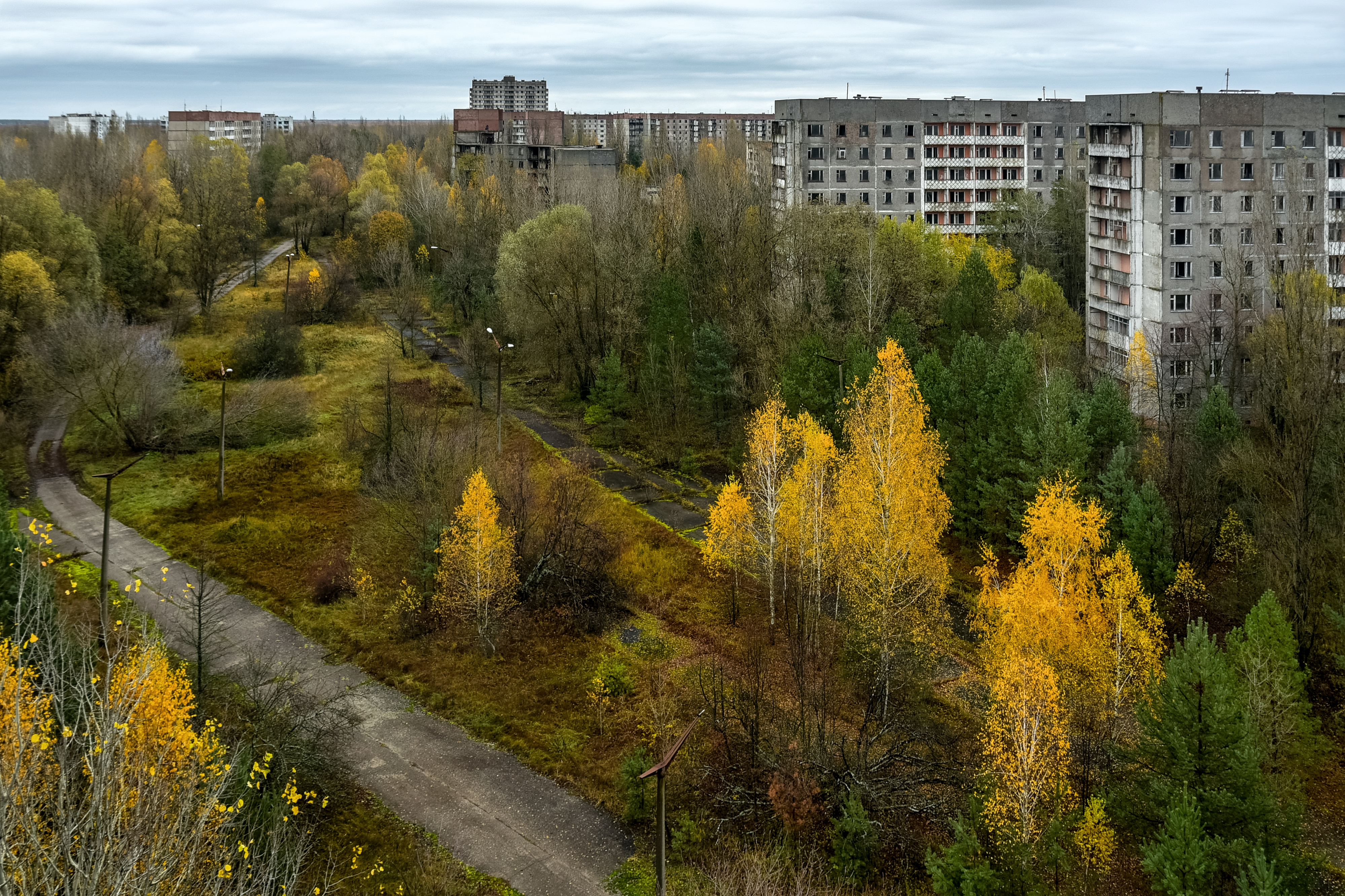
Вид на місто та рудий ліс
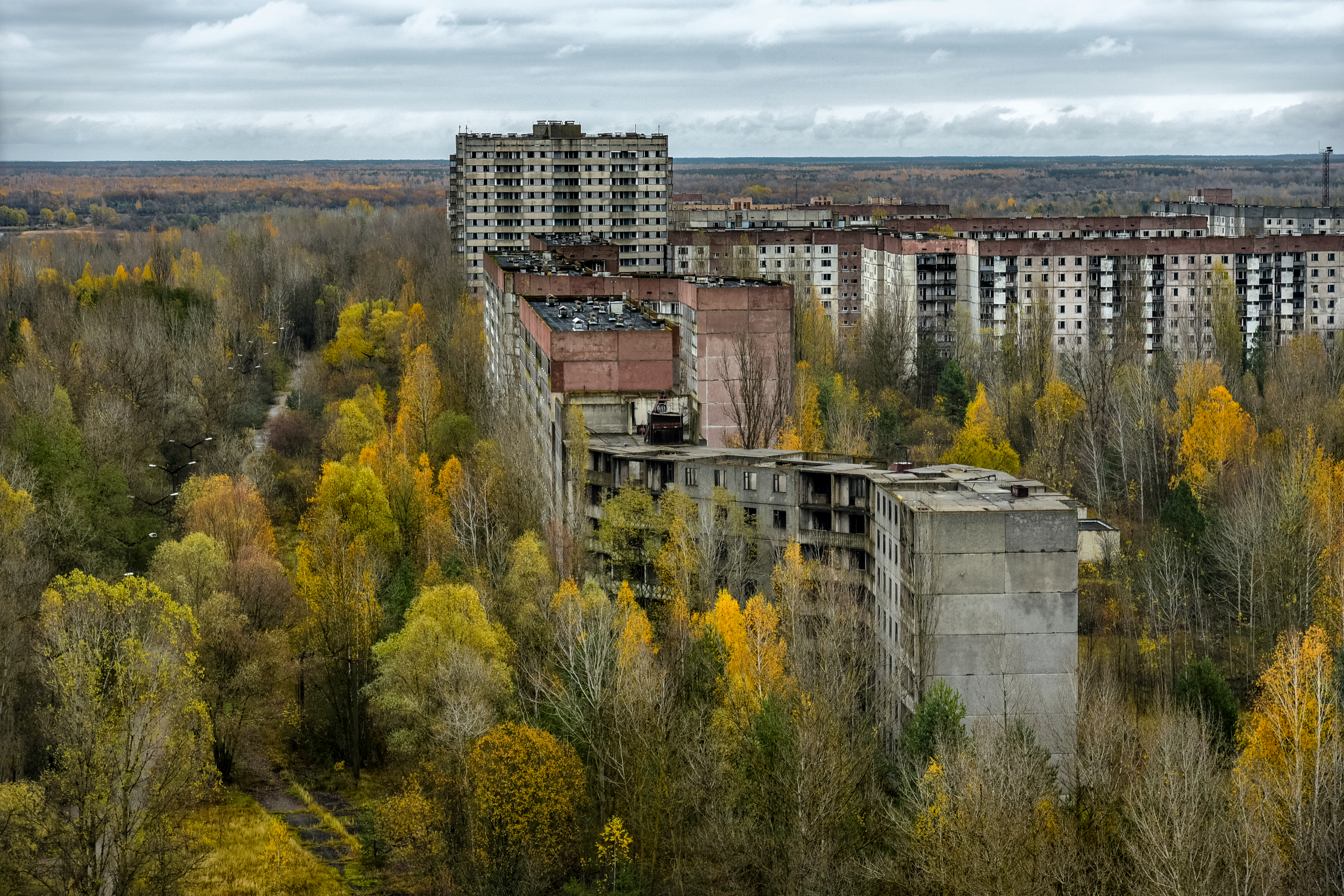
Вид на місто та рудий ліс
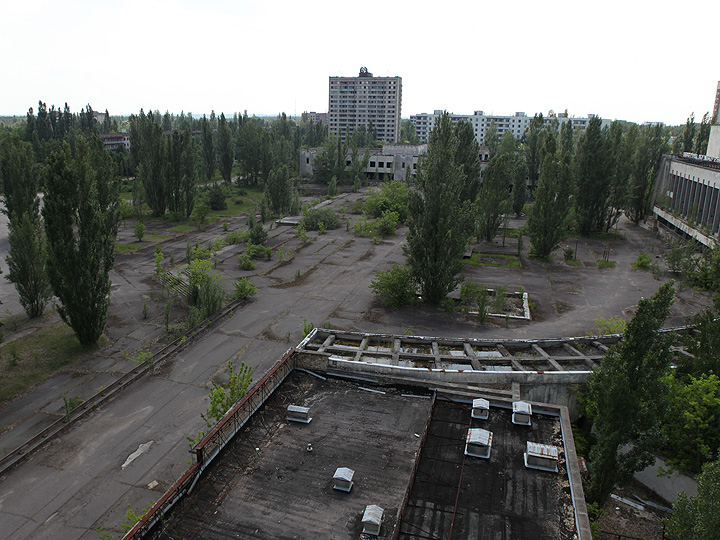
Площа Леніна в центрі міста
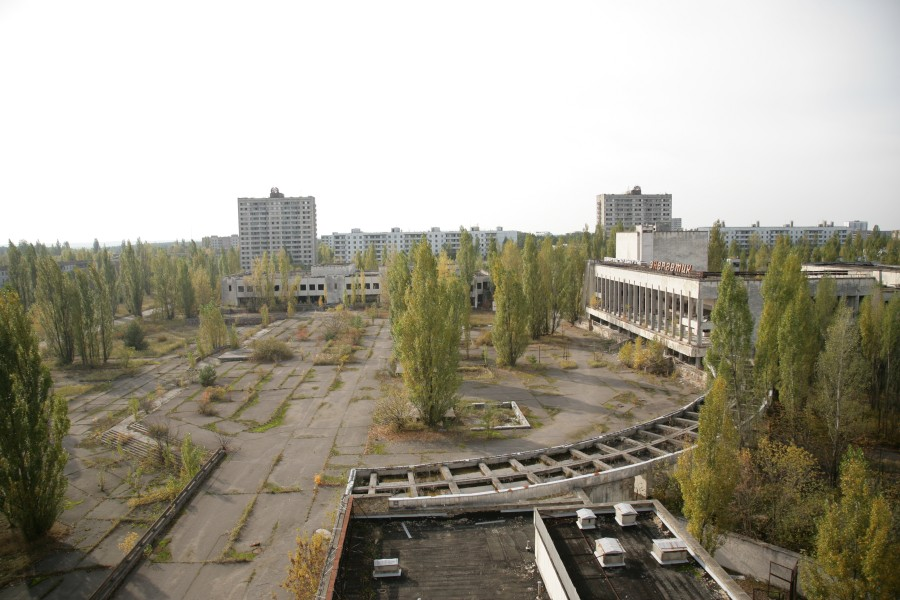
Площа Леніна в центрі міста
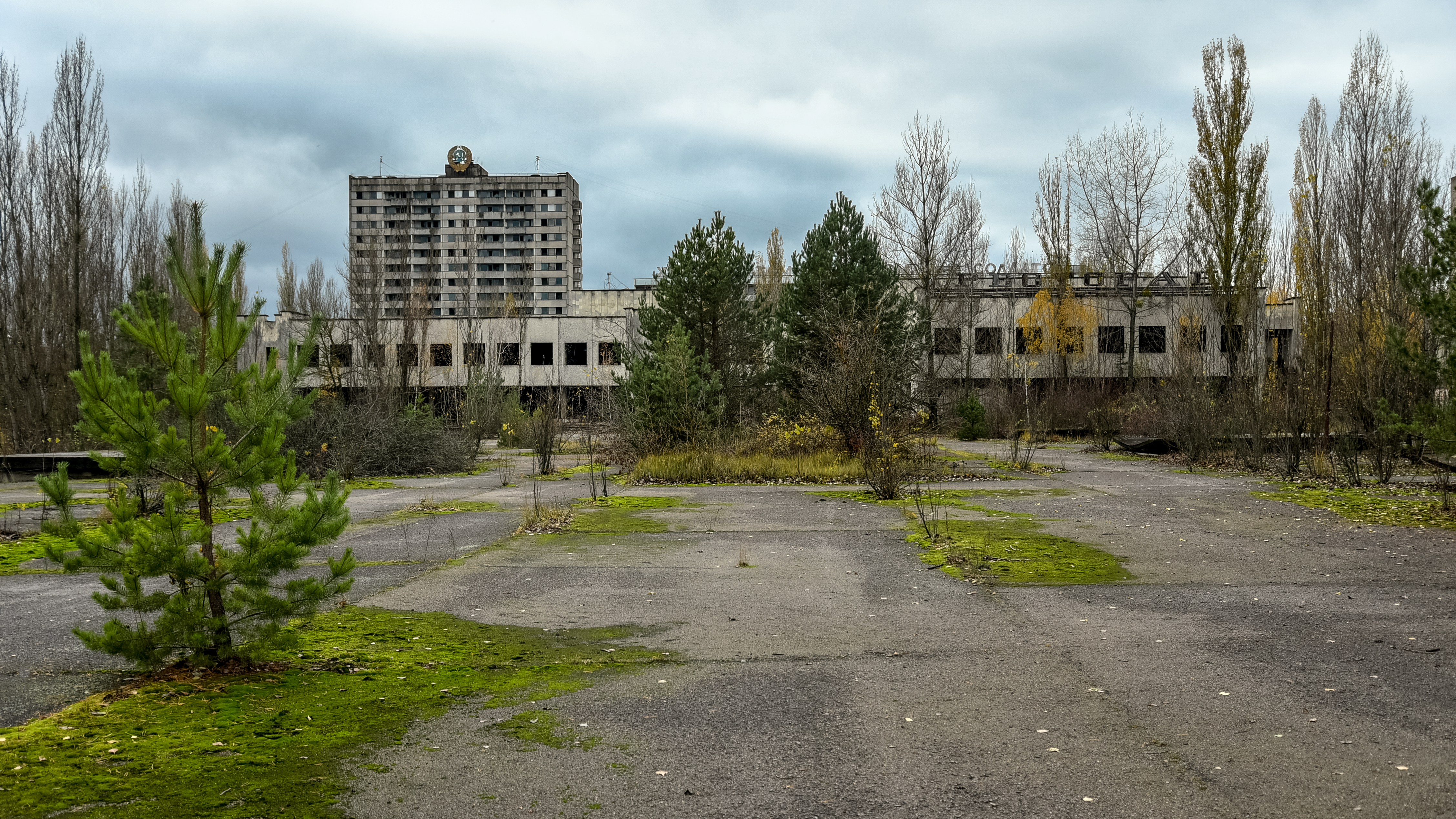
Центральна площа Леніна
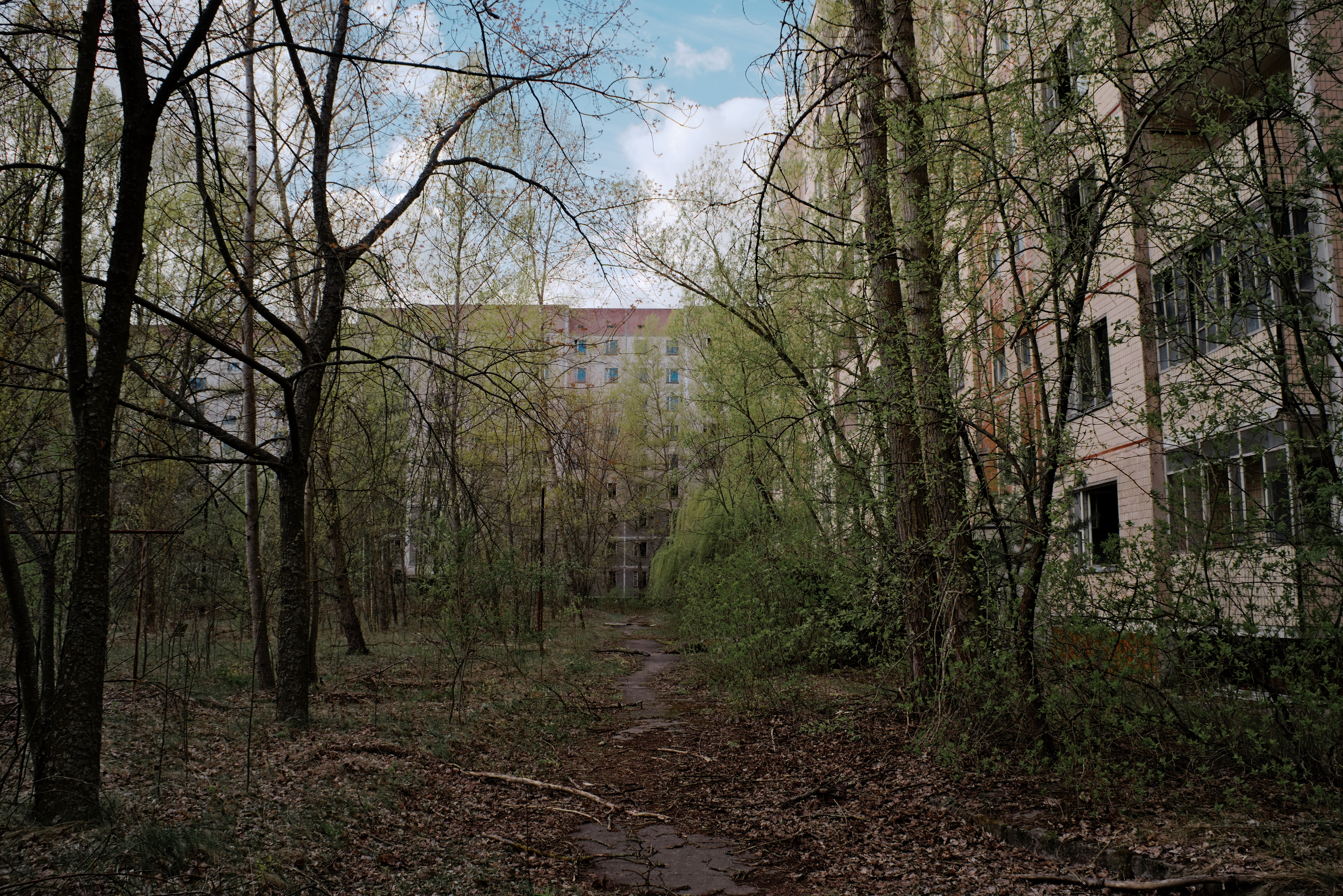
Зарослий двір у Прип'яті
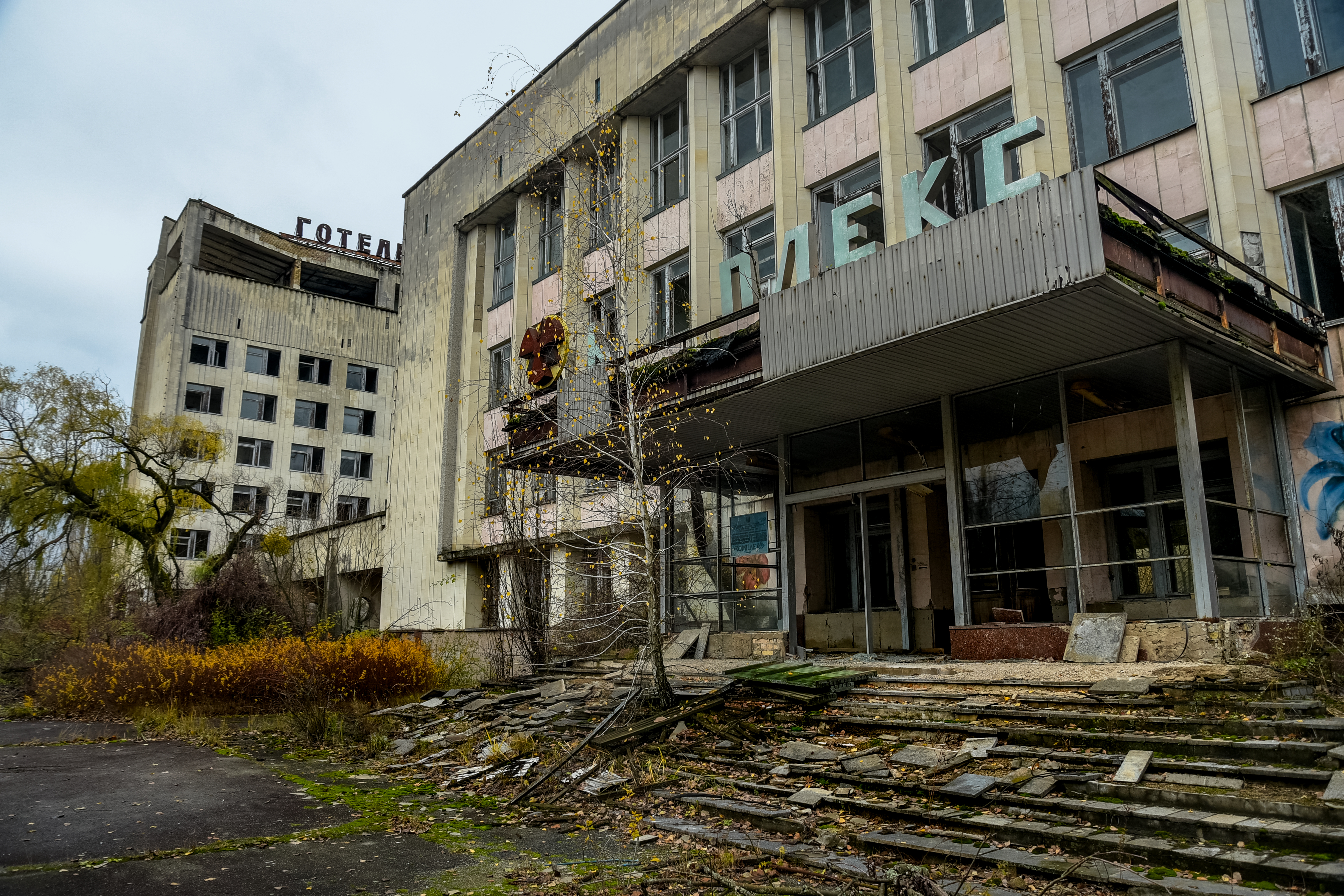
Закинуті будинки в Прип'яті
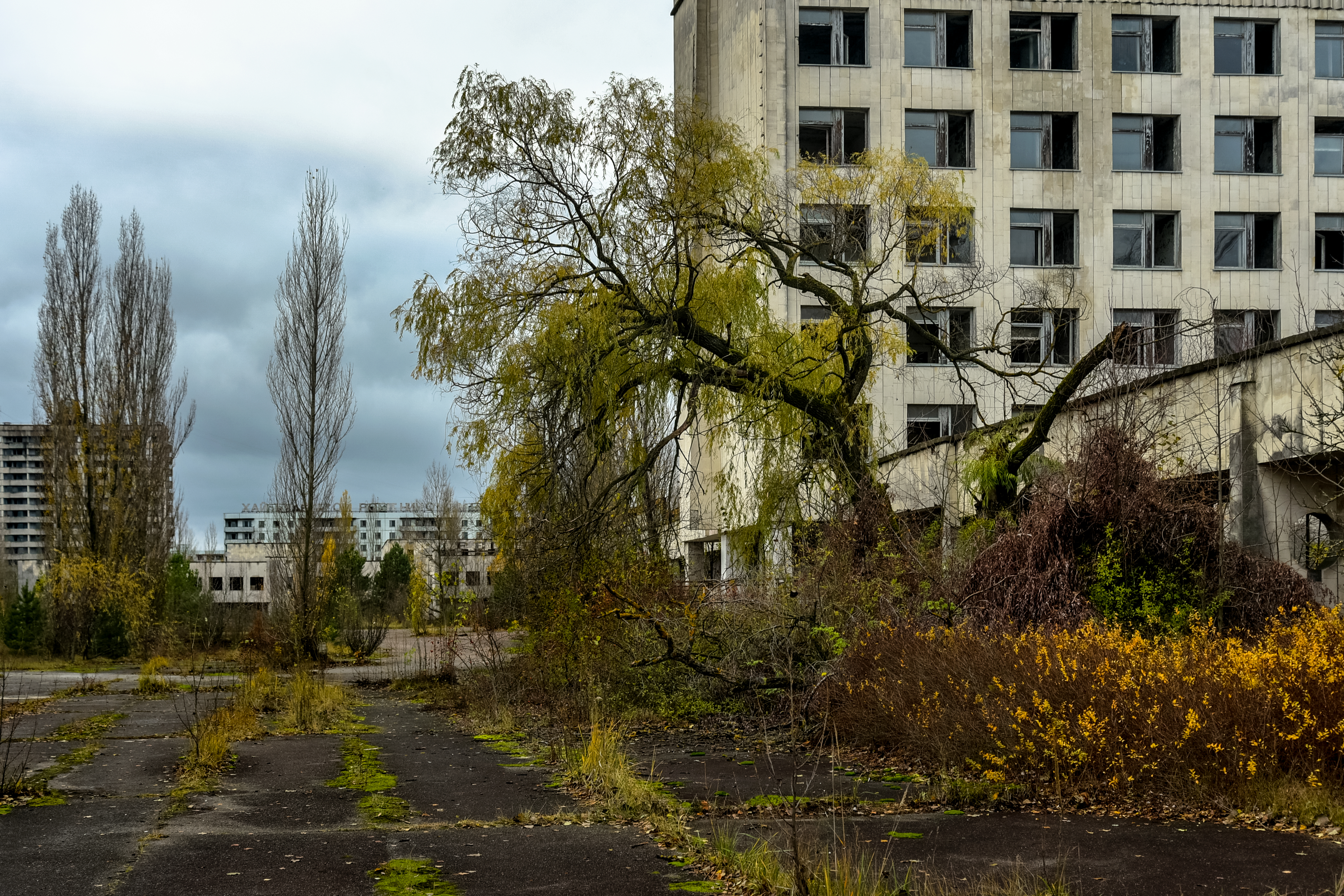
Закинуті будинки в Прип'яті
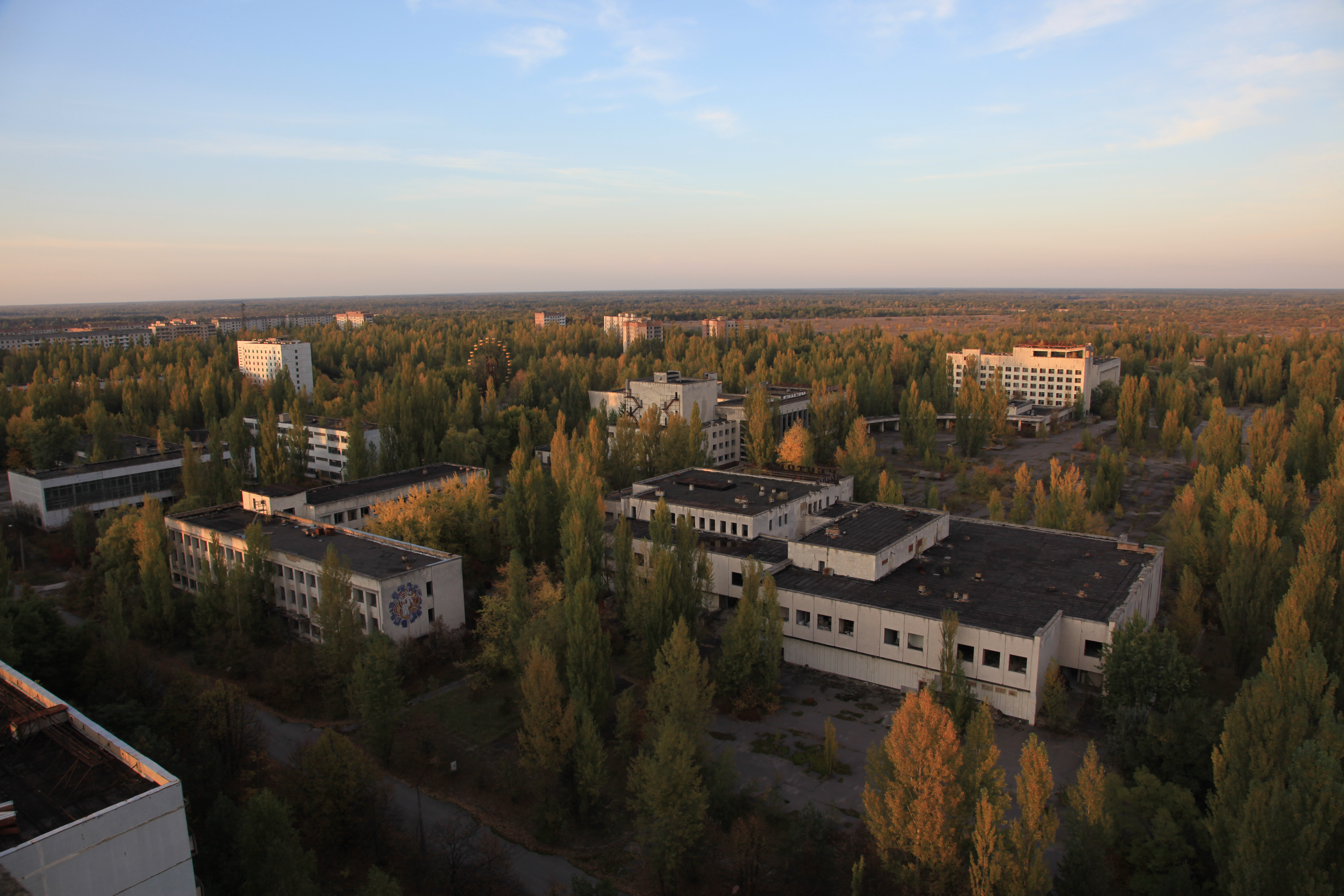
Закинуті будинки в Прип'яті
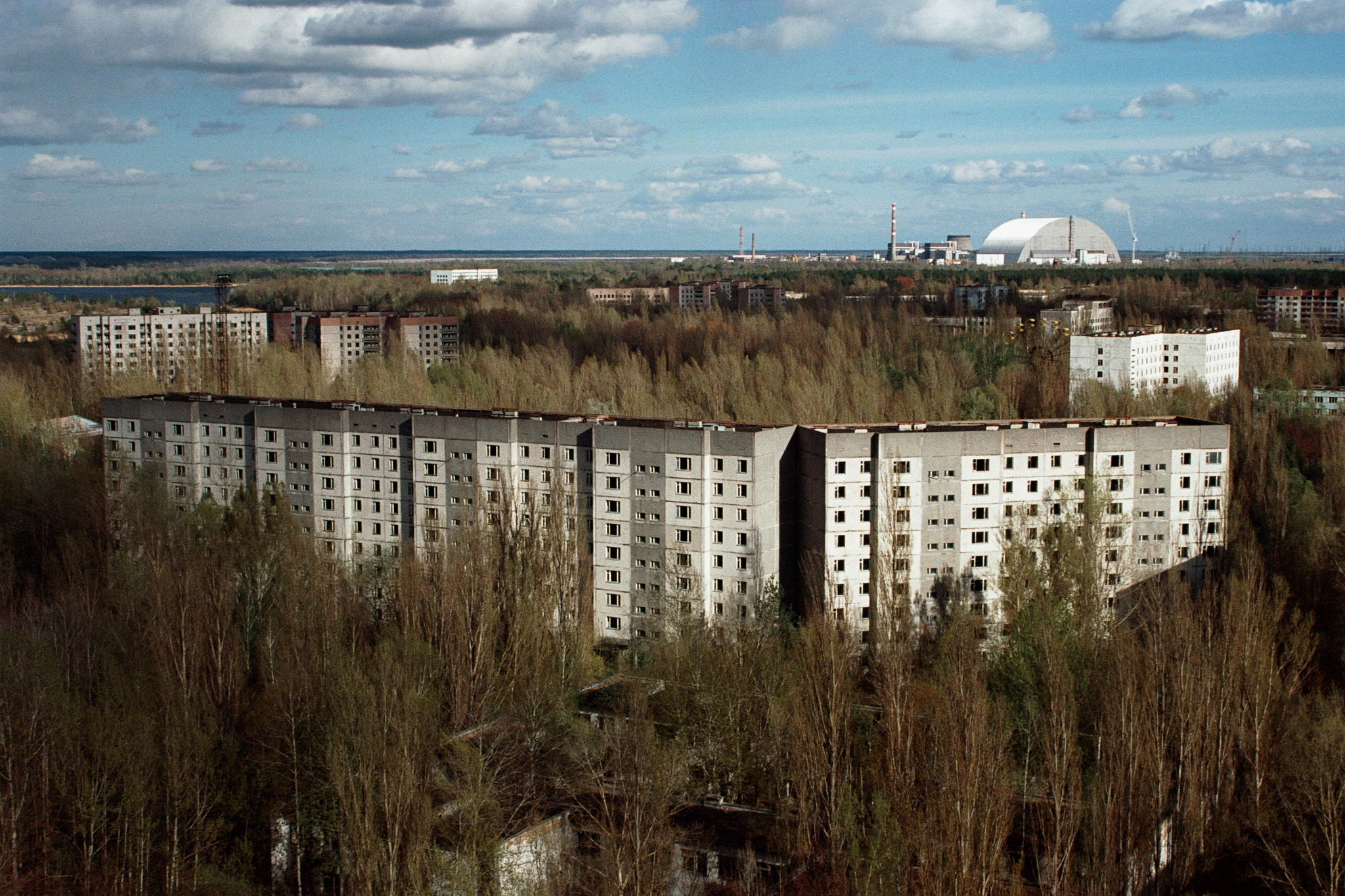
Вид на місто та нове укриття
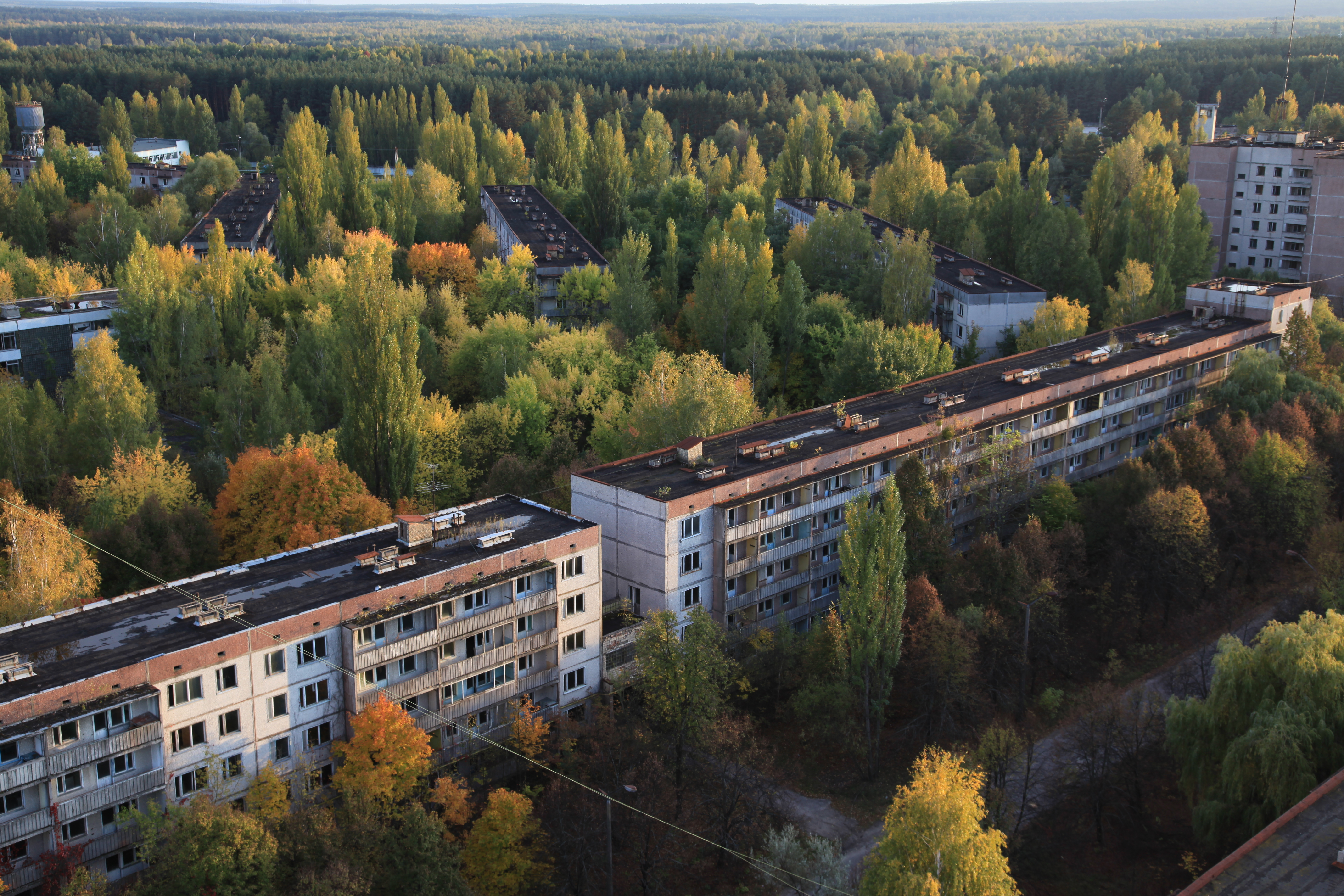
Закинуті будинки в Прип'яті
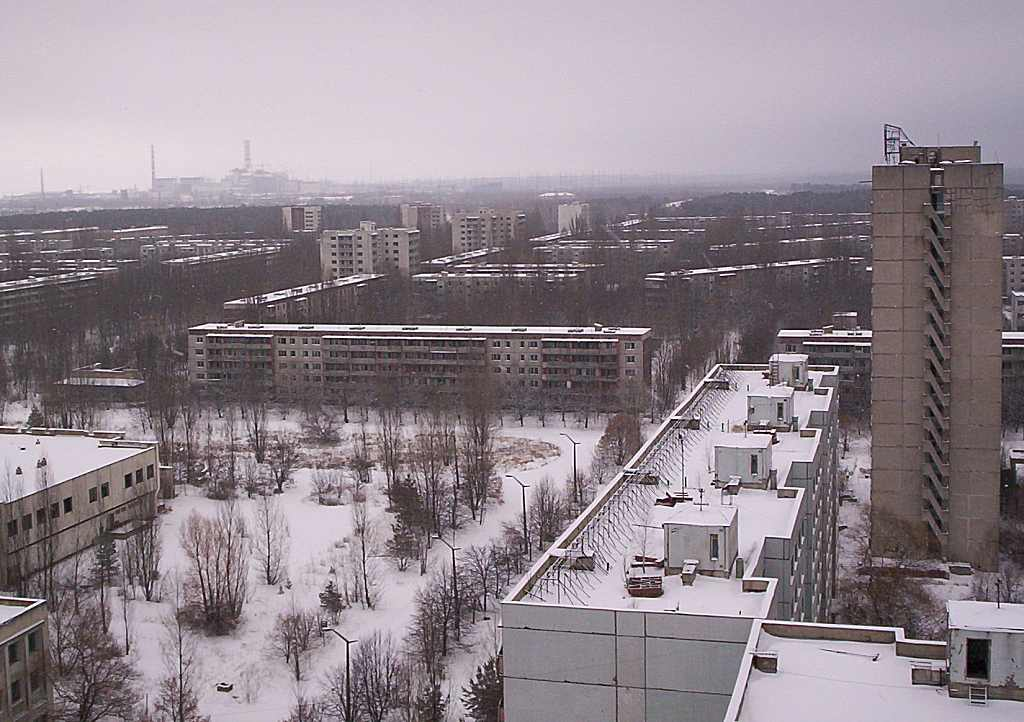
Закинута Прип'ять взимку
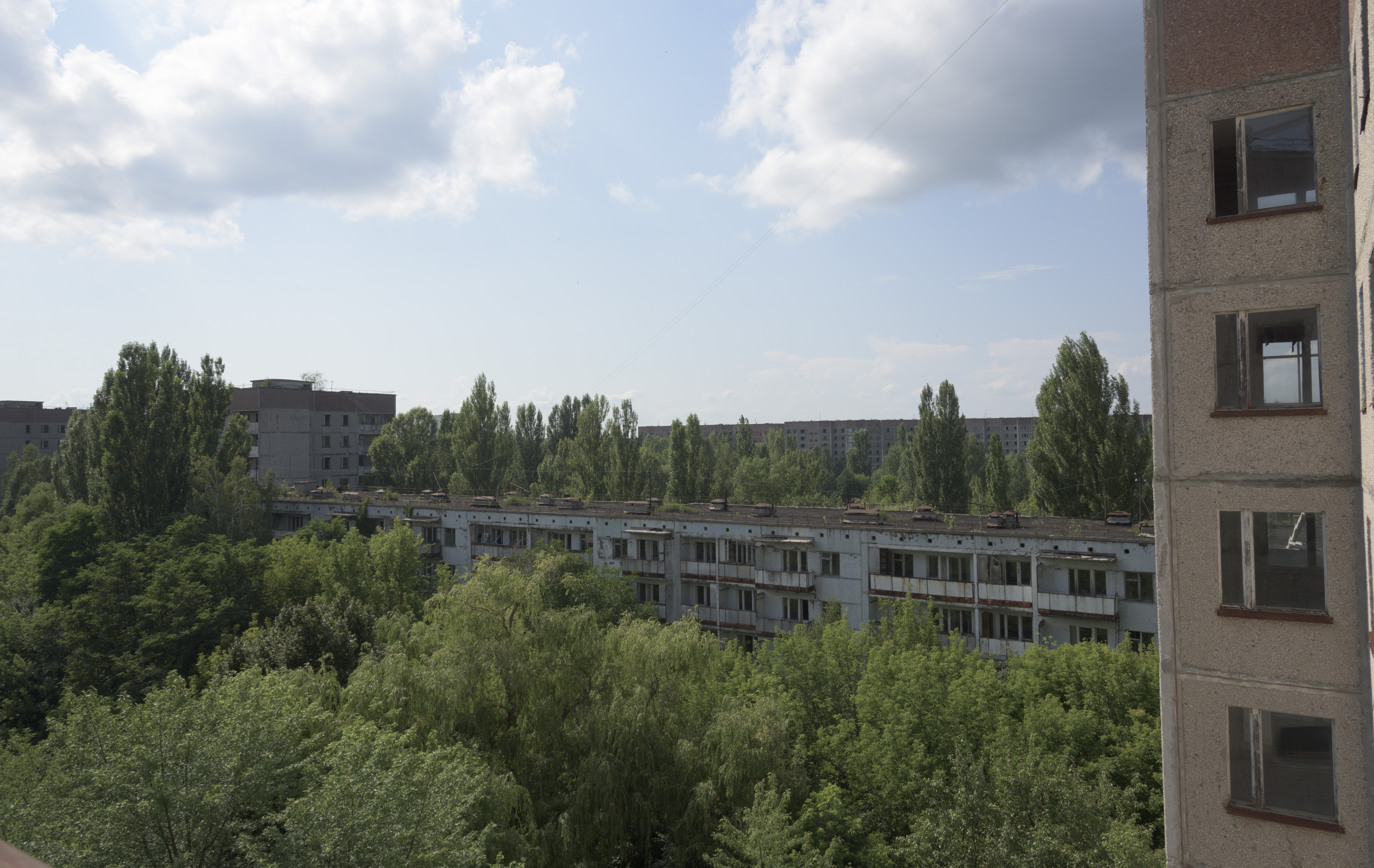
Закинуті будинки в Прип'яті
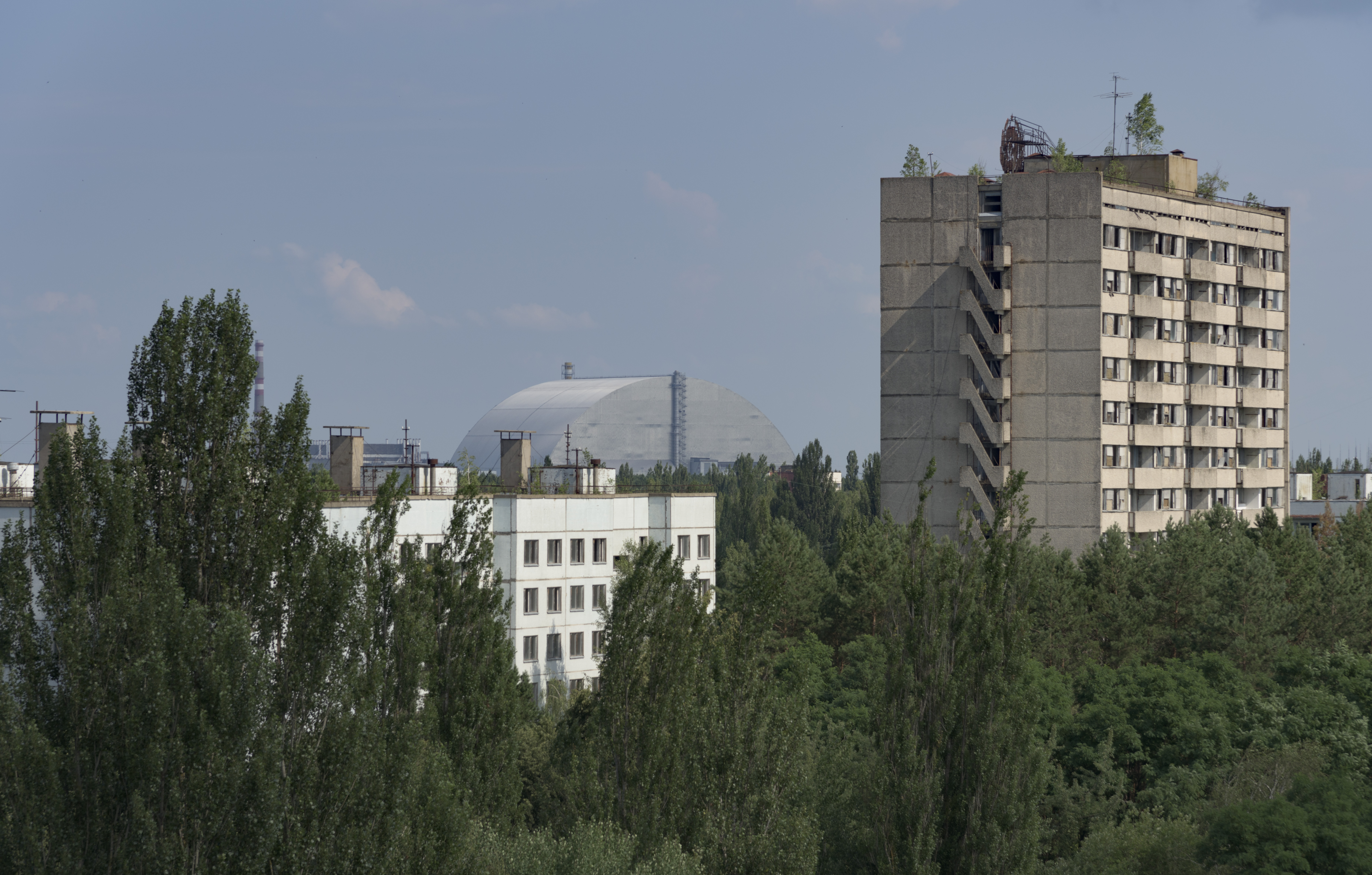
Закинуті будинки в Прип'яті
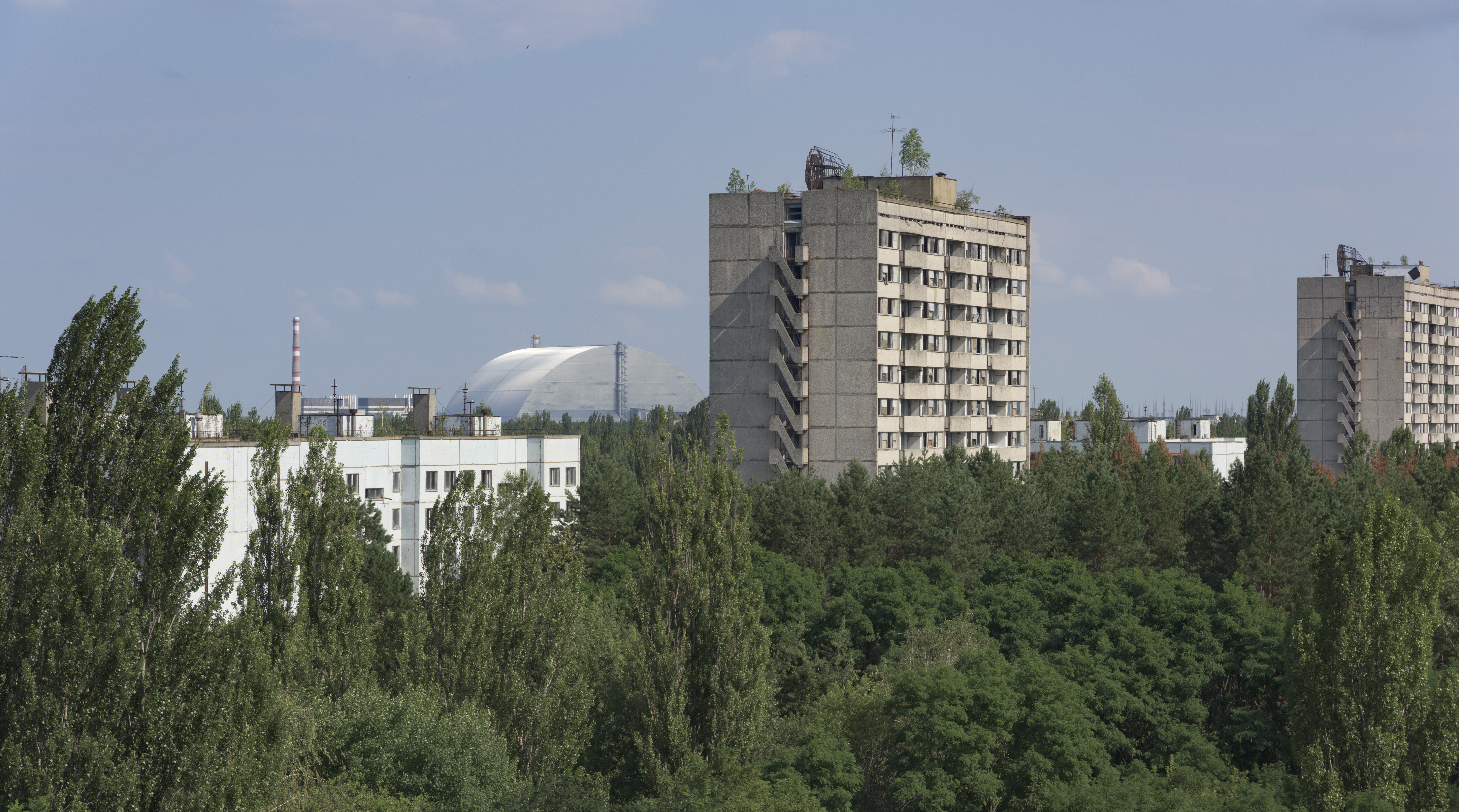
Закинуті будинки в Прип'яті
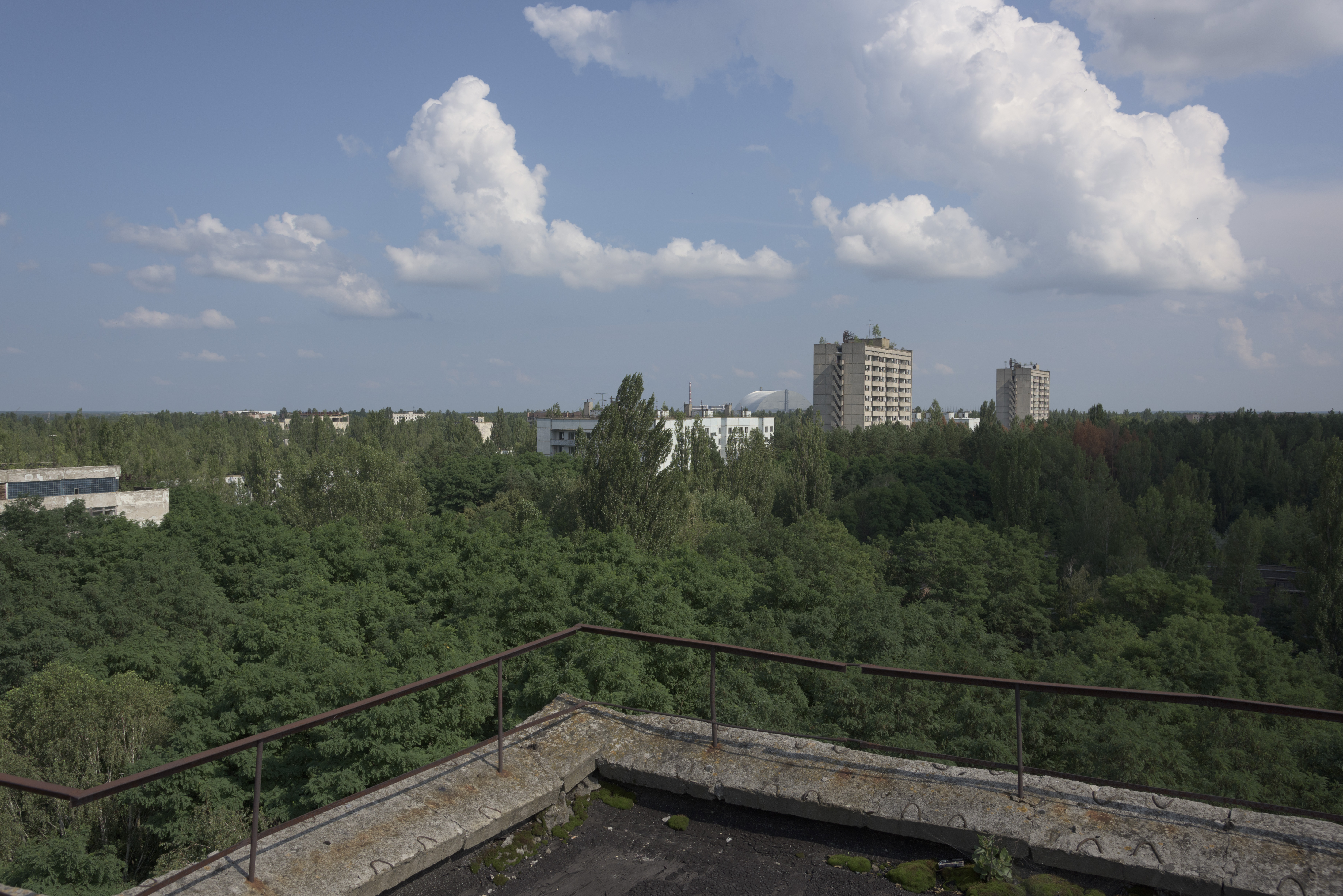
Закинуті будинки в Прип'яті
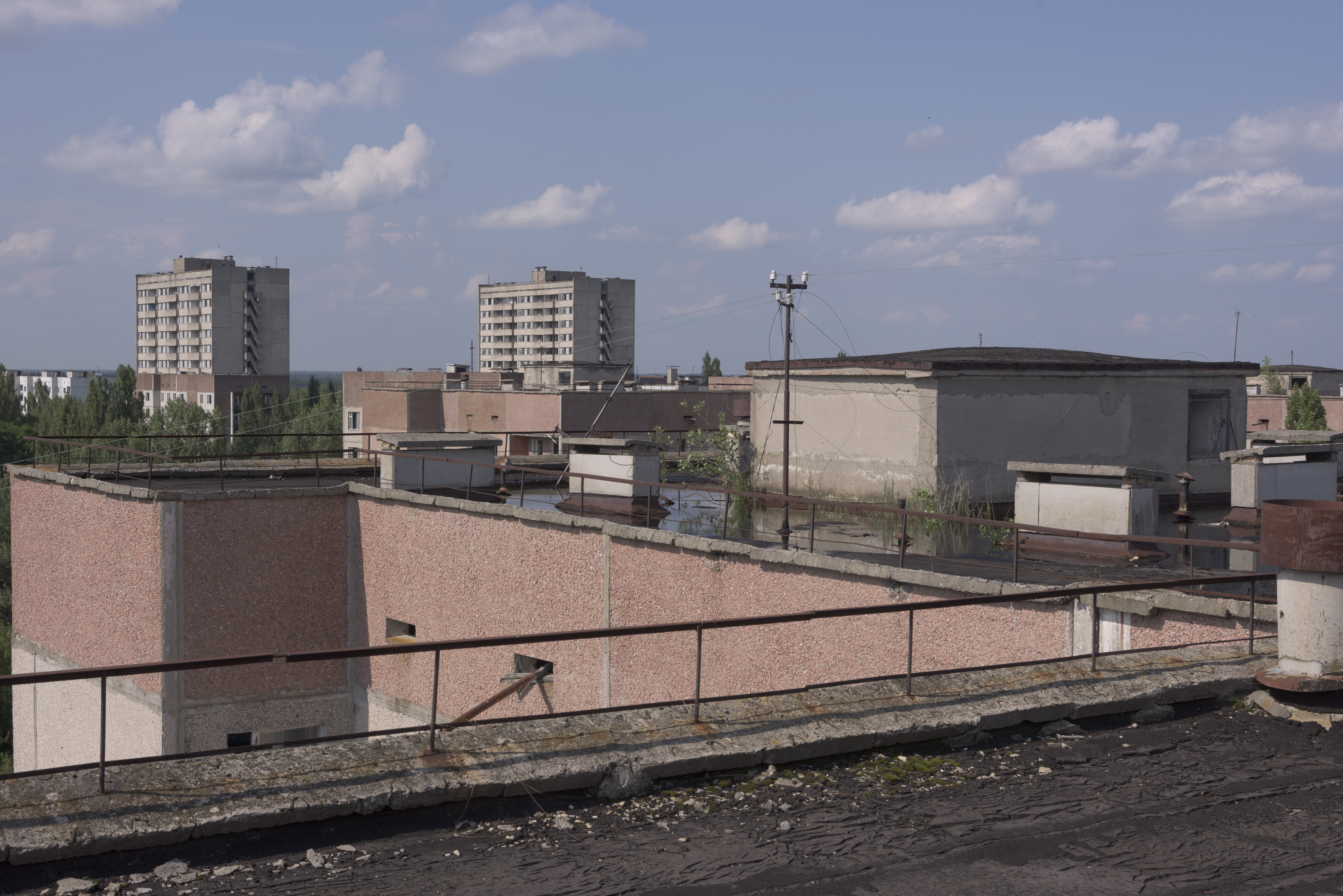
Закинуті будинки в Прип'яті
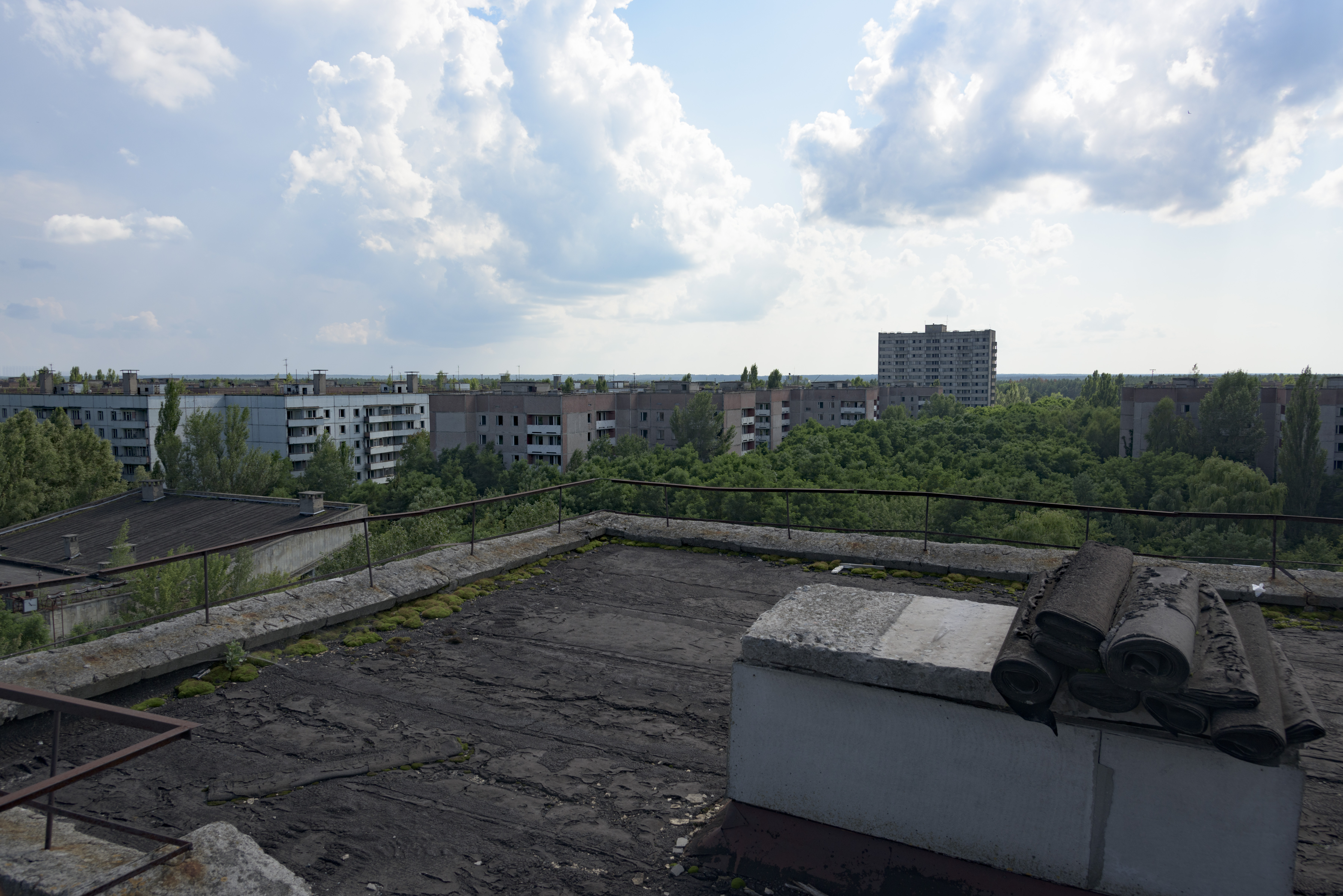
Вид на закинуті будинки в Прип'яті з даху багатоповерхівки
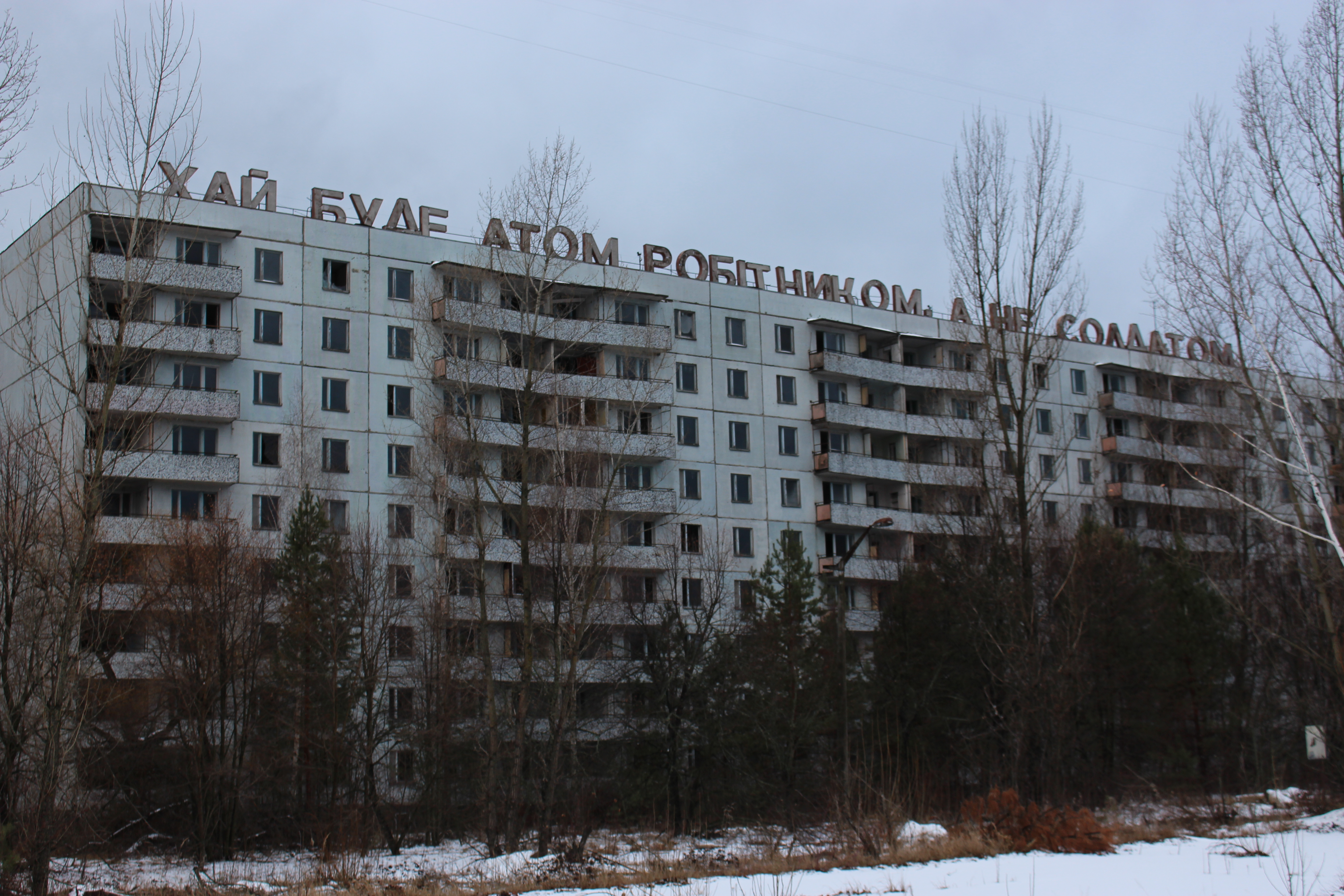
Закинута багатоповерхівка з написом «Хай буде атом робітником, а не солдатом»
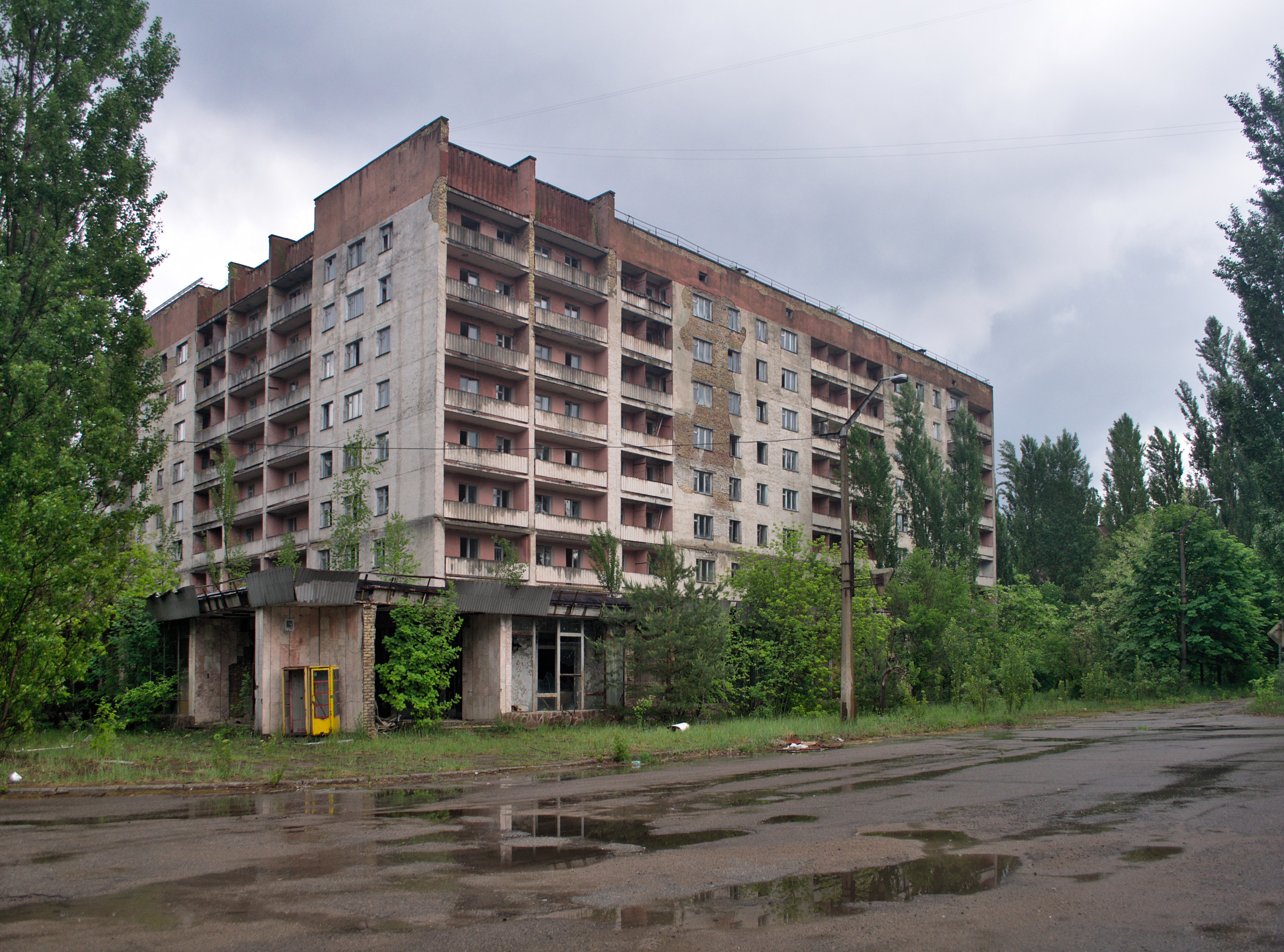
Закинуті будинки в Прип'яті
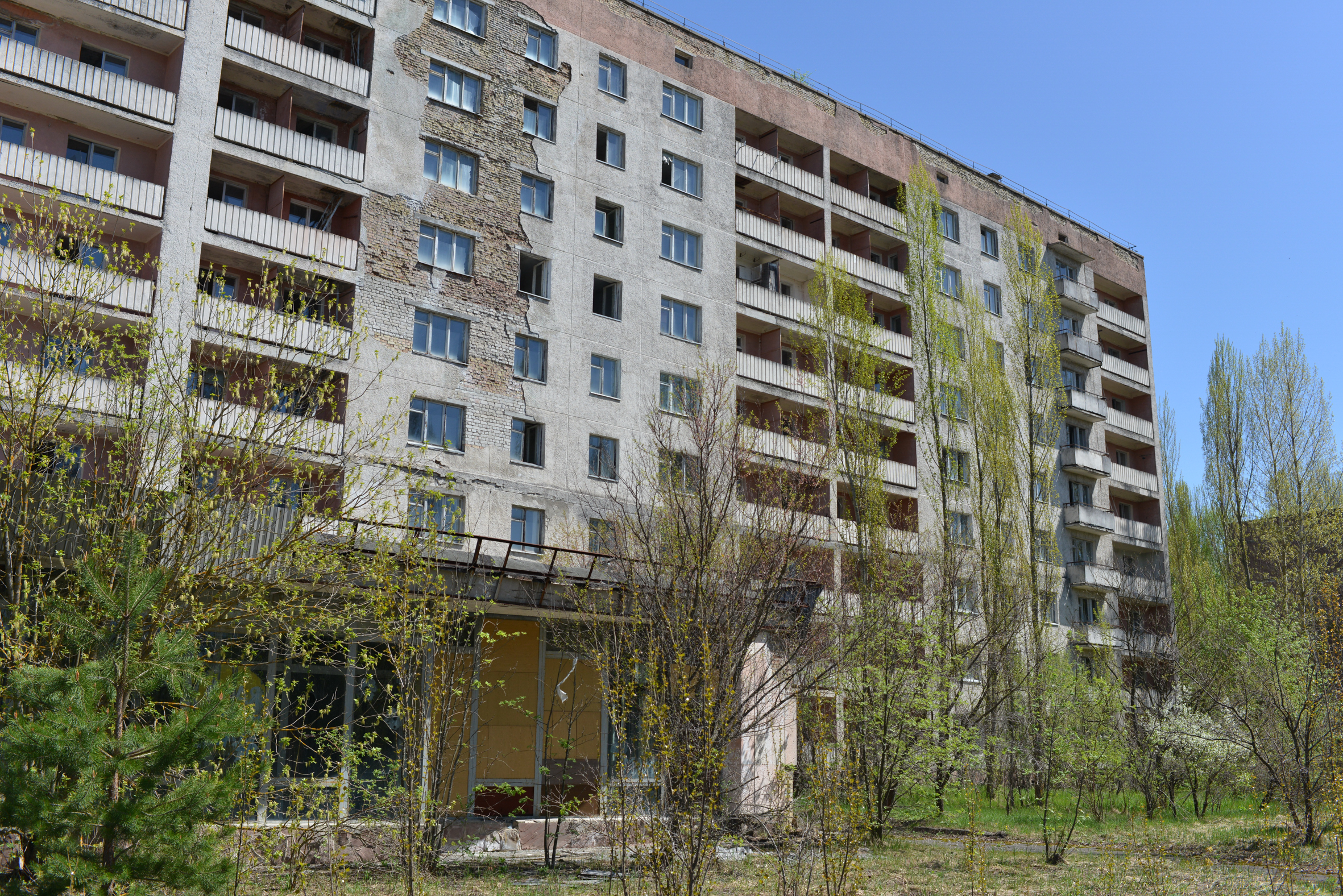
Закинуті будинки в Прип'яті
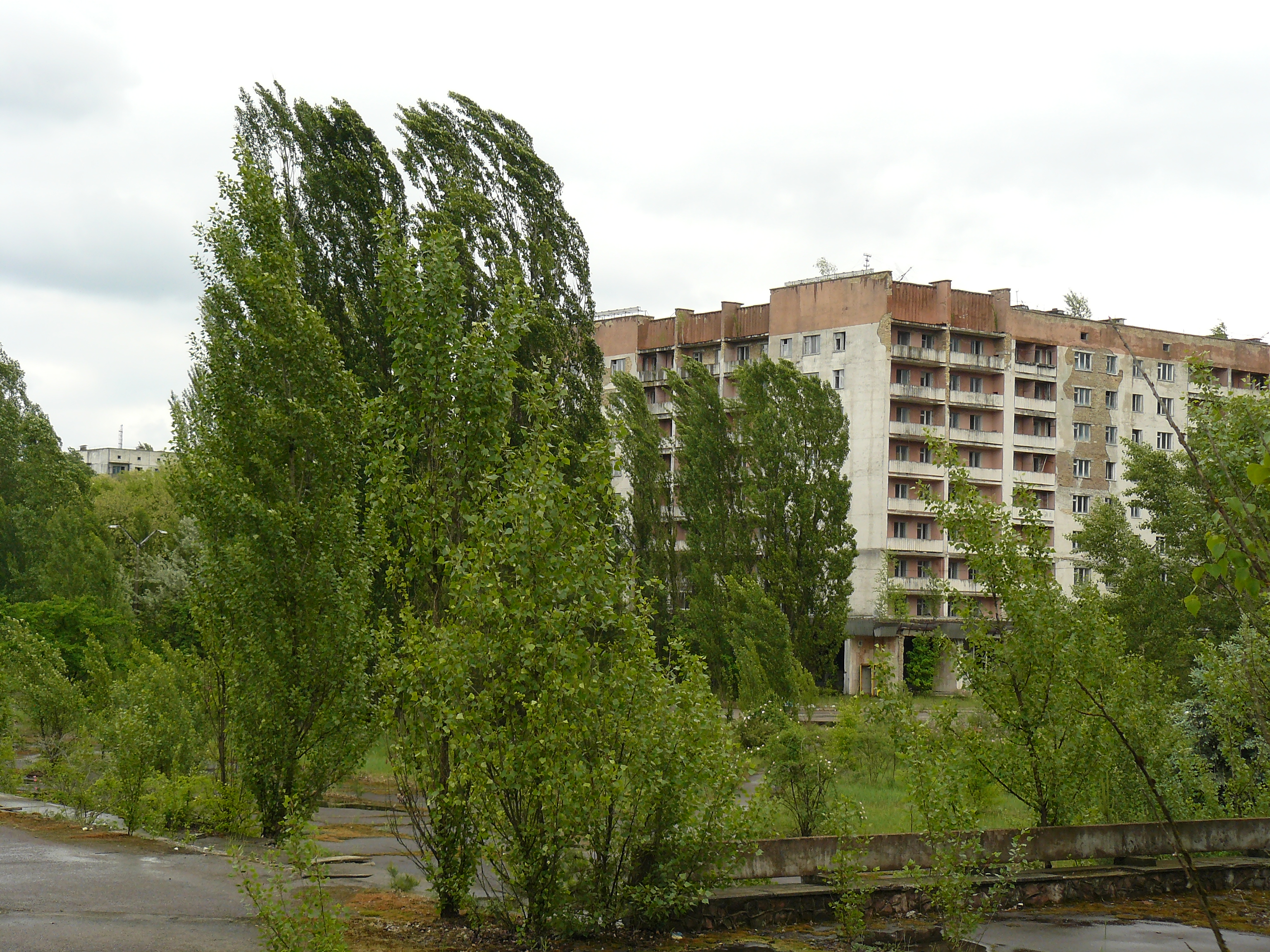
Закинуті будинки в Прип'яті
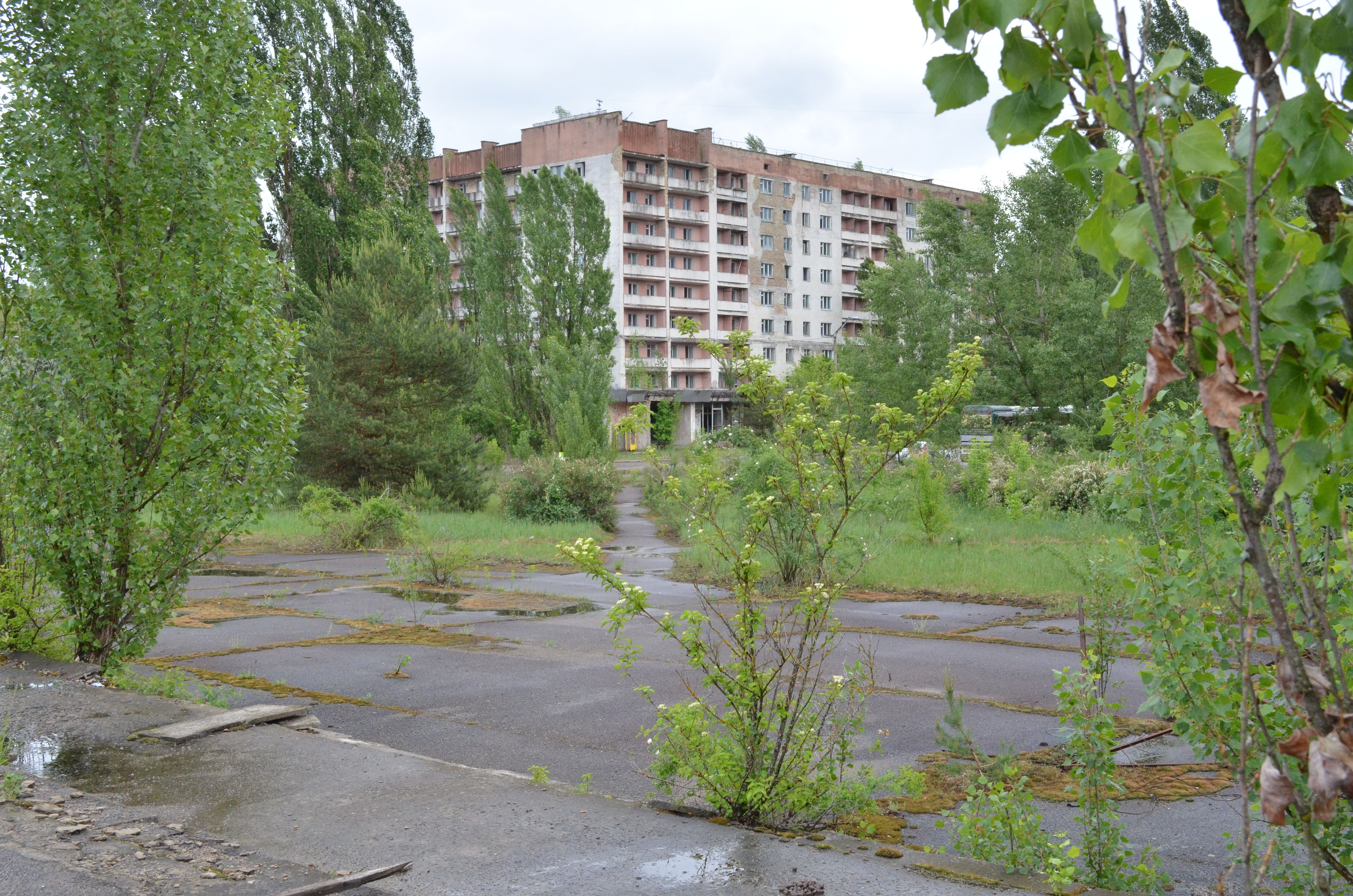
Закинуті будинки в Прип'яті
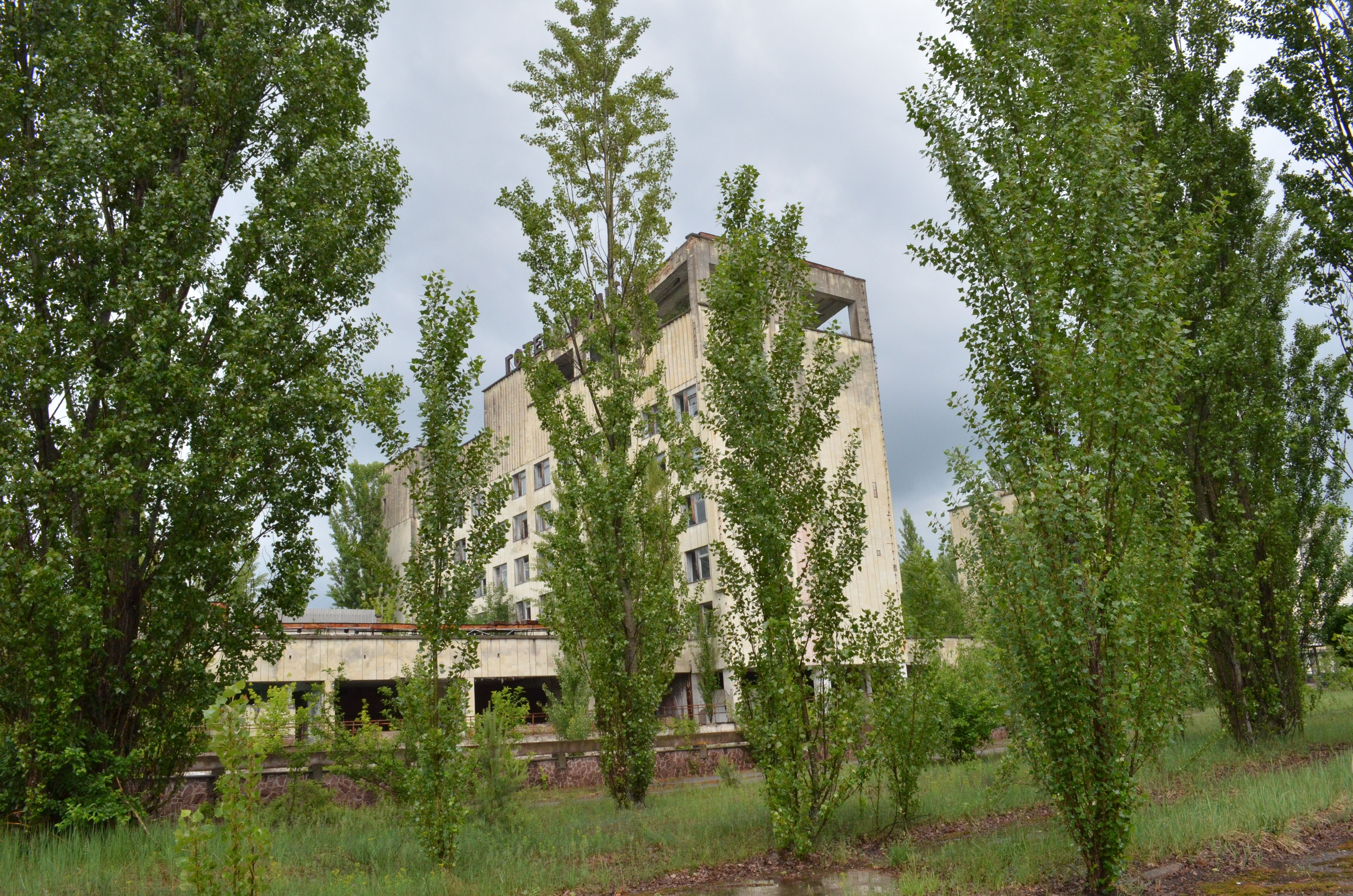
Закинуті будинки в Прип'яті
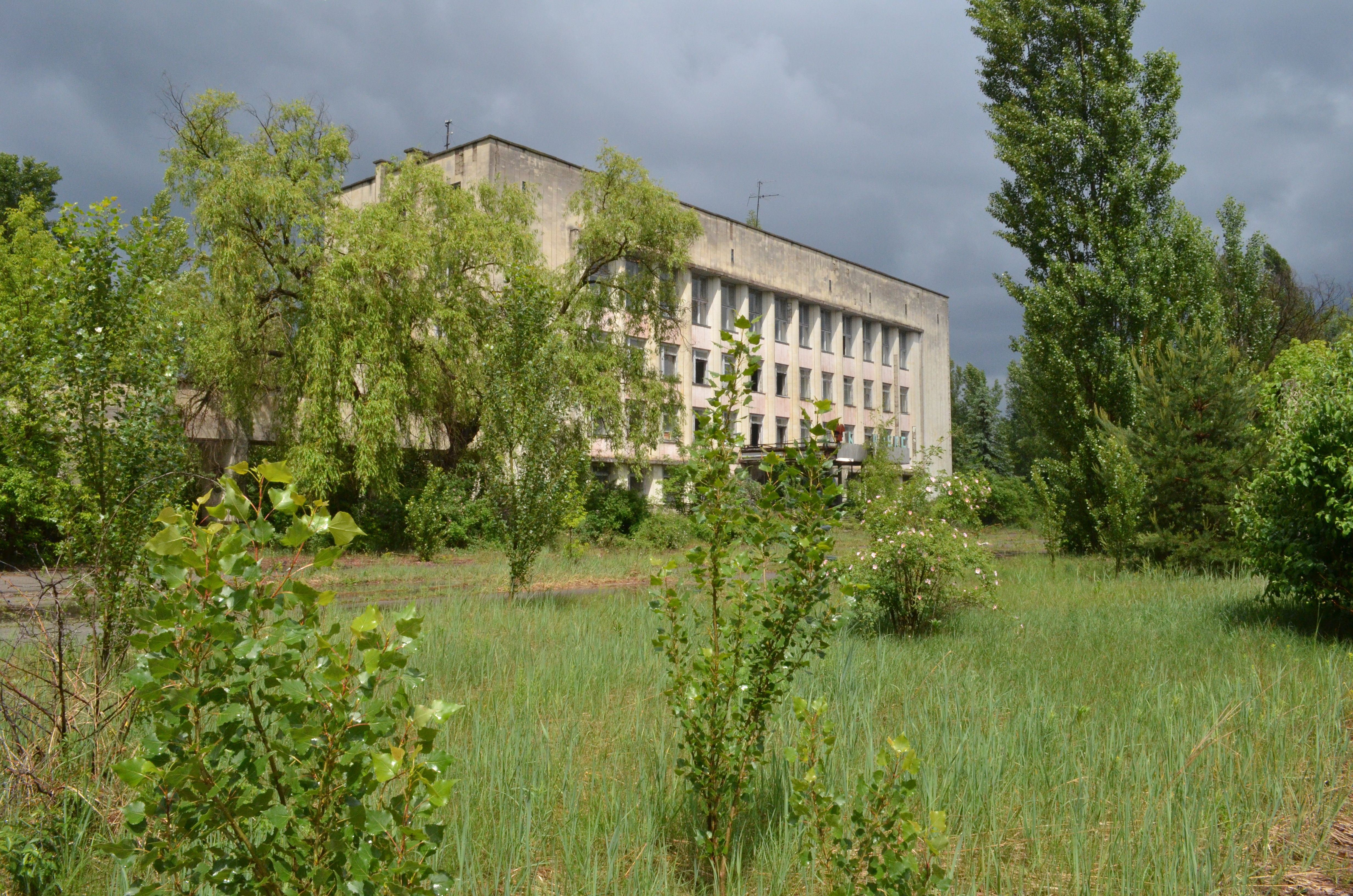
Закинуті будинки в Прип'яті
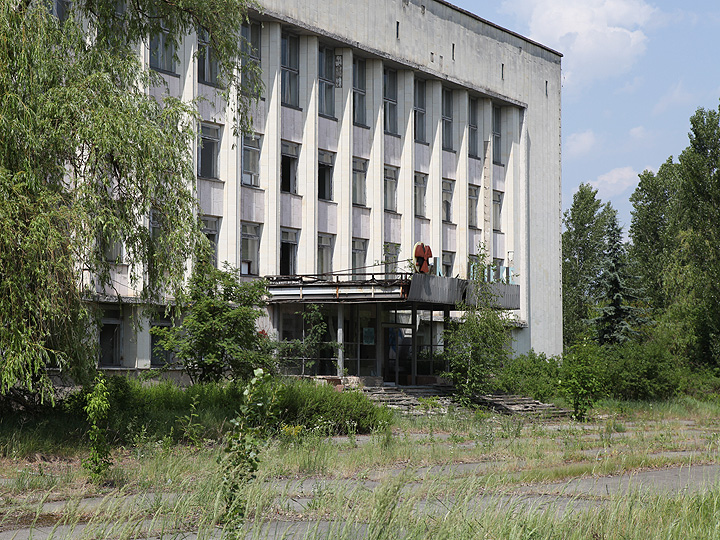
Закинуті будинки в Прип'яті
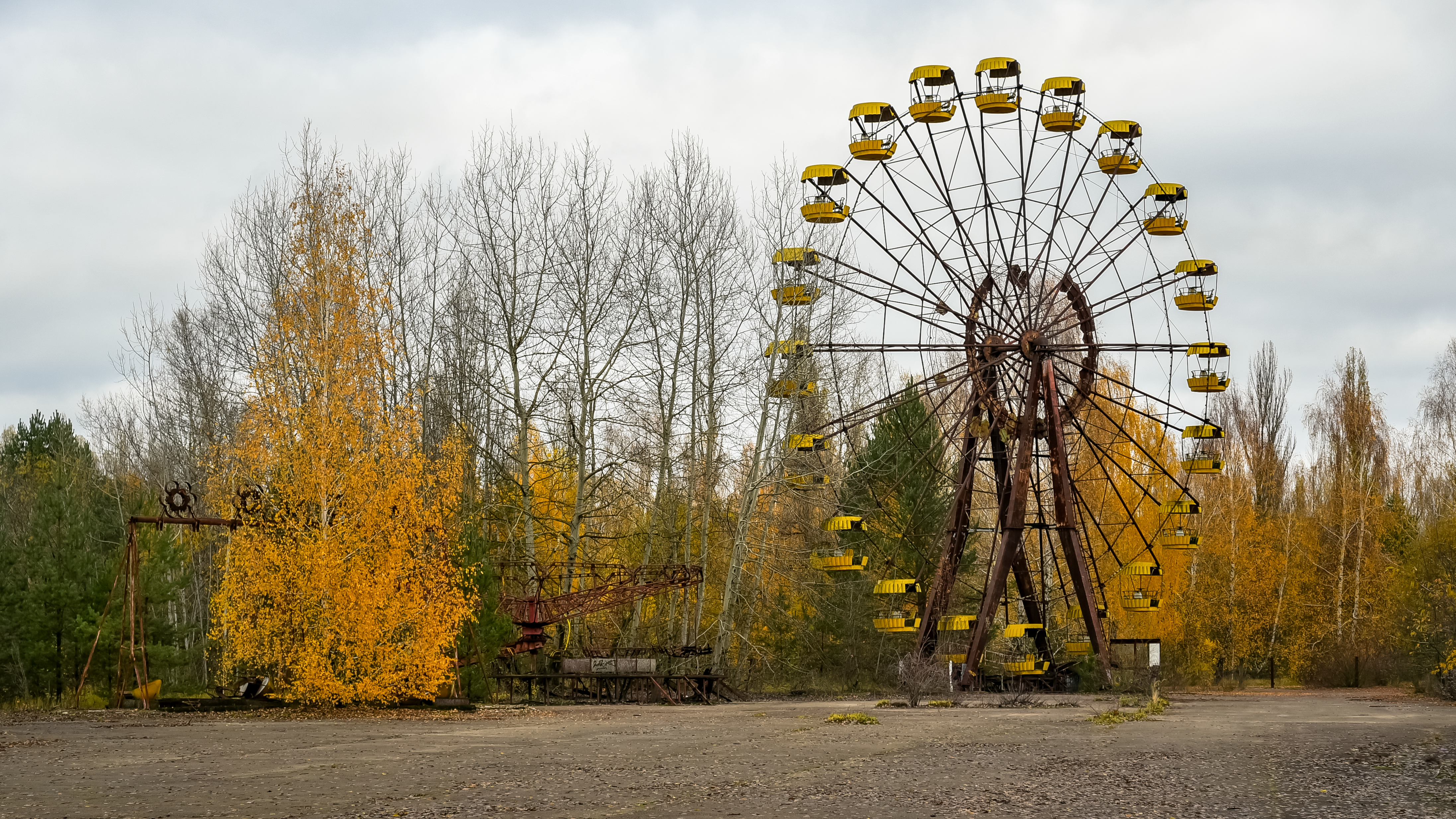
Парк розваг в Прип'яті
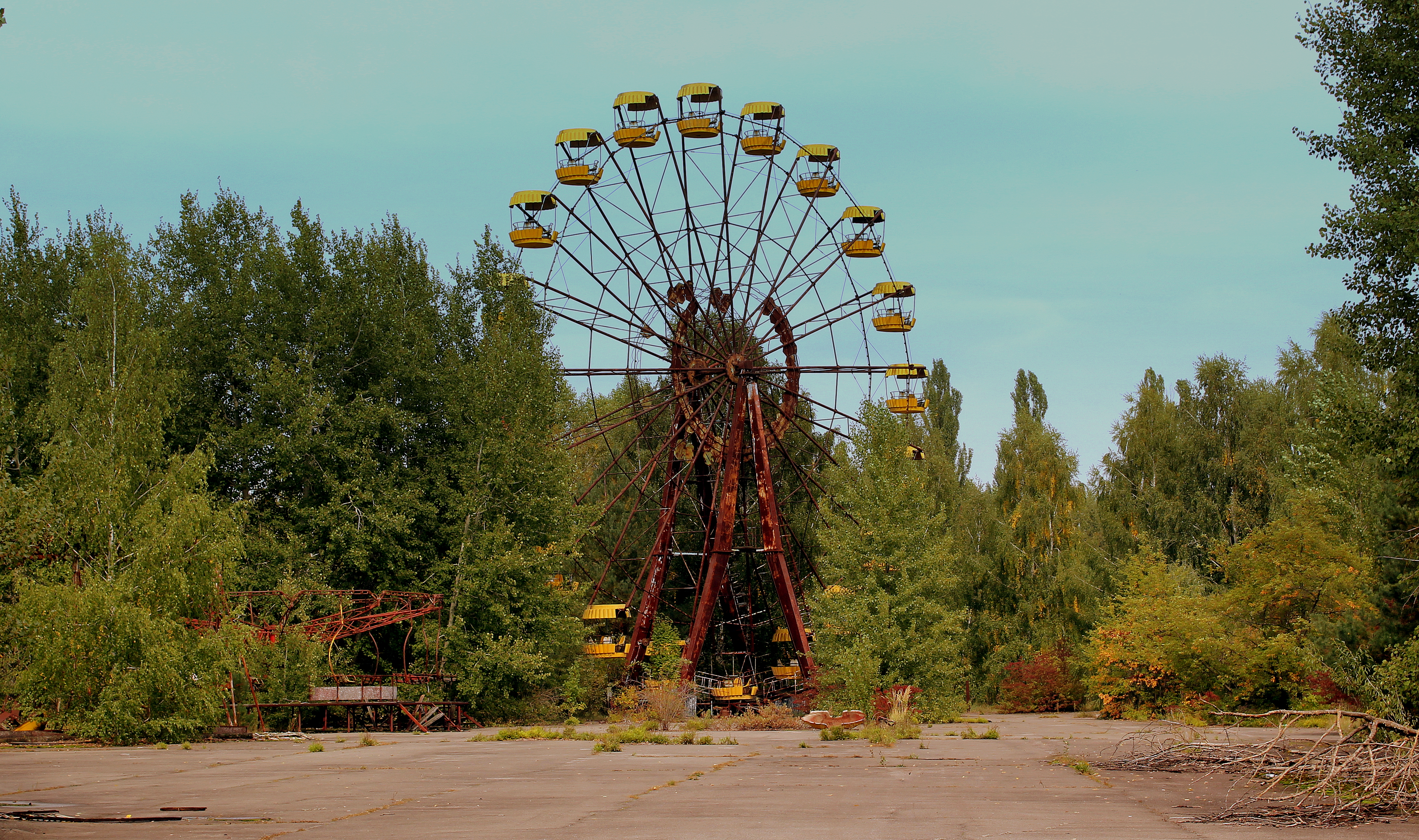
Парк розваг в Прип'яті
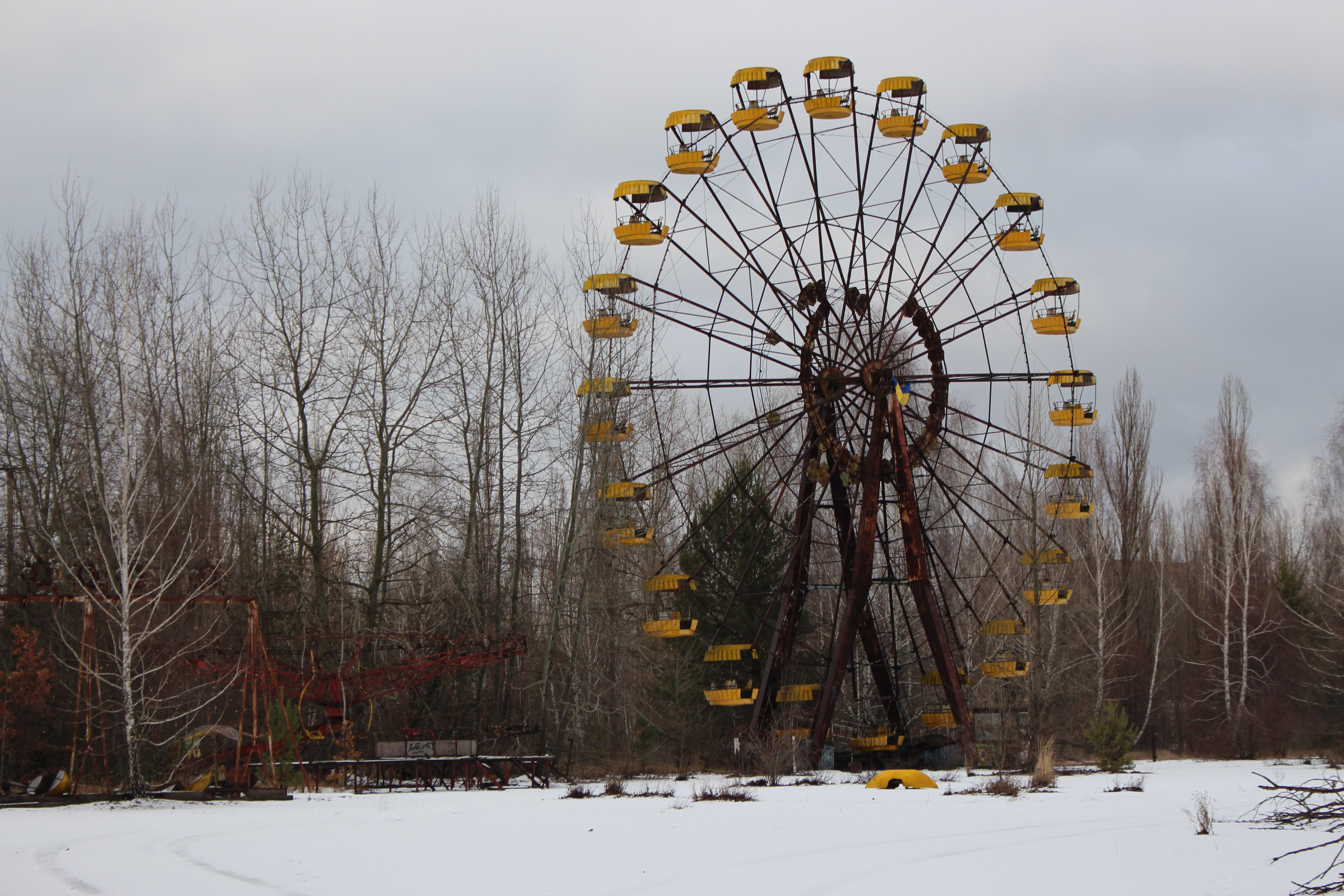
Парк розваг в Прип'яті
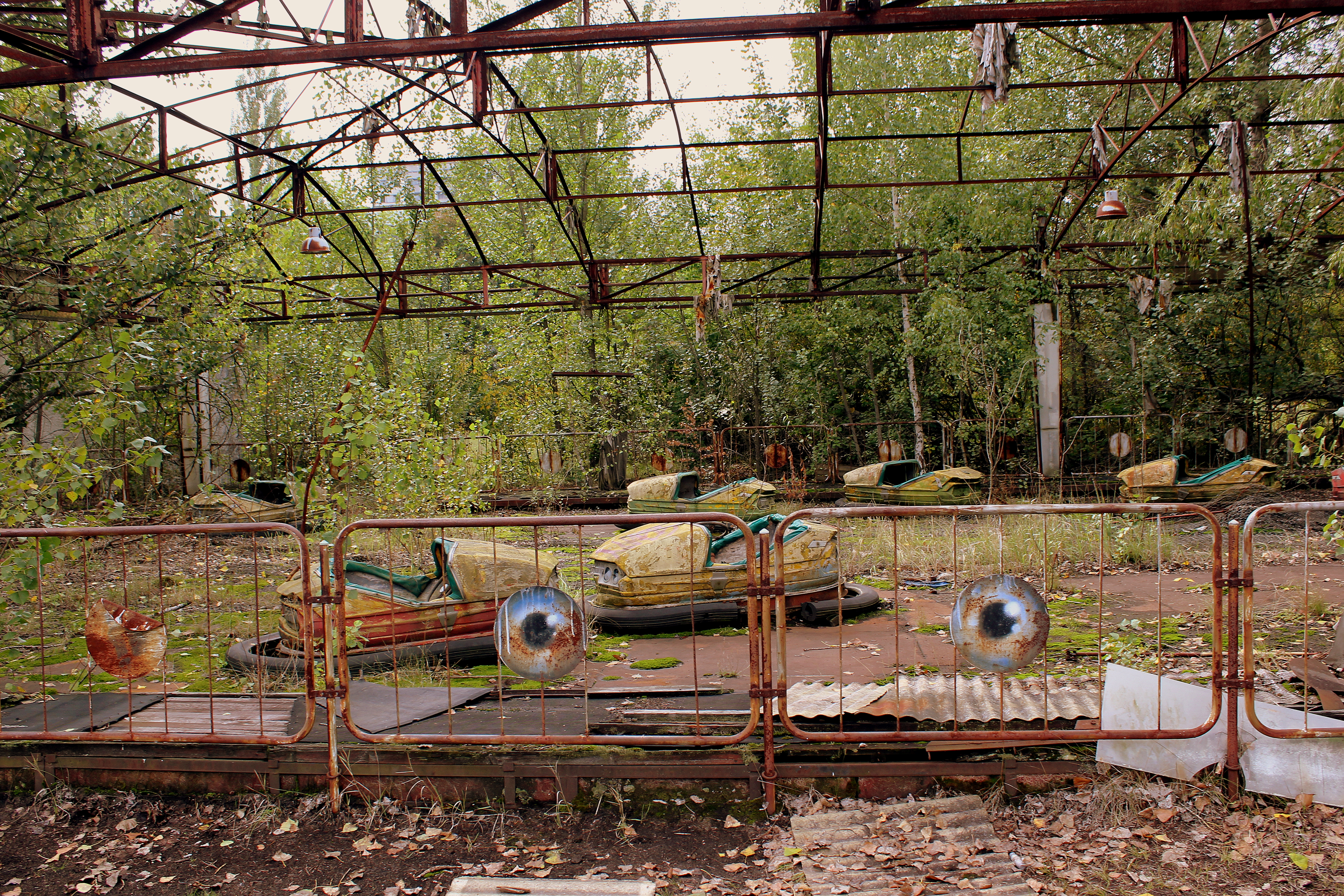
Парк розваг в Прип'яті
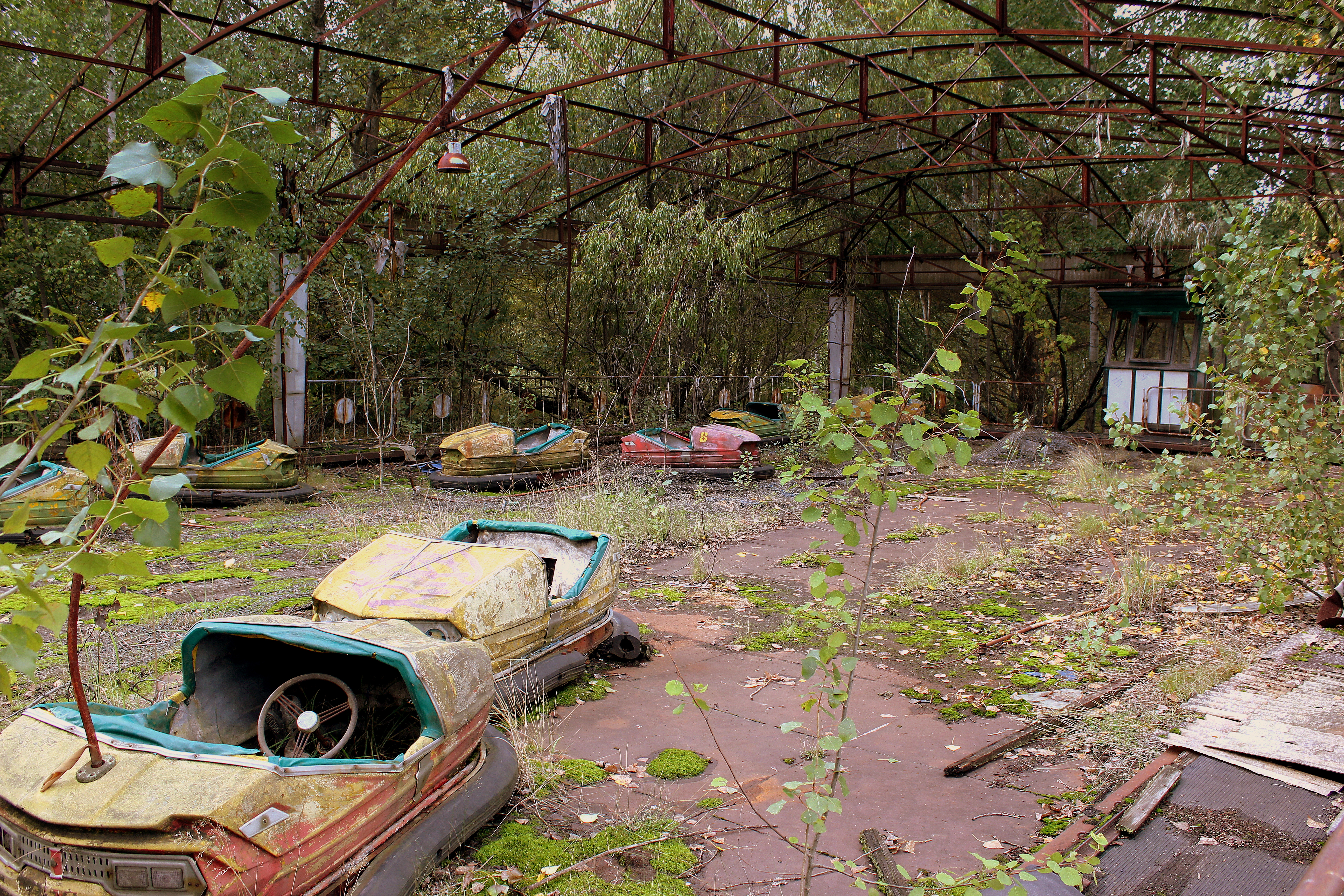
Парк розваг в Прип'яті
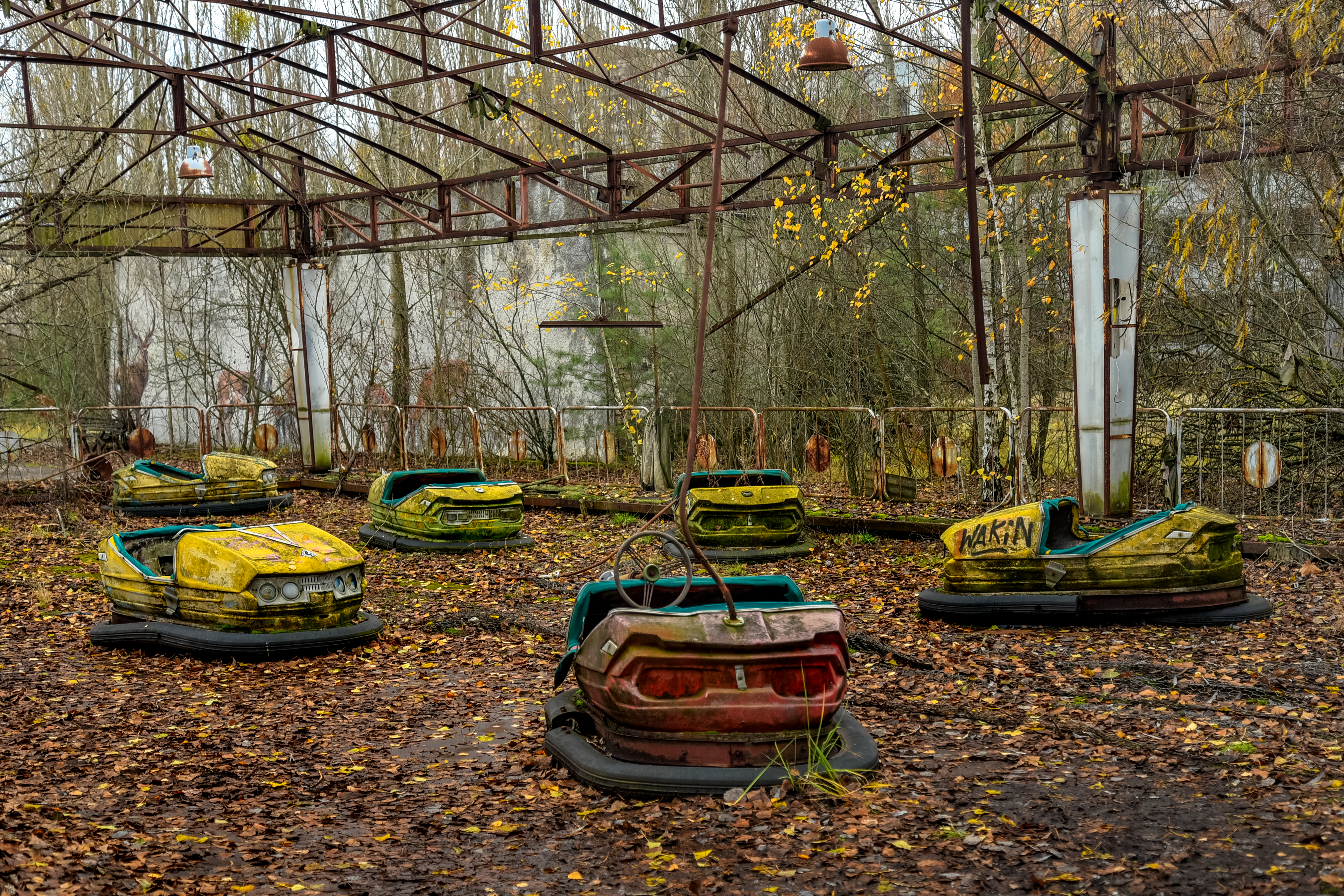
Парк розваг в Прип'яті
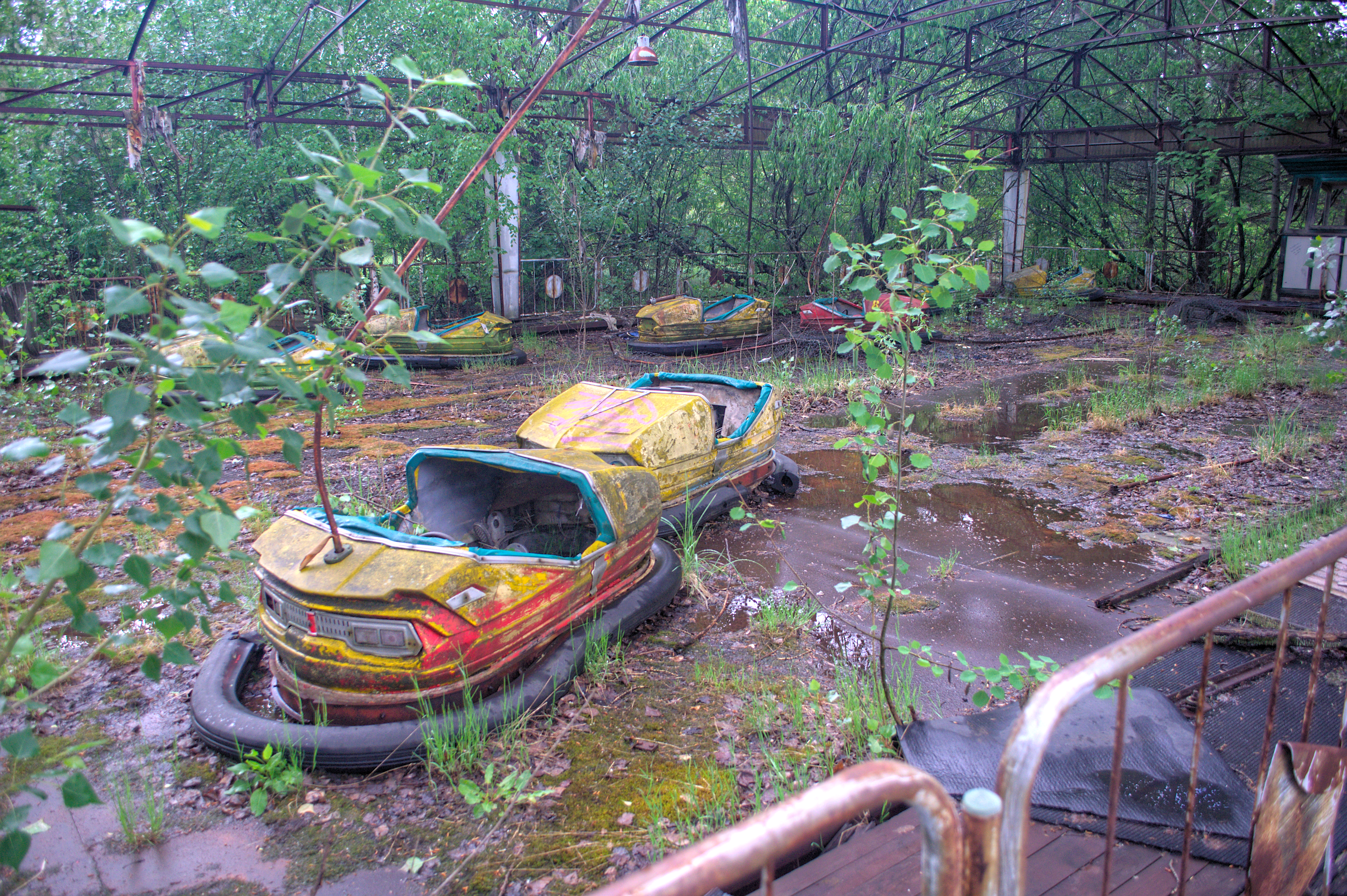
Парк розваг в Прип'яті
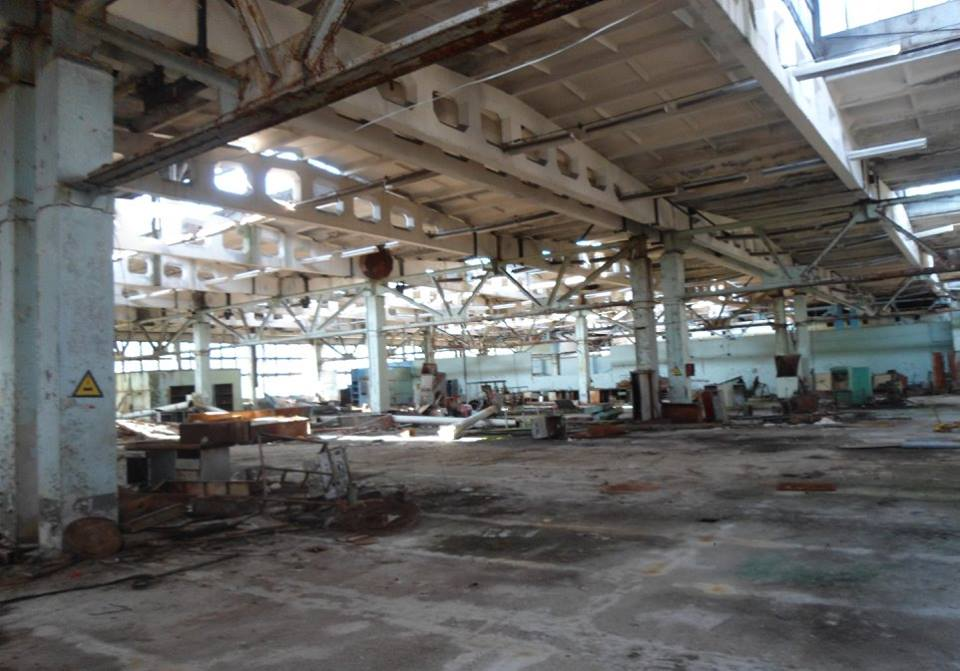
Завод «Юпітер» в Прип'яті
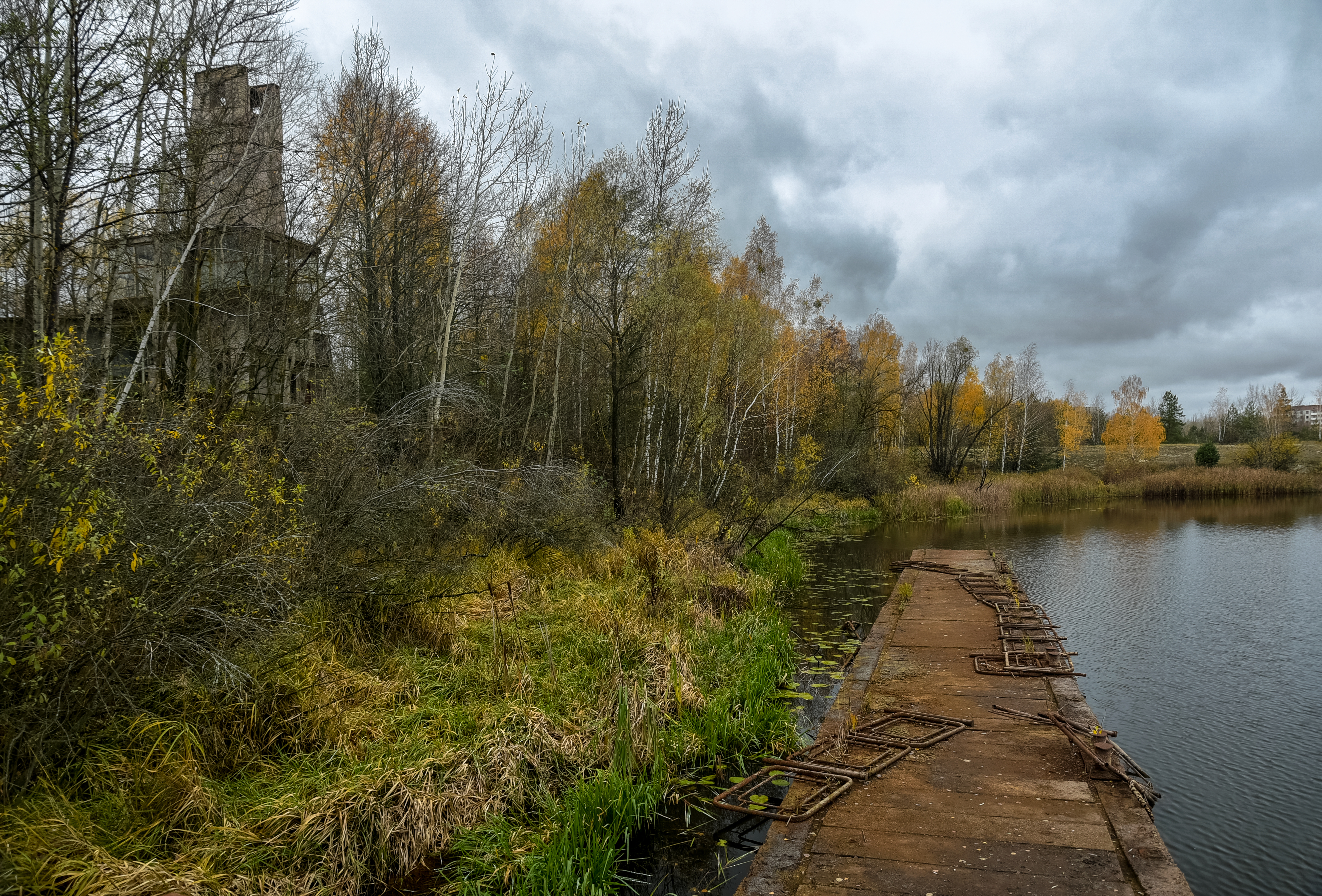
Пристань на Прип'яті